# 1934

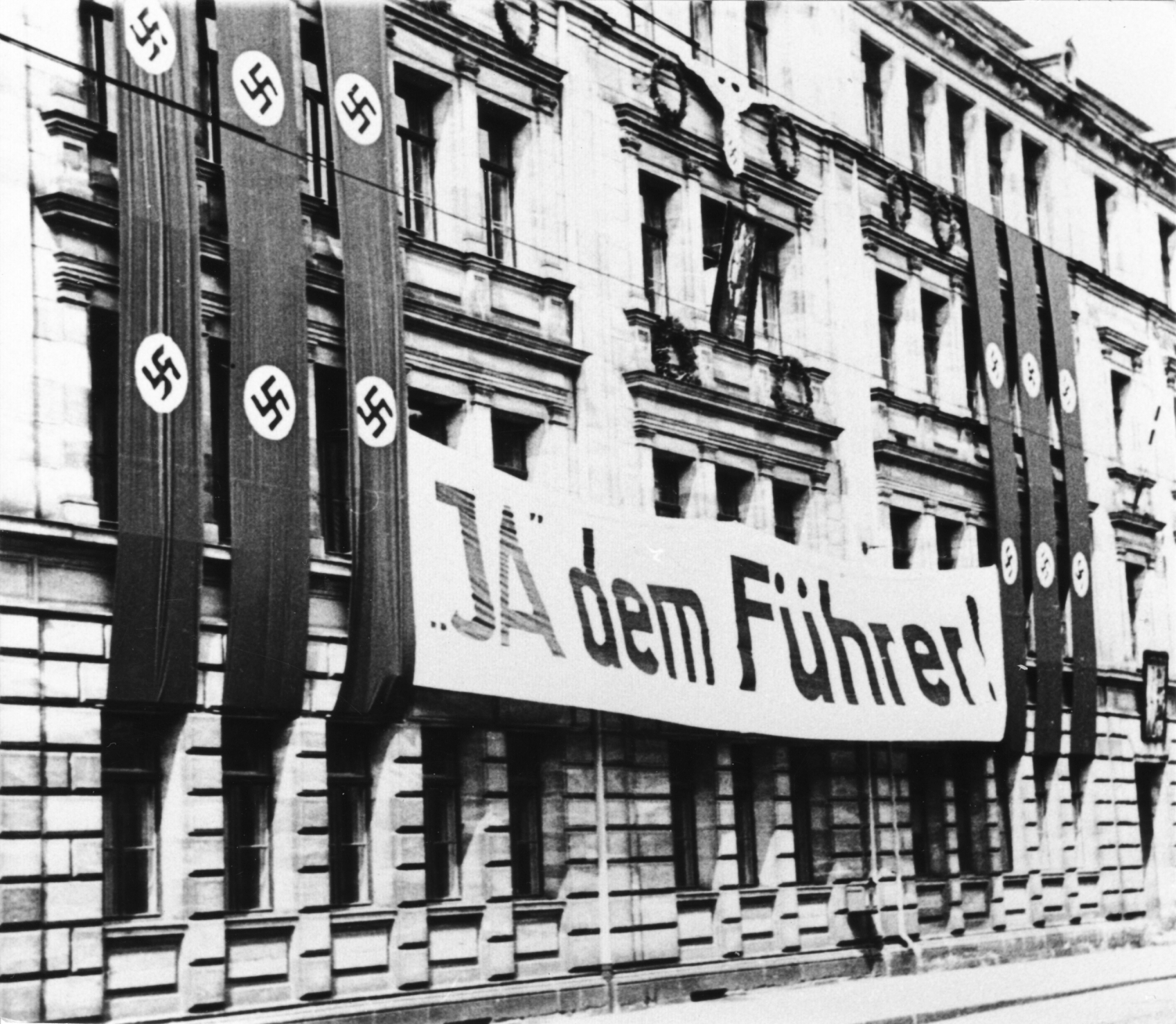
Banner an einem Schulhaus in Fürth zur Volksabstimmung über das Staatsoberhaupt des Deutschen Reichs

Portal Geschichte | Portal Biografien | Aktuelle Ereignisse | Jahreskalender | Tagesartikel

◄ |
19. Jahrhundert |
20. Jahrhundert
| 21. Jahrhundert

◄ |
1900er |
1910er |
1920er |
1930er
| 1940er | 1950er | 1960er | ►

◄◄ |
◄ |
1930 |
1931 |
1932 |
1933 |
1934
| 1935 | 1936 | 1937 | 1938 | ► | ►►
Staatsoberhäupter · Wahlen · Nekrolog · Kunstjahr · Literaturjahr · Musikjahr · Filmjahr · Rundfunkjahr · Sportjahr
| Januar | Januar | Januar | Januar | Januar | Januar | Januar | Januar |
| Kw     | Mo     | Di     | Mi     | Do     | Fr     | Sa     | So     |
| ------ | ------ | ------ | ------ | ------ | ------ | ------ | ------ |
| 1      | 1      | 2      | 3      | 4      | 5      | 6      | 7      |
| 2      | 8      | 9      | 10     | 11     | 12     | 13     | 14     |
| 3      | 15     | 16     | 17     | 18     | 19     | 20     | 21     |
| 4      | 22     | 23     | 24     | 25     | 26     | 27     | 28     |
| 5      | 29     | 30     | 31     |        |        |        |        |

| Februar | Februar | Februar | Februar | Februar | Februar | Februar | Februar |
| Kw      | Mo      | Di      | Mi      | Do      | Fr      | Sa      | So      |
| ------- | ------- | ------- | ------- | ------- | ------- | ------- | ------- |
| 5       |         |         |         | 1       | 2       | 3       | 4       |
| 6       | 5       | 6       | 7       | 8       | 9       | 10      | 11      |
| 7       | 12      | 13      | 14      | 15      | 16      | 17      | 18      |
| 8       | 19      | 20      | 21      | 22      | 23      | 24      | 25      |
| 9       | 26      | 27      | 28      |         |         |         |         |

| März | März | März | März | März | März | März | März |
| Kw   | Mo   | Di   | Mi   | Do   | Fr   | Sa   | So   |
| ---- | ---- | ---- | ---- | ---- | ---- | ---- | ---- |
| 9    |      |      |      | 1    | 2    | 3    | 4    |
| 10   | 5    | 6    | 7    | 8    | 9    | 10   | 11   |
| 11   | 12   | 13   | 14   | 15   | 16   | 17   | 18   |
| 12   | 19   | 20   | 21   | 22   | 23   | 24   | 25   |
| 13   | 26   | 27   | 28   | 29   | 30   | 31   |      |

| April | April | April | April | April | April | April | April |
| Kw    | Mo    | Di    | Mi    | Do    | Fr    | Sa    | So    |
| ----- | ----- | ----- | ----- | ----- | ----- | ----- | ----- |
| 13    |       |       |       |       |       |       | 1     |
| 14    | 2     | 3     | 4     | 5     | 6     | 7     | 8     |
| 15    | 9     | 10    | 11    | 12    | 13    | 14    | 15    |
| 16    | 16    | 17    | 18    | 19    | 20    | 21    | 22    |
| 17    | 23    | 24    | 25    | 26    | 27    | 28    | 29    |
| 18    | 30    |       |       |       |       |       |       |

| Mai | Mai | Mai | Mai | Mai | Mai | Mai | Mai |
| Kw  | Mo  | Di  | Mi  | Do  | Fr  | Sa  | So  |
| --- | --- | --- | --- | --- | --- | --- | --- |
| 18  |     | 1   | 2   | 3   | 4   | 5   | 6   |
| 19  | 7   | 8   | 9   | 10  | 11  | 12  | 13  |
| 20  | 14  | 15  | 16  | 17  | 18  | 19  | 20  |
| 21  | 21  | 22  | 23  | 24  | 25  | 26  | 27  |
| 22  | 28  | 29  | 30  | 31  |     |     |     |

| Juni | Juni | Juni | Juni | Juni | Juni | Juni | Juni |
| Kw   | Mo   | Di   | Mi   | Do   | Fr   | Sa   | So   |
| ---- | ---- | ---- | ---- | ---- | ---- | ---- | ---- |
| 22   |      |      |      |      | 1    | 2    | 3    |
| 23   | 4    | 5    | 6    | 7    | 8    | 9    | 10   |
| 24   | 11   | 12   | 13   | 14   | 15   | 16   | 17   |
| 25   | 18   | 19   | 20   | 21   | 22   | 23   | 24   |
| 26   | 25   | 26   | 27   | 28   | 29   | 30   |      |

| Juli | Juli | Juli | Juli | Juli | Juli | Juli | Juli |
| Kw   | Mo   | Di   | Mi   | Do   | Fr   | Sa   | So   |
| ---- | ---- | ---- | ---- | ---- | ---- | ---- | ---- |
| 26   |      |      |      |      |      |      | 1    |
| 27   | 2    | 3    | 4    | 5    | 6    | 7    | 8    |
| 28   | 9    | 10   | 11   | 12   | 13   | 14   | 15   |
| 29   | 16   | 17   | 18   | 19   | 20   | 21   | 22   |
| 30   | 23   | 24   | 25   | 26   | 27   | 28   | 29   |
| 31   | 30   | 31   |      |      |      |      |      |

| August | August | August | August | August | August | August | August |
| Kw     | Mo     | Di     | Mi     | Do     | Fr     | Sa     | So     |
| ------ | ------ | ------ | ------ | ------ | ------ | ------ | ------ |
| 31     |        |        | 1      | 2      | 3      | 4      | 5      |
| 32     | 6      | 7      | 8      | 9      | 10     | 11     | 12     |
| 33     | 13     | 14     | 15     | 16     | 17     | 18     | 19     |
| 34     | 20     | 21     | 22     | 23     | 24     | 25     | 26     |
| 35     | 27     | 28     | 29     | 30     | 31     |        |        |

| September | September | September | September | September | September | September | September |
| Kw        | Mo        | Di        | Mi        | Do        | Fr        | Sa        | So        |
| --------- | --------- | --------- | --------- | --------- | --------- | --------- | --------- |
| 35        |           |           |           |           |           | 1         | 2         |
| 36        | 3         | 4         | 5         | 6         | 7         | 8         | 9         |
| 37        | 10        | 11        | 12        | 13        | 14        | 15        | 16        |
| 38        | 17        | 18        | 19        | 20        | 21        | 22        | 23        |
| 39        | 24        | 25        | 26        | 27        | 28        | 29        | 30        |

| Oktober | Oktober | Oktober | Oktober | Oktober | Oktober | Oktober | Oktober |
| Kw      | Mo      | Di      | Mi      | Do      | Fr      | Sa      | So      |
| ------- | ------- | ------- | ------- | ------- | ------- | ------- | ------- |
| 40      | 1       | 2       | 3       | 4       | 5       | 6       | 7       |
| 41      | 8       | 9       | 10      | 11      | 12      | 13      | 14      |
| 42      | 15      | 16      | 17      | 18      | 19      | 20      | 21      |
| 43      | 22      | 23      | 24      | 25      | 26      | 27      | 28      |
| 44      | 29      | 30      | 31      |         |         |         |         |

| November | November | November | November | November | November | November | November |
| Kw       | Mo       | Di       | Mi       | Do       | Fr       | Sa       | So       |
| -------- | -------- | -------- | -------- | -------- | -------- | -------- | -------- |
| 44       |          |          |          | 1        | 2        | 3        | 4        |
| 45       | 5        | 6        | 7        | 8        | 9        | 10       | 11       |
| 46       | 12       | 13       | 14       | 15       | 16       | 17       | 18       |
| 47       | 19       | 20       | 21       | 22       | 23       | 24       | 25       |
| 48       | 26       | 27       | 28       | 29       | 30       |          |          |

| Dezember | Dezember | Dezember | Dezember | Dezember | Dezember | Dezember | Dezember |
| Kw       | Mo       | Di       | Mi       | Do       | Fr       | Sa       | So       |
| -------- | -------- | -------- | -------- | -------- | -------- | -------- | -------- |
| 48       |          |          |          |          |          | 1        | 2        |
| 49       | 3        | 4        | 5        | 6        | 7        | 8        | 9        |
| 50       | 10       | 11       | 12       | 13       | 14       | 15       | 16       |
| 51       | 17       | 18       | 19       | 20       | 21       | 22       | 23       |
| 52       | 24       | 25       | 26       | 27       | 28       | 29       | 30       |
| 1        | 31       |          |          |          |          |          |          |

| Januar | Januar | Januar | Januar | Januar | Januar | Januar | Januar |
| Kw     | Mo     | Di     | Mi     | Do     | Fr     | Sa     | So     |
| ------ | ------ | ------ | ------ | ------ | ------ | ------ | ------ |
| 1      | 1      | 2      | 3      | 4      | 5      | 6      | 7      |
| 2      | 8      | 9      | 10     | 11     | 12     | 13     | 14     |
| 3      | 15     | 16     | 17     | 18     | 19     | 20     | 21     |
| 4      | 22     | 23     | 24     | 25     | 26     | 27     | 28     |
| 5      | 29     | 30     | 31     |        |        |        |        |

| Februar | Februar | Februar | Februar | Februar | Februar | Februar | Februar |
| Kw      | Mo      | Di      | Mi      | Do      | Fr      | Sa      | So      |
| ------- | ------- | ------- | ------- | ------- | ------- | ------- | ------- |
| 5       |         |         |         | 1       | 2       | 3       | 4       |
| 6       | 5       | 6       | 7       | 8       | 9       | 10      | 11      |
| 7       | 12      | 13      | 14      | 15      | 16      | 17      | 18      |
| 8       | 19      | 20      | 21      | 22      | 23      | 24      | 25      |
| 9       | 26      | 27      | 28      |         |         |         |         |

| März | März | März | März | März | März | März | März |
| Kw   | Mo   | Di   | Mi   | Do   | Fr   | Sa   | So   |
| ---- | ---- | ---- | ---- | ---- | ---- | ---- | ---- |
| 9    |      |      |      | 1    | 2    | 3    | 4    |
| 10   | 5    | 6    | 7    | 8    | 9    | 10   | 11   |
| 11   | 12   | 13   | 14   | 15   | 16   | 17   | 18   |
| 12   | 19   | 20   | 21   | 22   | 23   | 24   | 25   |
| 13   | 26   | 27   | 28   | 29   | 30   | 31   |      |

| April | April | April | April | April | April | April | April |
| Kw    | Mo    | Di    | Mi    | Do    | Fr    | Sa    | So    |
| ----- | ----- | ----- | ----- | ----- | ----- | ----- | ----- |
| 13    |       |       |       |       |       |       | 1     |
| 14    | 2     | 3     | 4     | 5     | 6     | 7     | 8     |
| 15    | 9     | 10    | 11    | 12    | 13    | 14    | 15    |
| 16    | 16    | 17    | 18    | 19    | 20    | 21    | 22    |
| 17    | 23    | 24    | 25    | 26    | 27    | 28    | 29    |
| 18    | 30    |       |       |       |       |       |       |

| Mai | Mai | Mai | Mai | Mai | Mai | Mai | Mai |
| Kw  | Mo  | Di  | Mi  | Do  | Fr  | Sa  | So  |
| --- | --- | --- | --- | --- | --- | --- | --- |
| 18  |     | 1   | 2   | 3   | 4   | 5   | 6   |
| 19  | 7   | 8   | 9   | 10  | 11  | 12  | 13  |
| 20  | 14  | 15  | 16  | 17  | 18  | 19  | 20  |
| 21  | 21  | 22  | 23  | 24  | 25  | 26  | 27  |
| 22  | 28  | 29  | 30  | 31  |     |     |     |

| Juni | Juni | Juni | Juni | Juni | Juni | Juni | Juni |
| Kw   | Mo   | Di   | Mi   | Do   | Fr   | Sa   | So   |
| ---- | ---- | ---- | ---- | ---- | ---- | ---- | ---- |
| 22   |      |      |      |      | 1    | 2    | 3    |
| 23   | 4    | 5    | 6    | 7    | 8    | 9    | 10   |
| 24   | 11   | 12   | 13   | 14   | 15   | 16   | 17   |
| 25   | 18   | 19   | 20   | 21   | 22   | 23   | 24   |
| 26   | 25   | 26   | 27   | 28   | 29   | 30   |      |

| Juli | Juli | Juli | Juli | Juli | Juli | Juli | Juli |
| Kw   | Mo   | Di   | Mi   | Do   | Fr   | Sa   | So   |
| ---- | ---- | ---- | ---- | ---- | ---- | ---- | ---- |
| 26   |      |      |      |      |      |      | 1    |
| 27   | 2    | 3    | 4    | 5    | 6    | 7    | 8    |
| 28   | 9    | 10   | 11   | 12   | 13   | 14   | 15   |
| 29   | 16   | 17   | 18   | 19   | 20   | 21   | 22   |
| 30   | 23   | 24   | 25   | 26   | 27   | 28   | 29   |
| 31   | 30   | 31   |      |      |      |      |      |

| August | August | August | August | August | August | August | August |
| Kw     | Mo     | Di     | Mi     | Do     | Fr     | Sa     | So     |
| ------ | ------ | ------ | ------ | ------ | ------ | ------ | ------ |
| 31     |        |        | 1      | 2      | 3      | 4      | 5      |
| 32     | 6      | 7      | 8      | 9      | 10     | 11     | 12     |
| 33     | 13     | 14     | 15     | 16     | 17     | 18     | 19     |
| 34     | 20     | 21     | 22     | 23     | 24     | 25     | 26     |
| 35     | 27     | 28     | 29     | 30     | 31     |        |        |

| September | September | September | September | September | September | September | September |
| Kw        | Mo        | Di        | Mi        | Do        | Fr        | Sa        | So        |
| --------- | --------- | --------- | --------- | --------- | --------- | --------- | --------- |
| 35        |           |           |           |           |           | 1         | 2         |
| 36        | 3         | 4         | 5         | 6         | 7         | 8         | 9         |
| 37        | 10        | 11        | 12        | 13        | 14        | 15        | 16        |
| 38        | 17        | 18        | 19        | 20        | 21        | 22        | 23        |
| 39        | 24        | 25        | 26        | 27        | 28        | 29        | 30        |

| Oktober | Oktober | Oktober | Oktober | Oktober | Oktober | Oktober | Oktober |
| Kw      | Mo      | Di      | Mi      | Do      | Fr      | Sa      | So      |
| ------- | ------- | ------- | ------- | ------- | ------- | ------- | ------- |
| 40      | 1       | 2       | 3       | 4       | 5       | 6       | 7       |
| 41      | 8       | 9       | 10      | 11      | 12      | 13      | 14      |
| 42      | 15      | 16      | 17      | 18      | 19      | 20      | 21      |
| 43      | 22      | 23      | 24      | 25      | 26      | 27      | 28      |
| 44      | 29      | 30      | 31      |         |         |         |         |

| November | November | November | November | November | November | November | November |
| Kw       | Mo       | Di       | Mi       | Do       | Fr       | Sa       | So       |
| -------- | -------- | -------- | -------- | -------- | -------- | -------- | -------- |
| 44       |          |          |          | 1        | 2        | 3        | 4        |
| 45       | 5        | 6        | 7        | 8        | 9        | 10       | 11       |
| 46       | 12       | 13       | 14       | 15       | 16       | 17       | 18       |
| 47       | 19       | 20       | 21       | 22       | 23       | 24       | 25       |
| 48       | 26       | 27       | 28       | 29       | 30       |          |          |

| Dezember | Dezember | Dezember | Dezember | Dezember | Dezember | Dezember | Dezember |
| Kw       | Mo       | Di       | Mi       | Do       | Fr       | Sa       | So       |
| -------- | -------- | -------- | -------- | -------- | -------- | -------- | -------- |
| 48       |          |          |          |          |          | 1        | 2        |
| 49       | 3        | 4        | 5        | 6        | 7        | 8        | 9        |
| 50       | 10       | 11       | 12       | 13       | 14       | 15       | 16       |
| 51       | 17       | 18       | 19       | 20       | 21       | 22       | 23       |
| 52       | 24       | 25       | 26       | 27       | 28       | 29       | 30       |
| 1        | 31       |          |          |          |          |          |          |

Das Jahr 1934 wird von den Nationalsozialisten genutzt, um ihre Macht in Deutschland zu festigen und sich weiterer politischer Gegner zu entledigen, zum Beispiel während des von der NS-Propaganda so bezeichneten Röhm-Putsches. Die Veröffentlichung der Marburger Rede, der letzten öffentlichen regimekritischen Rede von Vizekanzler Franz von Papen, wird durch Propagandaminister Joseph Goebbels verhindert. Nach dem Tod von Reichspräsident Paul von Hindenburg vereint Adolf Hitler die Ämter von Reichspräsident und Reichskanzler auf sich und nennt sich fortan Führer und Reichskanzler.
In Österreich kommt es zum Bürgerkrieg. Der Februaraufstand des sozialdemokratischen Republikanischen Schutzbundes gegen die austrofaschistische Diktatur wird mit Hilfe des Militärs und der christlichen Heimwehr rasch und blutig niedergeschlagen. Ende Juli versuchen Nationalsozialisten erfolglos, die Regierung Dollfuß zu stürzen („Juliputsch“). Dabei sterben etwa 200 Menschen, darunter Bundeskanzler Dollfuß. Sein Nachfolger wird der bisherige Unterrichtsminister Kurt Schuschnigg.
Der jugoslawische König Alexander I. fällt gemeinsam mit dem französischen Außenminister Louis Barthou einem Attentat rechtsradikaler Ustaschas zum Opfer. Nachfolger wird sein Sohn Peter II. In einem Staatsstreich übernehmen in Estland Staatsoberhaupt Konstantin Päts und Armeechef Johan Laidoner die Macht. Päts verbietet politische Parteien und suspendiert die Meinungs- und Pressefreiheit. Zwei Monate später folgt in Lettland ein Staatsstreich durch Ministerpräsident Kārlis Ulmanis und vier Tage später wird auch in Bulgarien die gewählte Regierung durch einen Militärputsch gestürzt und ein autoritäres Regime installiert. Belgiens König Albert I. stirbt bei einem Kletterunfall; ihm folgt sein Sohn Leopold III. auf den Thron.
In China beginnt unter der Führung Mao Zedongs der fast einjährige Lange Marsch der Roten Armee, den nicht einmal 10 % der ursprünglich fast 100.000 Marschierenden überleben werden.
Die Oper Lady Macbeth von Mzensk von Dmitri Dmitrijewitsch Schostakowitsch feiert nach ihrer Uraufführung im Mariinski-Theater von Leningrad einen Erfolg nach dem anderen, Italien gewinnt die Fußball-Weltmeisterschaft im eigenen Land, Donald Duck hat in dem Kurzfilm The Wise Little Hen seinen ersten Auftritt und vor den Philippinen wird die Perle Allahs gefunden, die bis 2016 als die größte Perle der Welt galt.

## Ereignisse

### Politik und Weltgeschehen
| Chronologie           | Chronologie                                                                                             |
| --------------------- | --- |
| 01. Januar            | Schweiz: Marcel Pilet-Golaz wird Bundespräsident. Deutsches Reich: Das Land Mecklenburg wird gegründet. |
| 26. Januar            | Deutsch-polnischer Nichtangriffspakt                                                                    |
| 09. Februar           | Die Balkanentente gegen Bulgarien wird geschlossen.                                                     |
| 12. bis 15. Februar   | Österreich: Der Februaraufstand wird blutig niedergeschlagen.                                           |
| 23. Februar           | Leopold III. wird König der Belgier.                                                                    |
| 12. März              | Estland: Staatsstreich durch Konstantin Päts und Johan Laidoner                                         |
| 17. März              | Römische Protokolle zwischen Italien, Österreich und Ungarn                                             |
| 01. Mai               | Österreich: Die Maiverfassung tritt in Kraft.                                                           |
| 11. Mai               | Deutsches Reich: „Aktion gegen Miesmacher und Kritikaster“                                              |
| 15. Mai               | Lettland: Staatsstreich durch Kārlis Ulmanis.                                                           |
| 19. Mai:              | Militärputsch in Bulgarien                                                                              |
| 20. Mai               | Der Saudi-Jemenitische Krieg endet mit dem Abkommen von Taif.                                           |
| 14. Juni              | Adolf Hitler auf Staatsbesuch in Italien.                                                               |
| 30. Juni              | „Röhm-Putsch“ im Deutschen Reich                                                                        |
| 25. Juli              | Juliputsch in Österreich, Bundeskanzler Engelbert Dollfuß wird ermordet.                                |
| 30. Juli              | Österreich: Kurt Schuschnigg wird Bundeskanzler.                                                        |
| 02. August            | Deutsches Reich: Reichspräsident Paul von Hindenburg stirbt.                                            |
| 19. August            | Volksabstimmung über das Staatsoberhaupt des Deutschen Reichs                                           |
| 18. September         | Die Sowjetunion wird in den Völkerbund aufgenommen.                                                     |
| 09. Oktober           | Königreich Jugoslawien: König Alexander I. wird ermordet.                                               |
| 27. Oktober           | China: Der Lange Marsch von Mao Zedongs Kommunistischer Partei beginnt.                                 |
|                       | |
| Andauernde Ereignisse | |
|                       | |

#### Deutsches Reich
- 01. Januar: Das bereits am 14. Juli 1933 im nationalsozialistischen Deutschland verabschiedete Gesetz zur Verhütung erbkranken Nachwuchses tritt in Kraft.

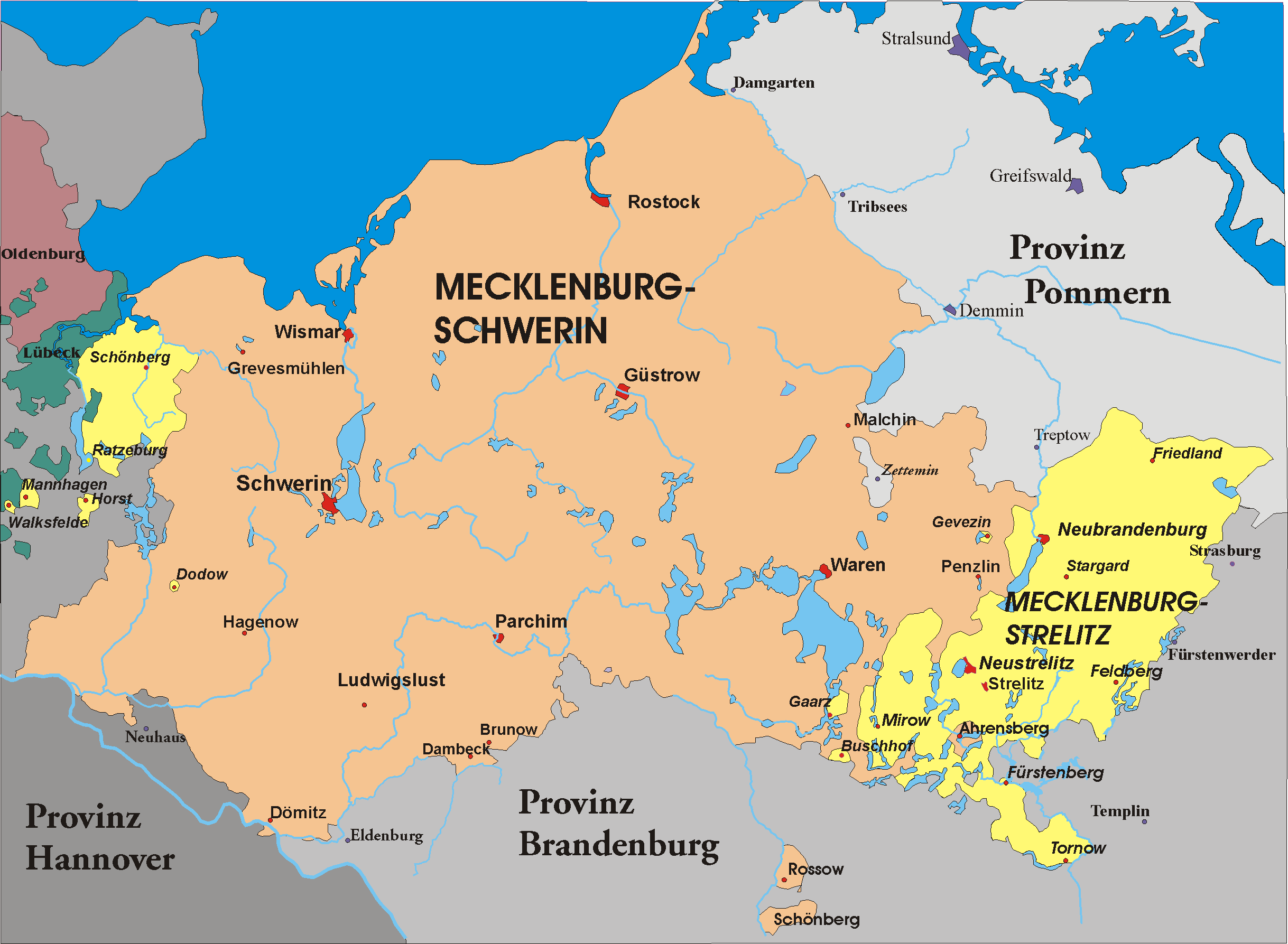
Mecklenburg 1815–1934

- 01. Januar: Das Land Mecklenburg wird aus den Ländern Mecklenburg-Strelitz und Mecklenburg-Schwerin gegründet. Gauleiter Friedrich Hildebrandt wird neuer Reichsstatthalter von Mecklenburg.
- 11. Januar: Das als unabhängiges privatwirtschaftliches Unternehmen getarnte Deutsche Nachrichtenbüro (DNB) wird in Berlin gegründet. Die offizielle zentrale Nachrichten- und Presseagentur in Deutschland in der Zeit des Nationalsozialismus ist faktisch Reichsbesitz und vom Reichsministerium für Volksaufklärung und Propaganda beeinflusst. Im DNB gehen die beiden Vorgänger Wolffs Telegraphisches Bureau und Telegraphen-Union auf.
- 26. Januar: Deutschland und Polen schließen einen Freundschafts- und Nichtangriffspakt.
- 30. Januar: Die deutschen Länder verlieren durch das Gesetz über den Neuaufbau des Reichs ihre Souveränität.
- 14. Februar: Nach Abschaffung der Länderparlamente wird durch die Nationalsozialisten auch der Reichsrat, ein Verfassungsorgan der Weimarer Republik, aufgelöst.
- 16. Februar: Das Erste Gesetz zur Überleitung der Rechtspflege auf das Reich wird beschlossen.[1]
- 11. Mai: Joseph Goebbels eröffnet die sogenannte „Aktion gegen Miesmacher und Kritikaster“. Damit versucht die Reichspropagandaleitung der NSDAP einem Stimmungsumschlag in der Bevölkerung entgegenzuwirken und spontane Unmutsäußerungen und laute Kritik von enttäuschten Volksgenossen und Parteiangehörigen einzudämmen. Die Kampagne wird reichsweit bis Ende Juni fortgeführt.
- 14. Juni: Hitler befindet sich auf Staatsbesuch in Italien. Es kommt zu einem Treffen mit Benito Mussolini in Venedig.
- 17. Juni: Die Frankfurter Zeitung druckt in ihrer Abendausgabe die vom deutschen Vizekanzler Franz von Papen gehaltene regimekritische Marburger Rede vom selben Tag ab. Diese Ausgabe wird beschlagnahmt, jede weitere Veröffentlichung des Textes von Propagandaminister Joseph Goebbels verboten.
- 30. Juni: Die Nacht der langen Messer beginnt, in der die gesamte Stabsführung der SA von den Nationalsozialisten zur Verhinderung des angeblichen Röhm-Putsches ermordet wird. In der von Adolf Hitler befohlenen Aktion finden weitere missliebige Personen den Tod, was hinterher gesetzlich als „Staatsnotwehr“ bemäntelt wird.
- 01. Juli: Der am Vortag verhaftete Ernst Röhm wird von Theodor Eicke im Auftrag Hitlers in seiner Zelle in Stadelheim erschossen, nachdem er zuvor der Aufforderung, Suizid zu begehen, nicht nachgekommen ist.

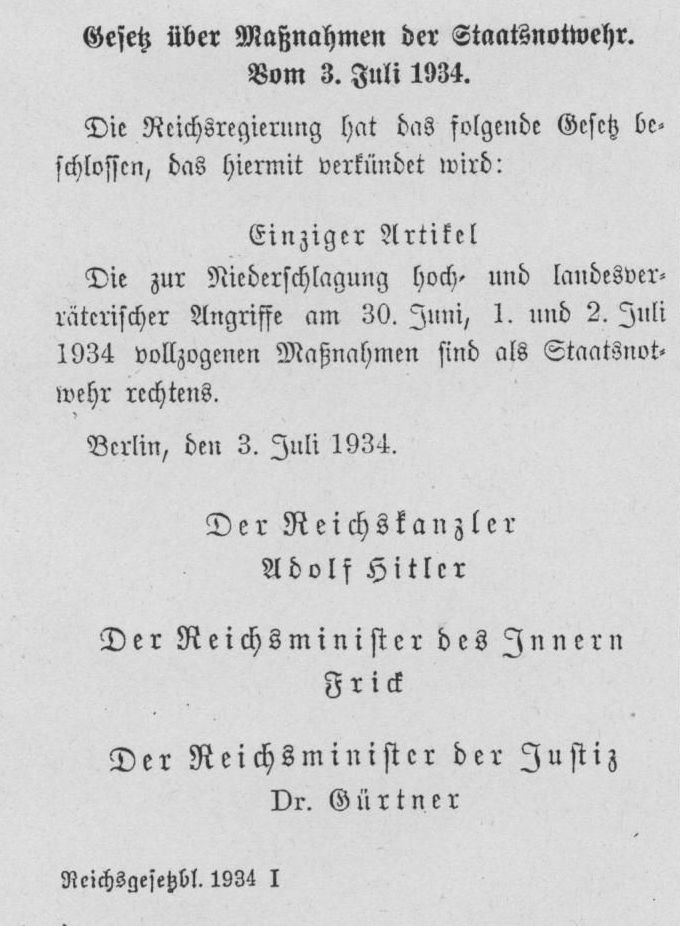
Gesetz über Maßnahmen der Staatsnotwehr vom 3. Juli 1934

- 03. Juli: Mit dem Gesetz über Maßnahmen der Staatsnotwehr versucht die Führung des Dritten Reichs die Handlungen der Nationalsozialisten zu rechtfertigen, die gegen die so genannten Röhm-Putschisten begangen wurden.
- 01. August: Das Gesetz über das Staatsoberhaupt des Deutschen Reichs wird vom Kabinett Hitler beschlossen.
- 02. August: Nach dem Tod von Reichspräsident Paul von Hindenburg wird am selben Tag die Reichswehr auf Reichskanzler Adolf Hitler vereidigt.
- 19. August: Volksabstimmung über die Zusammenlegung der Ämter des Reichspräsidenten und des Reichskanzlers in der Person Adolf Hitlers.
- 20. Oktober: Mit einer Razzia im Schwarzfischer, einem der schwulen Szenelokale der Stadt München, und im Glockenbachviertel beginnen die Nazis ihre deutschlandweite Verfolgung von Schwulen und Lesben. Vorwand ist die Empörung über den „Putschisten“ Ernst Röhm und seine relativ offen gelebte Homosexualität. An diesem Abend werden 145 Männer festgenommen, 39 von ihnen werden für mehrere Wochen in das Konzentrationslager Dachau verbracht.
- Eberhard Taubert gründet im Auftrag des Reichspropagandaministeriums das Institut zum Studium der Judenfrage.

#### Österreich
- 12. Februar: Als Polizei und die christlich-soziale Heimwehr das Hotel Schiff in Linz nach Waffen durchsuchen wollen, eröffnet der sozialdemokratische Republikanische Schutzbund unter dem lokalen Kommandanten Richard Bernaschek das Feuer. Damit beginnt in Österreich der Februaraufstand der Sozialdemokraten gegen das austrofaschistische Regime von Engelbert Dollfuß. Der Aufstand wird bis zum 15. Februar blutig niedergeschlagen. Die sozialdemokratische Parteileitung unter Otto Bauer, Julius Deutsch und anderen flüchtet in die Tschechoslowakei, was von den Vertretern des Ständestaates propagandistisch ausgewertet wird. Zahlreiche Beteiligte werden anschließend in standrechtlichen Verfahren abgeurteilt und hingerichtet.
- 17. März: In den Römischen Protokollen vereinbaren Italien, Österreich und Ungarn eine engere wirtschaftliche Zusammenarbeit.
- 01. Mai: Die unter dem Vorsitz von Otto Ender ausgearbeitete autoritäre Maiverfassung, die oktroyierte Verfassung des austrofaschistischen Ständestaates, tritt in Kraft.

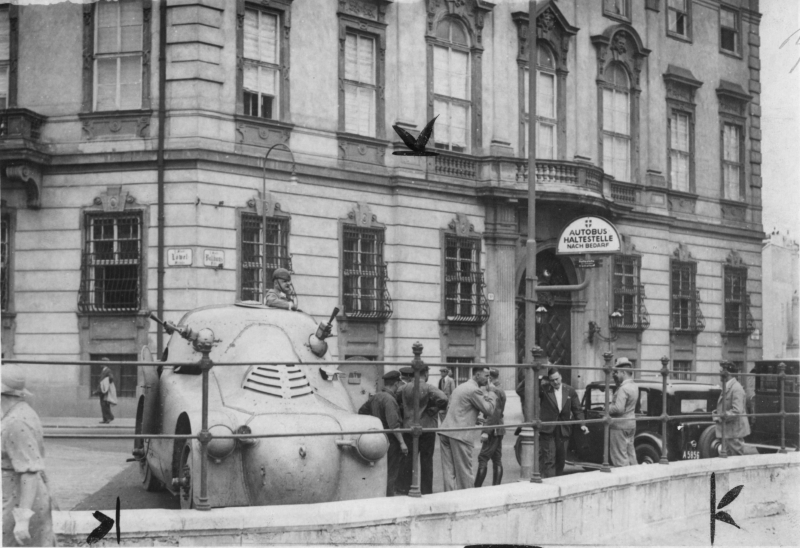
Polizei-Panzerwagen am Ballhausplatz, 25. Juli 1934

- 25. Juli: Beim nationalsozialistischen Juliputsch dringen als Soldaten des Bundesheeres und Polizisten verkleidete SS-Männer in das Bundeskanzleramt in Wien ein und ermorden Bundeskanzler Engelbert Dollfuß. Die übrigen Regierungsmitglieder können entkommen. Gleichzeitig dringt eine andere Gruppe von Putschisten in die Wiener Senderäume der RAVAG ein und erzwingt die Sendung der Falschmeldung, dass Engelbert Dollfuß die Regierungsgeschäfte an den ehemaligen steirischen Landeshauptmann Anton Rintelen übergeben habe. Dies soll der Aufruf für die Nationalsozialisten in ganz Österreich sein, mit der Erhebung gegen die Staatsmacht zu beginnen. Es kommt zu mehrtägigen Kämpfen in Teilen Kärntens, der Steiermark und Oberösterreichs und zu kleineren Aufständen in Salzburg. In den anderen Bundesländern bleibt es aber ruhig und bis zum 30. Juli ist der Putschversuch niedergeschlagen. Bereits am 26. Juli ist ein aus Deutschland kommender Kurier in der Ortschaft Kollerschlag aufgegriffen worden. Das bei ihm gefundene sogenannte Kollerschlager Dokument enthält umfangreiche Anweisungen für die Vorgangsweise während des Putsches.

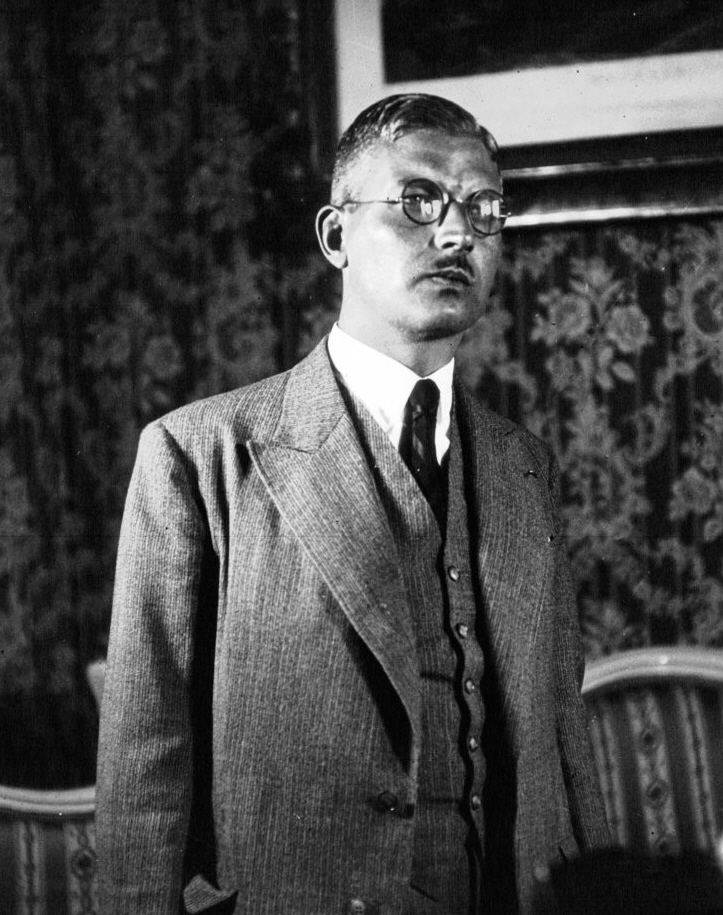
Kurt Schuschnigg 1934

- 30. Juli: Der bisherige Unterrichtsminister Kurt Schuschnigg wird neuer österreichischer Bundeskanzler, neuer Vorsitzender der Vaterländischen Front und Vizekanzler wird Ernst Rüdiger Starhemberg.
- 31. Juli: Dollfuß’ Mörder Otto Planetta wird mit einem Mittäter nach einem Militärgerichtsverfahren durch Scharfrichter Johann Lang am Würgegalgen hingerichtet.
- Adolf Hitler geht nach dem Putsch auf völlige Distanz zu den österreichischen Nationalsozialisten. Am 3. August wird die österreichische Landesleitung der NSDAP aufgelöst. Ihr Leiter, Theodor Habicht, der nach Deutschland geflüchtet ist, verliert alle seine Parteifunktionen.
- Im September erreicht die Zahl der politischen Häftlinge, die in Anhaltelagern und Notarresten festgehalten werden, 13.338.

#### Frankreich/Andorra

Polizeieinsatz auf der Place de la Concorde, 7. Februar 1934

- 06. Februar: Dritte Französische Republik: Im Anschluss an eine regierungsfeindliche Großdemonstration in Paris kommt es zu den Unruhen vom 6. Februar 1934. Bei Straßenschlachten gelingt es Mitgliedern der rechtsradikalen Ligen beinahe, das Palais Bourbon zu stürmen, wo gerade die Abgeordnetenkammer tagt. Die Polizei setzt Schusswaffen ein, 15 Demonstranten werden getötet, über 2000 verletzt. Auslöser der Unruhen waren eine Korruptionsaffäre und die damit im Zusammenhang stehende Entlassung des Pariser Polizeipräfekten.
- 07. Februar: Das linke Kabinett Daladier II tritt als Folge der Unruhen vom 6. Februar 1934 zurück; ihm folgt das konservative Kabinett Doumergue II.
- 07. Juli: Der exilierte russische Adelige Boris Michailowitsch Skossyrew lässt sich vom andorranischen Parlament zum König ausrufen. Er erhält 23 von 24 Stimmen. Boris I. lässt 10.000 Exemplare seiner Verfassung drucken und verschickt sie an spanische und französische Persönlichkeiten. Frankreich interveniert nicht, da es sich für andorranische Angelegenheiten nicht allzu sehr interessiert, überlässt die Sache dem Generalrat und erachtet die Monarchie als gültig. Auch der Ministerrat Spaniens sieht keinen Handlungsbedarf. Am 21. Juli sendet der Bischof von Urgell als Co-Fürst von Andorra jedoch vier spanische Polizisten ins Land und lässt den Thronprätendenten verhaften.
- 08. November: Pierre-Étienne Flandin folgt dem zurückgetretenen Gaston Doumergue als Ministerpräsident von Frankreich.

#### Belgien

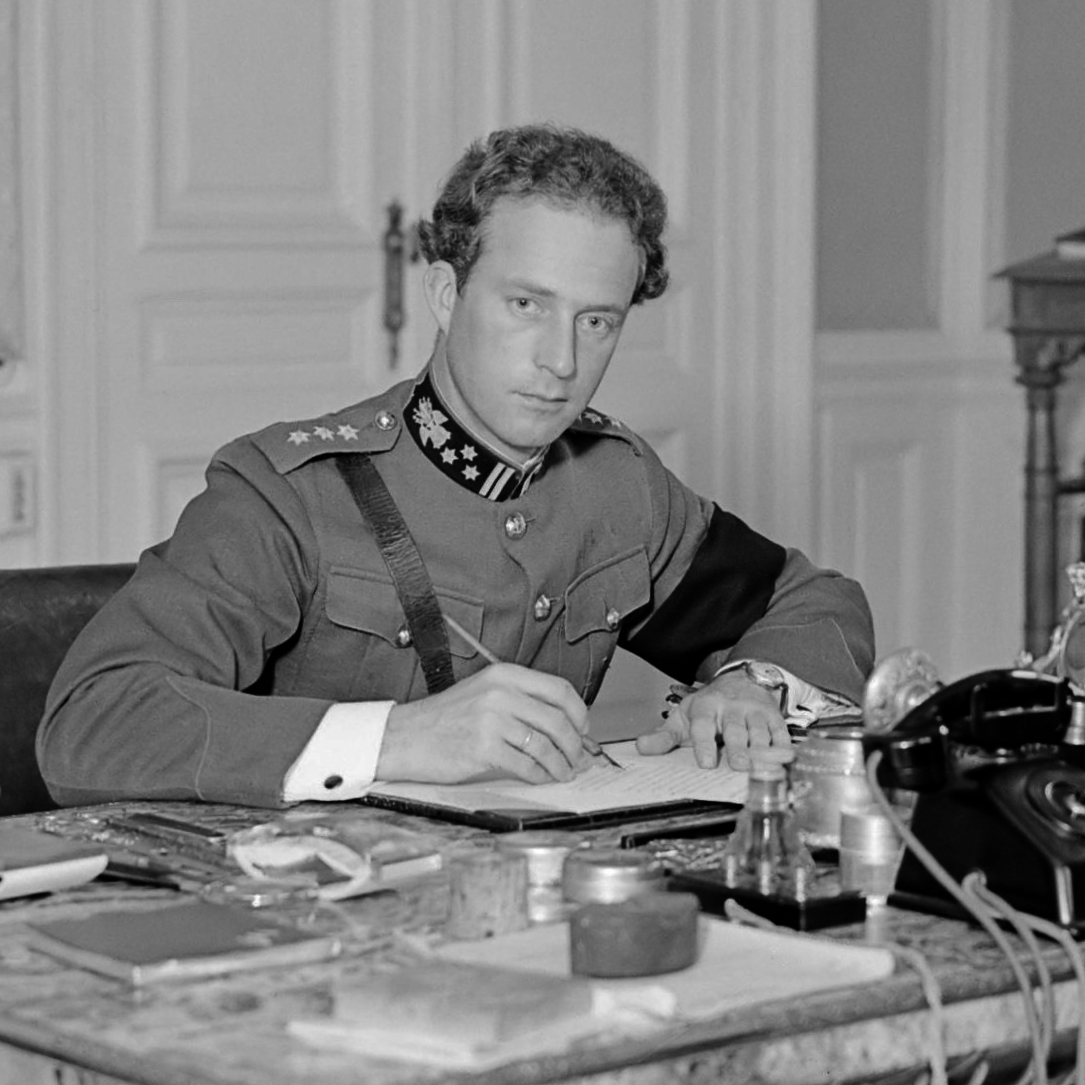
Leopold III. von Belgien

- 17. Februar: Der belgische König Albert I. stirbt bei einem Kletterunfall.
- 23. Februar: Sein Sohn Leopold III. wird König der Belgier.

#### Weitere Ereignisse in Mittel- und Westeuropa
- 01. Januar: Marcel Pilet-Golaz wird neuer Bundespräsident der Schweiz.
- 01. Januar: Neuer Lordsiegelbewahrer in Großbritannien wird Anthony Eden.

#### Balkan
- 09. Februar: In Athen wird der Balkanpakt geschlossen, ein Militärbündnis von Staaten der Region gegen bulgarische Vormachtbestrebungen.
- 19. Mai: In einem Militärputsch durch Mitglieder der Gruppe Sweno wird in Bulgarien der gewählte Ministerpräsident Nikola Muschanow durch Oberst Kimon Georgiew ersetzt. Die Regierung Georgiew setzt Teile der seit 1879 gültigen Verfassung von Tarnowo außer Kraft. Die Zahl der Gemeinden wird von 2.500 auf 800 verringert und der Beamtenapparat verkleinert. Am 24. Mai wird ein Handelsvertrag mit Jugoslawien geschlossen. Am 12. Juni werden das Parlament, die Parteien und sonstige Organisationen aufgelöst und eine Pressezensur eingeführt.

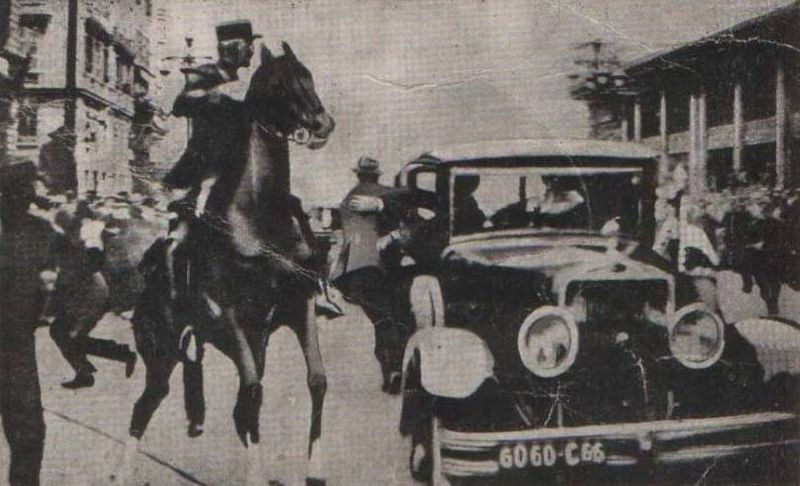
Aufnahme des Attentats

- 09. Oktober: Bei einem von der Inneren Mazedonischen Revolutionären Organisation (VMRO) geplanten und von der kroatischen rechtsradikalen Ustascha unterstützten Attentat auf den jugoslawischen König Alexander I. werden dieser und der französische Außenminister Louis Barthou bei einem Staatsbesuch in Marseille durch Wlado Tschernosemski getötet.

#### Baltikum und Sowjetunion
- 12. März: In einem Staatsstreich übernehmen das Staatsoberhaupt Konstantin Päts und Armeechef Johan Laidoner die Macht in Estland. Päts verbietet politische Parteien und suspendiert die Meinungs- und Pressefreiheit im Land.

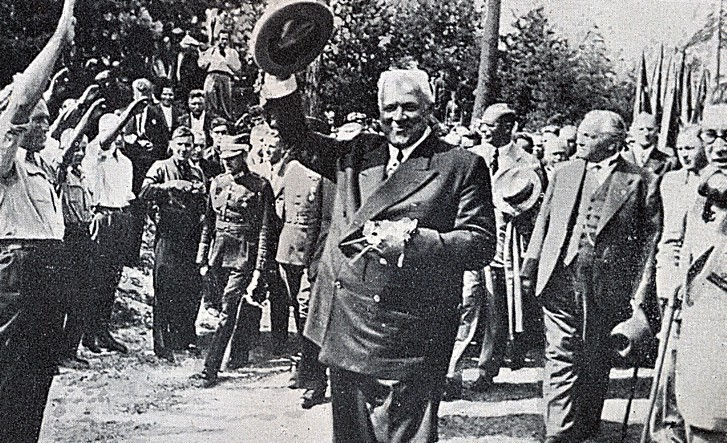
Ulmanis im Jahr 1934

- 15. Mai: In einem Staatsstreich errichtet Ministerpräsident Kārlis Ulmanis ein autoritäres Regime in Lettland. Er verbietet politische Parteien und suspendiert die Meinungs- und Pressefreiheit im Land.
- 18. September: Die UdSSR wird als 59. Mitglied in den Völkerbund aufgenommen und tritt so aus ihrer bisherigen politischen Isolation.

#### Vereinigte Staaten von Amerika
- 01. Januar: Fiorello LaGuardia übernimmt das Amt als Bürgermeister von New York City nach seinem Wahlsieg über Amtsinhaber John P. O’Brien. Kurz nach seiner Wahl ernennt er Thomas E. Dewey zum Sonderankläger für das organisierte Verbrechen. Dieser wendet sich primär gegen das organisierte Glücksspiel, um die Macht der Tammany Hall und der New Yorker Banden zu brechen.
- 20. Januar: Sozialer Wohnungsbau in New York City: Die New York City Housing Authority (NYCHA), die erste öffentliche Wohnungsbaubehörde in den Vereinigten Staaten, wird ins Leben gerufen. Das erste Sozialwohnungsprojekt wird an der Lower East Side in Angriff genommen.
- 09. Mai bis 31. Juli: an der Westküste kommt es in den Bundesstaaten Kalifornien, Washington und Oregon zu Streiks der Hafenarbeiter. Auseinandersetzungen mit der Polizei enden teilweise blutig.

#### China

Der Lange Marsch

- 27. Oktober: Vom Jiangxi-Sowjet in Yudu aus beginnt der „Lange Marsch“ der Roten Armee unter Führung Mao Zedongs nach Norden und Westen durch China, um sich aus der Einkreisung durch Chiang Kai-sheks Nationalrevolutionäre Armee zu befreien. Unter den mehr als 85.000 Personen sind vermutlich lediglich 35 Frauen. Über 15.000 Soldaten, über 30.000 Verwundete sowie die Frauen bleiben zurück. Unter den Zurückgelassenen sind auch mehrere hochgestellte Mitglieder des chinesischen Sowjets, wie zum Beispiel Qu Qiubai und der jüngste Bruder von Mao Zedong, Mao Zetan, die nach der Einnahme des Gebietes durch die Kuomintang im November gefangen genommen und später hingerichtet werden.

#### Saudi-Jemenitischer Krieg
- 20. Mai: Der um den Besitz der Provinz Asir geführte Saudi-Jemenitische Krieg endet mit dem Abkommen von Taif, das mangels eines konkret fixierten Grenzverlaufs in der Folge öfters Scharmützel hervorruft.

#### Afrika
- 17. März: In Nigeria wird die Lagos Youth Movement (seit 1936 Nigerian Youth Movement) gegründet. Die neue Partei vertritt vehementer als die regierende Nigerian National Democratic Party eine unabhängigere Rolle Nigerias im Commonwealth, z. B. als Dominion wie Kanada oder Australien. Sie wird die Wahlen 1938 gewinnen.[2]

### Wirtschaft
- 20. Januar: In Deutschland erlassen die Nationalsozialisten das Gesetz zur Ordnung der nationalen Arbeit. In den Wirtschaftsunternehmen wird damit das Führerprinzip eingeführt. Ihrem Vorgesetzten gegenüber werden Mitarbeiter zu absolutem Gehorsam verpflichtet.
- 20. Januar: FUJI PHOTO FILM CO., LTD., der Vorgänger des heutigen Fujifilm-Konzerns, wird gegründet.
- 04. März: Mit dem Tatra 77 wird auf dem Prager Automobilsalon das weltweit erste serienmäßig hergestellte stromlinienförmige Auto präsentiert.
- 18. April: In den Vereinigten Staaten wird der erste öffentliche Waschsalon eröffnet, vermutlich die Washateria im texanischen Fort Worth.
- 21. April: Der zwischen Florenz und Bologna gelegene Apenninbasistunnel wird eröffnet. Der Eisenbahntunnel verkürzt die zuvor existierende Bahnverbindung um 35 Kilometer.
- 24. April: Laurens Hammond erhält vom Washingtoner Patentamt ein Patent auf die von ihm entwickelte Hammond-Orgel.
- 19. Juni: In den Vereinigten Staaten wird die Federal Communications Commission (FCC) als zentrale Behörde zur Regelung des Telefon-, Telegrafen- und Funkverkehrs eingerichtet.
- 12. Oktober: Die Steyr-Werke fusionieren mit der Austro-Daimler-Puch-Werke AG zur Steyr-Daimler-Puch AG.
- 01. November: Das deutsch-britische Zahlungsabkommen von 1934 wird abgeschlossen.

### Wissenschaft und Technik

#### Luftfahrt

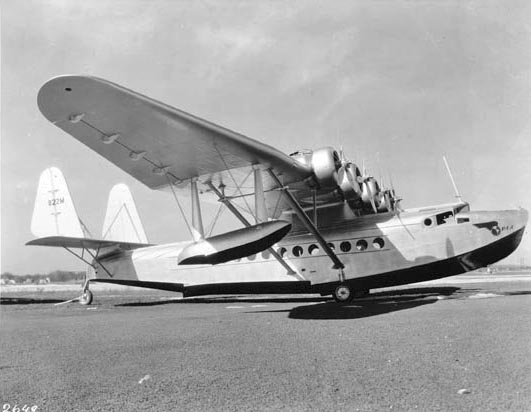
Die Sikorsky S-42

- 30. März: Das viermotorige Flugboot Sikorsky S-42 der Sikorsky Aircraft Corporation bricht bei seinem Erstflug alle bestehenden Rekorde für Passagierflugzeuge betreffend Geschwindigkeit, Reichweite, Nutzlast und Reiseflughöhe. Damit wird eine neue Ära des Langstreckenflugs eingeläutet.
- 17. April: Das zweimotorige, als Doppeldecker konstruierte Verkehrsflugzeug De Havilland DH.89 Dragon Rapide startet zu seinem Erstflug.

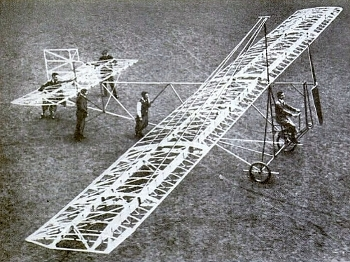
Das Zaschka Muskelkraft-Flugzeug

- 11. Juli: Der deutsche Oberingenieur und Erfinder Engelbert Zaschka, der ein frühes Muskelkraft-Flugzeug, das Zaschka Muskelkraft-Flugzeug entwickelt hat, schafft damit bei Flugversuchen auf dem Flughafen Berlin-Tempelhof Schwebeflüge von rund 20 Metern Weite. Für einen dauerhaften Flug ist das Gerät jedoch zu schwer.
- 05. November: Das unter der Anleitung von Umberto Nobile erbaute russische Luftschiff CCCP-B6 (UdSSR-W6) führt seine Jungfernfahrt durch. Es gilt als das erfolgreichste russische Luftschiff.

#### Weitere Erfindungen und Entdeckungen
- 03. März: Der deutsche Konstrukteur Erich Franke erfindet das Drahtkugellager (heute Drahtwälzlager genannt) und meldet seine Erfindung zum Patent an.

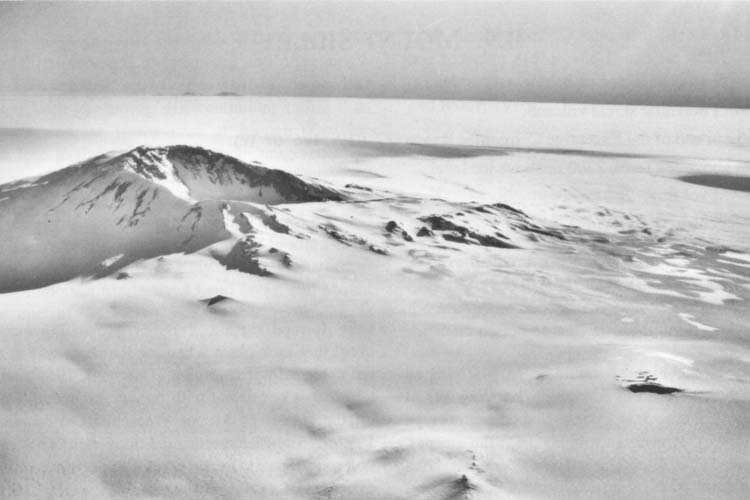
Mount Sidley

- 18. November: Der US-amerikanische Polarforscher Richard Evelyn Byrd entdeckt vom Flugzeug aus den erloschenen Schildvulkan Mount Sidley in der Antarktis.

### Kultur

#### Bildende Kunst

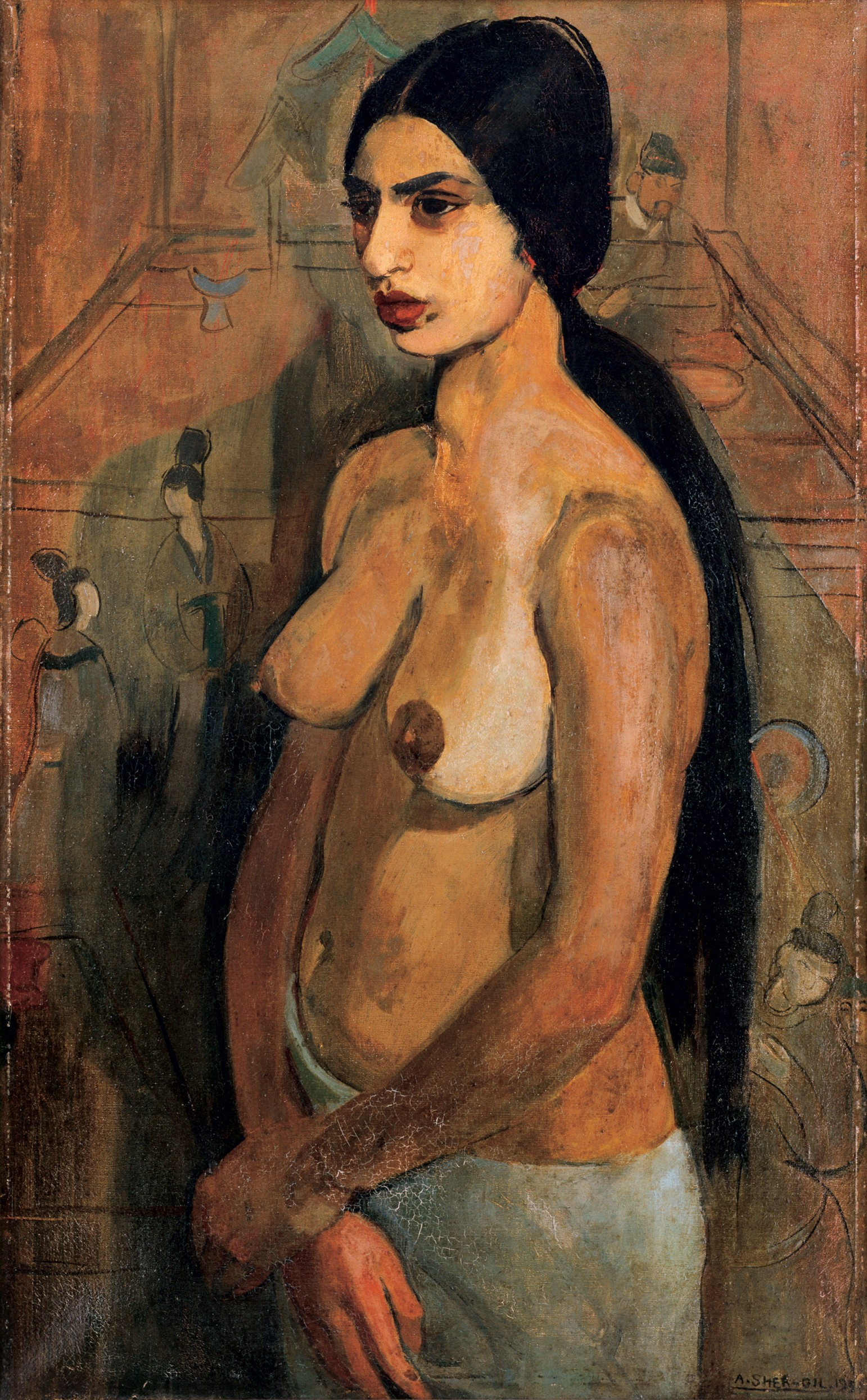
Amrita Sher-Gil, Selbstporträt als Tahitianerin

Die indisch-ungarische Künstlerin Amrita Sher-Gil malt in Öl auf Leinwand das Gemälde Selbstporträt als Tahitianerin. Es zeigt die Künstlerin mit nacktem Oberkörper vor einem japanisch anmutenden Hintergrund und greift Motive aus den Werken Paul Gauguins und Vincent van Goghs auf.
Das Musée Marmottan Monet im 16. Arrondissement von Paris wird durch die Académie des beaux-arts eröffnet. Es beherbergt die größte Sammlung mit Werken des Malers Claude Monet, zu der auch das Gemälde Impression, soleil levant gehört.

#### Film
- 09. Juni: Donald Duck hat seinen ersten Auftritt in dem Kurzfilm Die kluge kleine Henne von Al Taliaferro.

#### Musik und Theater

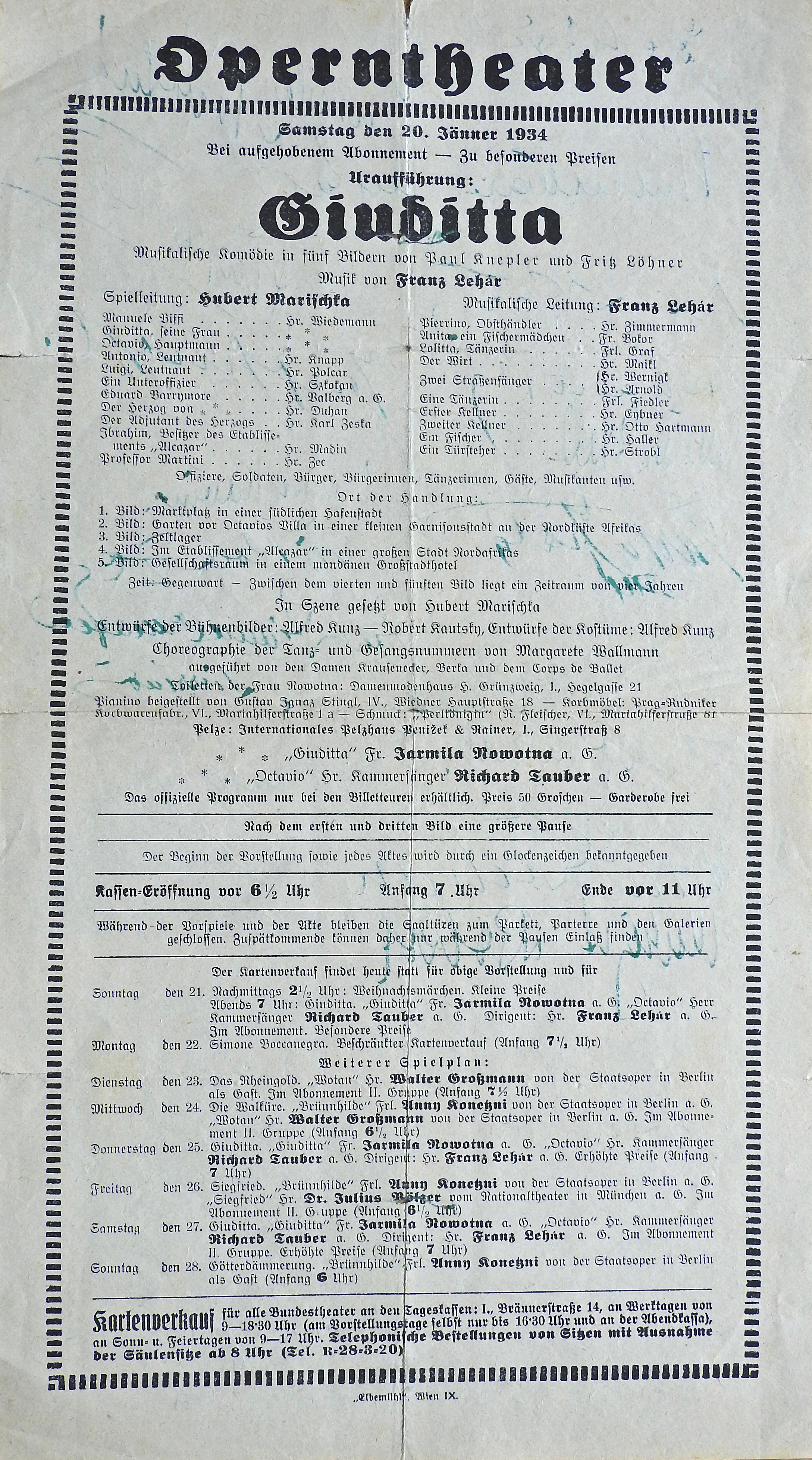
Programmzettel der Uraufführung

- 20. Januar: An der Wiener Staatsoper hat die Operette Giuditta von Franz Lehár unter der Leitung des Komponisten ihre Uraufführung. Das Libretto stammt von Paul Knepler und Fritz Löhner-Beda. In der Titelrolle ist Jarmila Novotná zu sehen, die männliche Hauptrolle singt Richard Tauber.
- 22. Januar: Die Oper Lady Macbeth von Mzensk (Orig.: Леди Макбет Мценского уезда) von Dmitri Dmitrijewitsch Schostakowitsch nach der gleichnamigen Novelle von Nikolai Semjonowitsch Leskow wird mit überwältigendem Erfolg am Mariinski-Theater in Leningrad uraufgeführt. Bis zum 28. Januar 1936 feiert die Oper einen Erfolg nach dem anderen.
- 31. März: Walter Wilhelm Goetzes Operette Der goldene Pierrot wird im Theater des Westens in Berlin uraufgeführt.
- 28. Mai: Das von John Christie initiierte erste Glyndebourne Festival wird mit Mozarts Le nozze di Figaro mit Fritz Busch als Dirigent und Carl Ebert als Regisseur eröffnet. Das Festival mit dem Schwerpunkt auf Wolfgang Amadeus Mozart dauert sechs Wochen.
- 21. November: Am Alvin Theatre in New York City wird die Musical Comedy Anything Goes von Cole Porter uraufgeführt. Es ist das erste von fünf Broadway-Musicals, für das Cole Porter komponiert, und in dem Ethel Merman die Hauptrolle spielt. Das Buch stammt von Guy Bolton und P. G. Wodehouse, die Überarbeitung von Russel Crouse und Howard Lindsay, der auch Regie führt.
- 13. Dezember: Die Komödie Hin und Her von Ödön von Horváth wird am Schauspielhaus Zürich unter der Regie Gustav Hartungs uraufgeführt.
- 22. Dezember: In Berlin wird die Operette Die Tänzerin Fanny Elßler mit nachgelassener Musik von Johann Strauss (Sohn) uraufgeführt. Das Libretto stammt von Hans Adler.
- 29. Dezember: Die Uraufführung der Tragischen Dichtung Yerma von Federico García Lorca findet am Teatro Español in Madrid statt.

#### Sonstiges
- 18. April: Der Fernsehsender Paul Nipkow führt in der Berliner Krolloper die erste Fernsehübertragung in Deutschland durch.

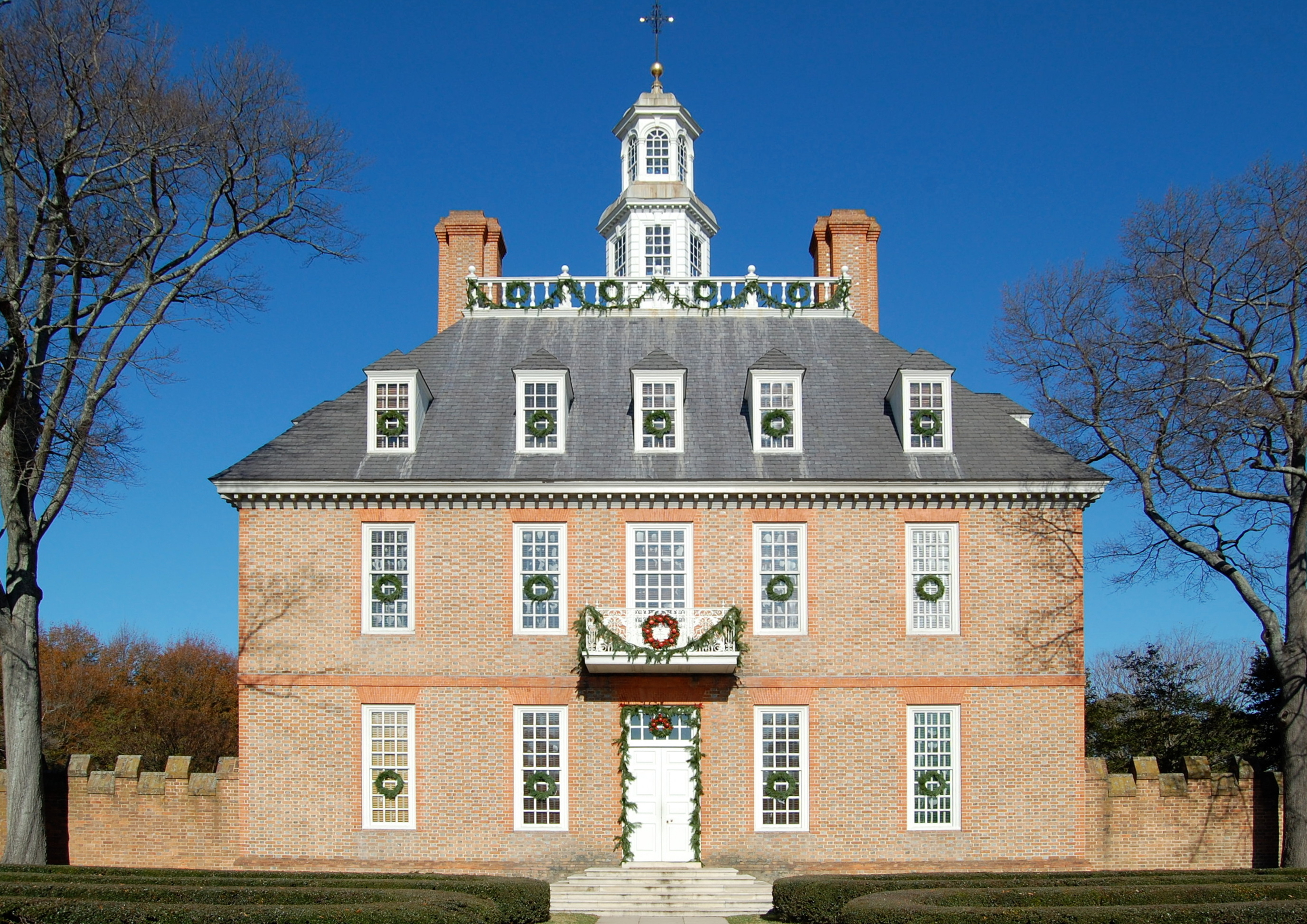
Governor's Palace in Williamsburg

- 23. April: Im Museumsstädtchen Williamsburg (Virginia) wird der Nachbau des 1781 durch einen Brand zerstörten britischen Governor’s Palace für das Publikum freigegeben. Im originalen Gebäude residierten die Gouverneure der Kronkolonie Virginia.
- Der Palacio de Bellas Artes in Mexiko-Stadt wird nach fast 30 Jahren fertiggestellt. Am 29. September findet die offizielle Einweihung durch Präsident Abelardo L. Rodríguez statt. Das monumentale Gebäude gilt als das höchste und wichtigste Kulturhaus Mexikos, das sowohl dem Theater, dem Tanz, der Musik und Oper, als auch den visuellen Künsten, der Literatur und der Architektur geweiht ist.

### Gesellschaft

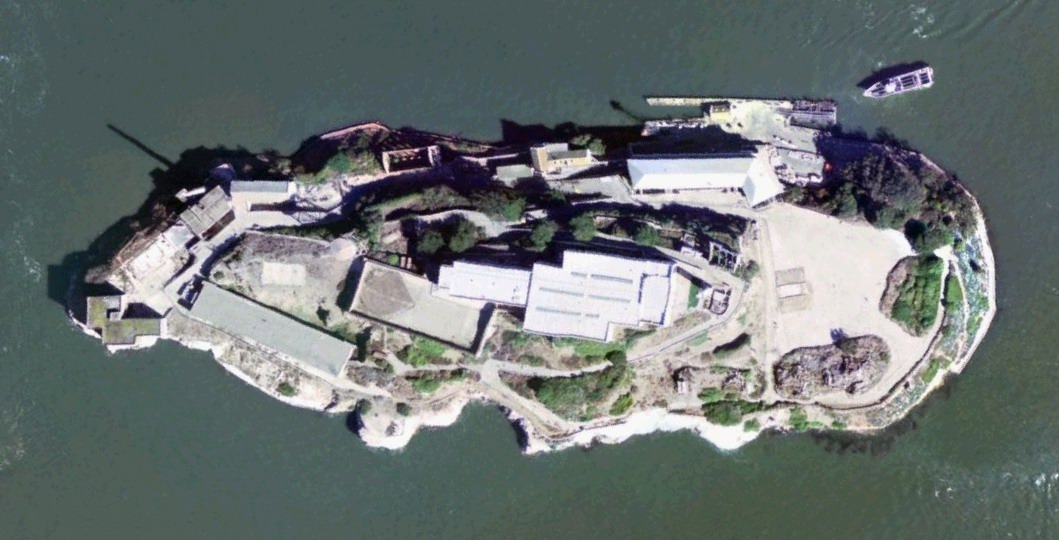
Satellitenbild von Alcatraz

- 01. Januar: Das ehemalige Fort auf der Insel Alcatraz vor San Francisco wird zu einem Bundesgefängnis umfunktioniert. Die ersten Häftlinge, 53 Männer aus dem Staatsgefängnis von Atlanta, treffen im Laufe des Jahres ein. Alcatraz fungiert bis 1963 als Hochsicherheitsgefängnis, in dem Gefangene untergebracht werden, die in anderen Gefängnissen als unverbesserlich und schwierig eingestuft worden sind.
- 28. Mai: In der kanadischen Provinz Ontario kommen die Dionne-Fünflinge zur Welt. Sie sind die ersten Babys, die eine Überlebenschance von eins zu 57 Millionen bewältigen.
- Gründung des Jugendbundes Grauer Orden

### Religion
- 06. Mai: Im Vatikan erscheint die Erstausgabe der illustrierten Wochenschrift L’Osservatore Romano della Domenica.
- 29. bis 31. Mai: Auf der ersten Bekenntnissynode der evangelischen Kirche in Barmen erfolgt die Verabschiedung der Barmer Theologischen Erklärung.
- Juli: Anlässlich des 100-jährigen Jubiläums der deutschen Baptisten wird in Berlin der Kongress der Europäisch-Baptistischen Föderation (EBF) abgehalten.

### Katastrophen
- 03. Januar: Bei einer Kohlenstaubexplosion auf der Zeche Nelson III bei Ossegg sterben 142 Bergleute.
- 15. Januar: Ein Erdbeben der Stärke 8,1 in Nepal und Indien fordert ca. 10.700 Tote.
- 13. Februar: Der in Packeis geratene sowjetische Frachtdampfer Cheliuskin geht in der Tschuktschensee bei einer wissenschaftlichen Expedition unter. Eine Person stirbt, die anderen 104 Seeleute und Passagiere flüchten auf eine große Eisscholle. Staatschef Stalin lehnt angebotene US-Hilfe ab. Die Schiffbrüchigen werden schließlich im März entdeckt und auf dem Luftweg gerettet. Die Rettung der Schiffbrüchigen führt am 16. April zur Stiftung der Auszeichnung Held der Sowjetunion.
- 12. März: Das japanische Torpedoboot Tomozuru kentert während einer Übung im Sturm vor Sasebo. Von den 113 Besatzungsmitgliedern kommen ca. 100 Mann ums Leben.
- 13. April: Beim Einsturz der in Bau befindlichen Saratower Eisenbahnbrücke über die Wolga sterben ungefähr 150 Menschen.
- 11. Mai: Einer der heftigsten Staubstürme der US-amerikanischen Geschichte trägt 300 Millionen Tonnen Mutterboden Tausende Kilometer in den Atlantik. Er vernichtet damit die Existenz von 165.000 Farmern.
- 08. September: Vor der Küste von New Jersey fängt mitten in der Nacht der amerikanische Luxusdampfer Morro Castle Feuer und brennt innerhalb kürzester Zeit ab, 137 Passagiere und Besatzungsmitglieder sterben.
- 22. September: Im walisischen Ort Gresford ereignet sich ein Bergwerksunglück. Bei einer Explosion mit anschließendem Brand kommen 266 Bergleute sowie Rettungskräfte ums Leben.

Kleinere Unglücksfälle sind in den Unterartikeln von Katastrophe und in der Liste von Katastrophen aufgeführt.

### Natur und Umwelt
- 12. April: Die – abgesehen von Tornados – bis dahin höchste auf unserem Planeten gemessene Windgeschwindigkeit in Bodennähe wird auf dem Mount Washington (New Hampshire) mit 372 km/h registriert.
- 07. Mai: Die Perle Allahs wird vor der philippinischen Insel Palawan von einem Taucher in einer Riesenmuschel gefunden.

### Sport
- 10. Juni: Gastgeber Italien gewinnt die Fußball-Weltmeisterschaft vor der Tschechoslowakei, Deutschland und Österreich.
- Juli: Die deutsche Nanga-Parbat-Expedition 1934 endet in einer Katastrophe. Der Nanga Parbat wird von der nationalsozialistischen Propaganda daraufhin als „Schicksalsberg der Deutschen“ hochstilisiert.
- 11. August: In London werden die vierten Frauen-Weltspiele eröffnet. Es ist auf Druck des Internationalen Olympischen Komitees (IOC) die letzte Veranstaltung dieser Art.
- Erstbesteigung des Mount Foraker

### Nobelpreise
| Preis                                   | Person                            | Land                   | Begründung für die Preisvergabe                                         | Bild                     |
| --------------------------------------- | --------------------------------- | ---------------------- | ----------------------------------------------------------------------- | ------------------------ |
| Nobelpreis für Physik                   | nicht verliehen                   |                        |                                                                         |                          |
| Nobelpreis für Chemie                   | Harold C. Urey (1893–1981)        | Vereinigte Staaten     | „für seine Entdeckung des schweren Wasserstoffes“                       | Harold C. Urey           |
| Nobelpreis für Physiologie oder Medizin | George Hoyt Whipple (1878–1976)   | Vereinigte Staaten     | „für ihre Lebertherapie gegen Anämie“                                   | George Whipple           |
| Nobelpreis für Physiologie oder Medizin | George Richards Minot (1885–1950) | Vereinigte Staaten     | „für ihre Lebertherapie gegen Anämie“                                   | George Minot             |
| Nobelpreis für Physiologie oder Medizin | William Parry Murphy (1892–1987)  | Vereinigte Staaten     | „für ihre Lebertherapie gegen Anämie“                                   | William P. Murphy (1934) |
| Nobelpreis für Literatur                | Luigi Pirandello (1867–1936)      | Königreich Italien     | „für seine kühne und sinnreiche Neuschöpfung von Drama und Bühnenkunst“ | Luigi Pirandello         |
| Friedensnobelpreis                      | Arthur Henderson (1863–1935)      | Vereinigtes Königreich | Vorsitzender der Konferenz zur Entwaffnung des Völkerbundes (1932–1934) | Arthur Henderson         |

## Geboren

### Januar
- 01. Januar: Rimgaudas Abraitis, litauischer Ingenieur und Energiewirtschaftler
- 01. Januar: Lakhdar Brahimi, algerischer Politiker
- 01. Januar: Horst Glassl, deutscher Historiker († 2022)
- 01. Januar: Alfred Gleitze, deutscher Politiker († 2004)
- 01. Januar: Hans Huber, deutscher Boxer († 2024)
- 01. Januar: Raúl Eduardo Kardinal Vela Chiriboga, Erzbischof von Quito († 2020)
- 03. Januar: Walter Benigni, österreichischer Kunstfotograf († 2019)
- 03. Januar: Mario David, italienischer Fußballspieler und -trainer († 2005)
- 03. Januar: Carla Anderson Hills, US-amerikanische Politikerin
- 03. Januar: Marie-Louise Steinbauer, deutsche Journalistin

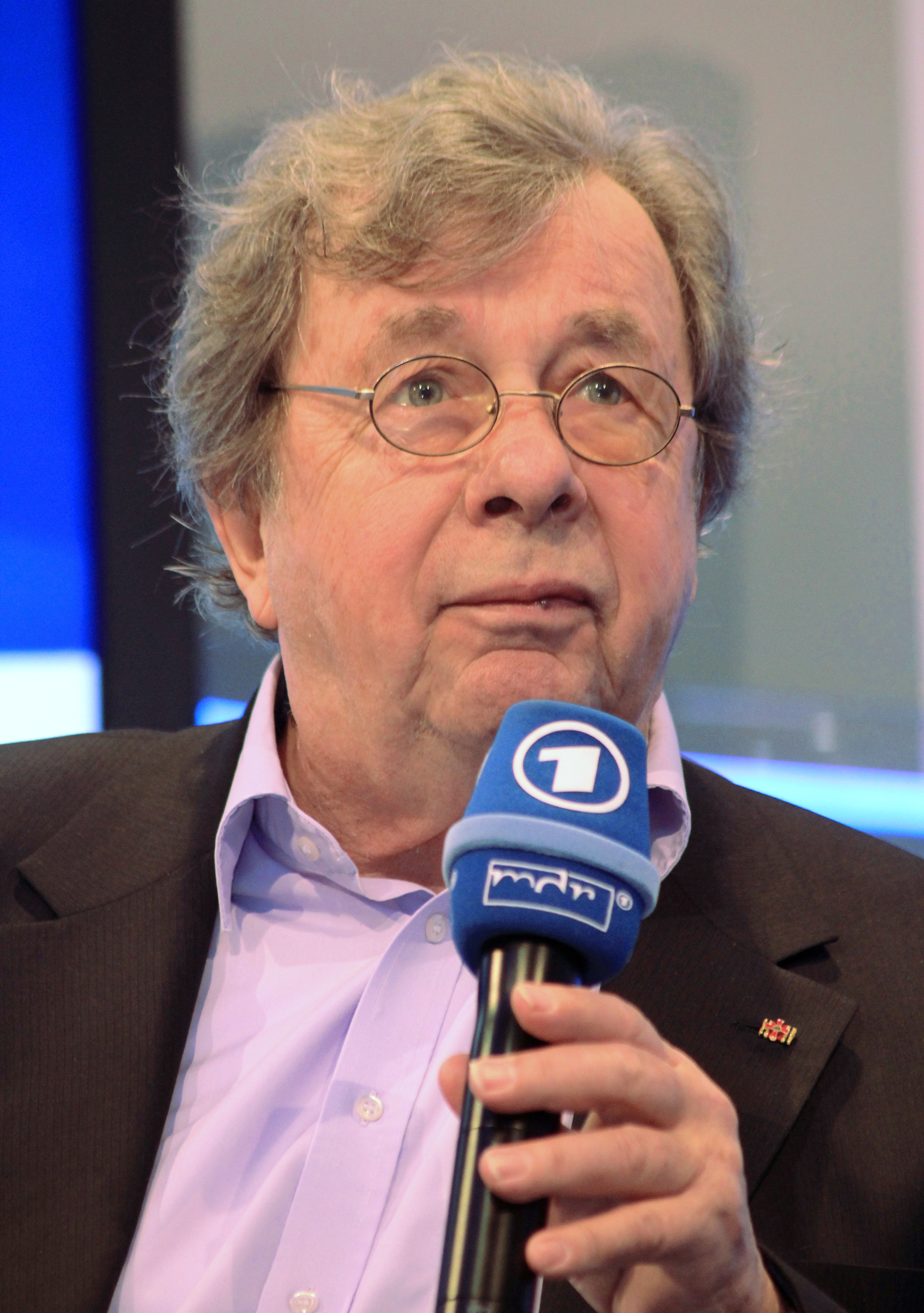
Hellmuth Karasek, 2012

- 04. Januar: Hellmuth Karasek, deutscher Journalist, Buchautor und Literaturkritiker († 2015)
- 04. Januar: Rolf Magerkord, deutscher Bildhauer
- 04. Januar: Anni Rättyä, finnische Speerwerferin († 2021)

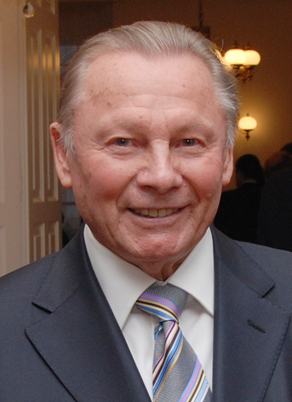
Rudolf Schuster, 2011

- 04. Januar: Rudolf Schuster, zweiter Staatspräsident der Slowakei (1999–2004)
- 04. Januar: Surab Zereteli, georgisch-russischer Bildhauer und bildender Künstler († 2025)
- 05. Januar: Phil Ramone, US-amerikanischer Musikproduzent († 2013)
- 05. Januar: Cees See, niederländischer Jazzschlagzeuger und Perkussionist († 1985)
- 06. Januar: William Browder, US-amerikanischer Mathematiker († 2025)
- 06. Januar: Sylvia Syms, britische Schauspielerin († 2023)
- 07. Januar: Willy Bostelmann, deutscher Mediziner und Hochschullehrer († 1969)
- 07. Januar: Charles Jenkins Sr., US-amerikanischer Sprinter
- 07. Januar: Tassos Papadopoulos, Präsident von Zypern († 2008)
- 08. Januar: Jacques Anquetil, französischer Radrennfahrer († 1987)
- 08. Januar: Osvaldo Montes, argentinischer Bandoneonist und Tangokomponist († 2014)
- 08. Januar: Alexandra Ripley, US-amerikanische Schriftstellerin († 2004)
- 10. Januar: Leonid Krawtschuk, erster Präsident der Ukraine († 2022)
- 11. Januar: Nelson Philip Ashmole, britischer Zoologe und Naturschützer
- 11. Januar: Jean Chrétien, kanadischer Politiker
- 11. Januar: Tony Hoare, britischer Informatiker
- 12. Januar: Bob Dishy, US-amerikanischer Schauspieler
- 12. Januar: Jannpeter Zopfs, Richter am deutschen Bundesgerichtshof († 2020)
- 13. Januar: Nick Clooney, US-amerikanischer Journalist
- 13. Januar: Denise Guénard, französische Leichtathletin († 2017)
- 13. Januar: Robin Milner, britischer Informatiker († 2010)
- 14. Januar: Hans Deinzer, deutscher Klarinettist und Musikpädagoge († 2020)
- 14. Januar: Alberto Rodríguez Larreta, argentinischer Automobilrennfahrer († 1977)
- 14. Januar: Frieder Liebendörfer, Schweizer Musiker und Autor
- 14. Januar: Gisbert Schneider, deutscher Professor und Kirchenmusikdirektor († 2018)
- 15. Januar: Mário de Araújo Cabral, portugiesischer Automobilrennfahrer († 2020)
- 15. Januar: Hans-Wilhelm Ebeling, Minister für wirtschaftliche Zusammenarbeit der DDR († 2021)
- 15. Januar: Hans Steinbigler, deutscher Elektroingenieur und Hochschullehrer († 2021)
- 16. Januar: Marcel Barouh, französischer Tischtennisspieler († 2025)
- 16. Januar: Alex Sadkowsky, schweizerischer Künstler († 2025)
- 16. Januar: Marilyn Horne, US-amerikanische Opernsängerin
- 16. Januar: Egon Lutz, Schriftsetzer, Redakteur und Politiker († 2011)
- 16. Januar: Richard Wernick, US-amerikanischer Komponist und Musikpädagoge († 2025)
- 17. Januar: Ingeborg Hansen, deutsche Malerin und Kunsterzieherin († 2016)
- 18. Januar: Henk Chin A Sen, Staatspräsident von Surinam († 1999)
- 19. Januar: Rupert Lake, antiguanischer Sportfunktionär
- 20. Januar: Tom Baker, britischer Schauspieler und Komödiant
- 20. Januar: Giorgio Bassi, italienischer Automobilrennfahrer
- 21. Januar: Franz Böhmert, deutscher Arzt und Sportfunktionär († 2004)
- 22. Januar: Vijay Anand, indischer Filmregisseur († 2004)
- 22. Januar: Bill Bixby, US-amerikanischer Schauspieler († 1993)
- 22. Januar: Hartwig Eschenburg, deutscher Kirchenmusiker († 2025)
- 23. Januar: Raymond Baratto, französischer Fußballspieler († 2022)
- 25. Januar: Hiroshi Hasegawa, japanischer Motorradrennfahrer († 2023)
- 26. Januar: David Forbes, australischer Regattasegler († 2022)
- 27. Januar: Édith Cresson, französische Politikerin
- 29. Januar: Kassian Lauterer, Abt der Territorialabtei Wettingen-Mehrerau († 2022)
- 30. Januar: Giovanni Battista Re, italienischer Kurienkardinal
- 31. Januar: Peter Ackermann, deutscher Maler und Grafiker († 2007)
- 31. Januar: Ernesto Brambilla, italienischer Motorrad- und Automobilrennfahrer († 2020)
- 31. Januar: Marwan Kassab-Bachi, syrischer Maler († 2016)
- 31. Januar: Eva Mozes Kor, Überlebende des Holocaust († 2019)
- 31. Januar: Horst Stobbe, deutscher Ruderer
- 31. Januar: Bobby Lee Trammell, US-amerikanischer Rockabilly-Musiker und Politiker († 2008)

### Februar
- 02. Februar: Peter Ahrendt, deutscher Segler († 2013)
- 02. Februar: Urte Clasing, deutsche Schauspielerin († 2017)
- 02. Februar: Otar Iosseliani, georgisch-französischer Filmregisseur († 2023)
- 02. Februar: Michel Ruhl, französischer Schauspieler († 2022)
- 03. Februar: Suzan Ball, US-amerikanische Schauspielerin († 1955)
- 03. Februar: Johannes Kühn, deutscher Schriftsteller († 2023)
- 03. Februar: Wolfgang Niescher, deutscher Handballspieler und Mediziner († 2010)
- 04. Februar: Felipe Aguirre Franco, mexikanischer Alterzbischof
- 05. Februar: Hank Aaron, US-amerikanischer Baseballspieler († 2021)
- 5./6. Februar: Heinz Schönemann, deutscher Kunsthistoriker und Kunstsammler
- 06. Februar: Yoshihiko Ikegami, japanischer Sprach- und Literaturwissenschaftler
- 07. Februar: King Curtis, US-amerikanischer Tenorsaxophonist († 1971)
- 07. Februar: Edward Fenech Adami, Präsident von Malta
- 07. Februar: Sujit Kumar, indischer Filmschauspieler († 2010)
- 07. Februar: Aldo Moser, italienischer Radrennfahrer († 2020)
- 07. Februar: Murtasa Rachimow, Präsident der russischen Teilrepublik Baschkirien († 2023) Murtasa Rachimow (2006)

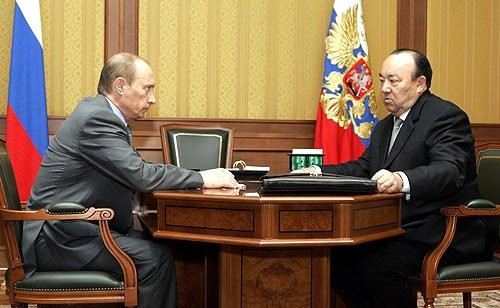
Murtasa Rachimow (2006)

- 08. Februar: Joachim Angerer, Universitätsprofessor und Abt († 2019)
- 09. Februar: Anne Dessau, deutsche Schauspielerin und Autorin
- 09. Februar: Manfred von Richthofen, deutscher Sportler, Unternehmer und Sportfunktionär († 2014)
- 10. Februar: Fleur Adcock, britisch-neuseeländische Dichterin und Übersetzerin († 2024)
- 10. Februar: Rahn Burton, US-amerikanischer Jazzpianist († 2013)
- 11. Februar: Mel Carnahan, US-amerikanischer Politiker († 2000)
- 11. Februar: Curtis Johnson, US-amerikanischer Rockabilly-Musiker († 2001)
- 11. Februar: Francesco Pennisi, italienischer Komponist († 2000)
- 11. Februar: John Surtees, britischer Motorrad- und Automobilrennfahrer († 2017)
- 12. Februar: Nurhan Atasoy, türkische Kunsthistorikerin
- 12. Februar: Katharine Jansen, deutsche Schwimmerin
- 12. Februar: Anne O. Krueger, stellvertretende Generaldirektorin des IWF
- 12. Februar: Bill Russell, US-amerikanischer Basketballspieler († 2022)
- 13. Februar: Alexander Kaul, deutscher Biophysiker († 2023)
- 13. Februar: George Segal, US-amerikanischer Schauspieler († 2021)
- 15. Februar: Niklaus Wirth, Schweizer Informatiker († 2024) Niklaus Wirth, 2005

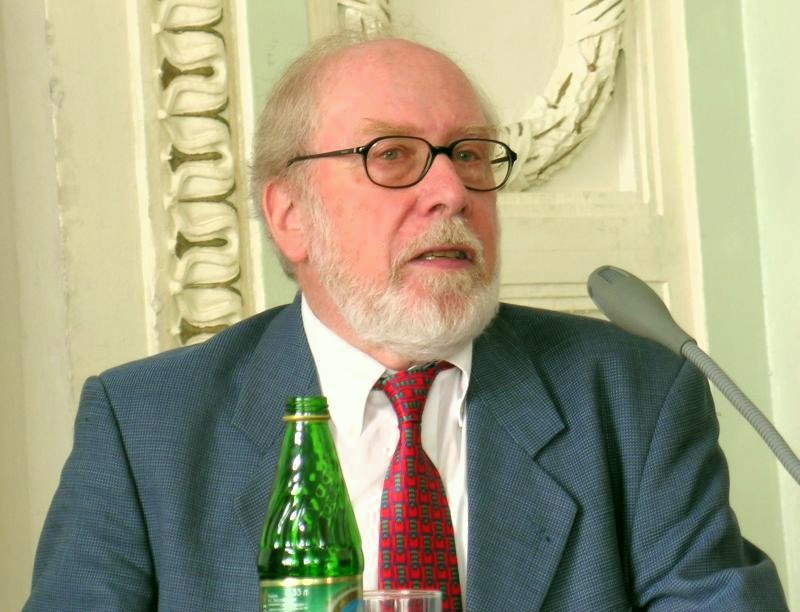
Niklaus Wirth, 2005

- 16. Februar: William Dean Tinker, US-amerikanischer Organist, Pianist, Cembalist und Musikpädagoge
- 17. Februar: Alfred Aichinger, österreichischer Sozialversicherungsangestellter und Politiker († 2009)
- 17. Februar: Alan Bates, britischer Schauspieler († 2003)
- 17. Februar: Anner Bylsma, niederländischer Musiker († 2019)
- 17. Februar: Frederik Hetmann, deutscher Schriftsteller († 2006)
- 17. Februar: Barry Humphries, australischer Komiker und Satiriker († 2023)
- 18. Februar: Aldo Ceccato, italienischer Dirigent
- 18. Februar: Anneli Klemetti, finnische Schwimmerin († 2020)
- 18. Februar: Paola Loew, österreichische Schauspielerin († 1999)
- 18. Februar: Heini Müller, deutscher Fußballspieler und Trainer
- 18. Februar: Skip Battin, US-amerikanischer Countryrock-Sänger und -Bassist († 2003)
- 19. Februar: Sheila Henig, kanadische Pianistin und Sängerin († 1979)
- 19. Februar: Herbert Rosendorfer, deutscher Jurist und Schriftsteller († 2012)
- 19. Februar: Michael Tree, US-amerikanischer Bratschist († 2018)
- 19. Februar: Karl-Heinz Wegmann, deutscher Kugelstoßer († 1989)
- 20. Februar: Dieter Augustin, deutscher Schauspieler († 1989)
- 20. Februar: Danny Mummert, US-amerikanischer Schauspieler († 1974)
- 20. Februar: Bobby Unser, US-amerikanischer Automobilrennfahrer († 2021)
- 20. Februar: Kurt Wölfflin, österreichischer Schriftsteller († 1998)
- 21. Februar: Warren Johansson, US-amerikanischer Autor und Philologe († 1994)
- 21. Februar: Rue McClanahan, US-amerikanische Schauspielerin († 2010) Rue McClanahan 2007

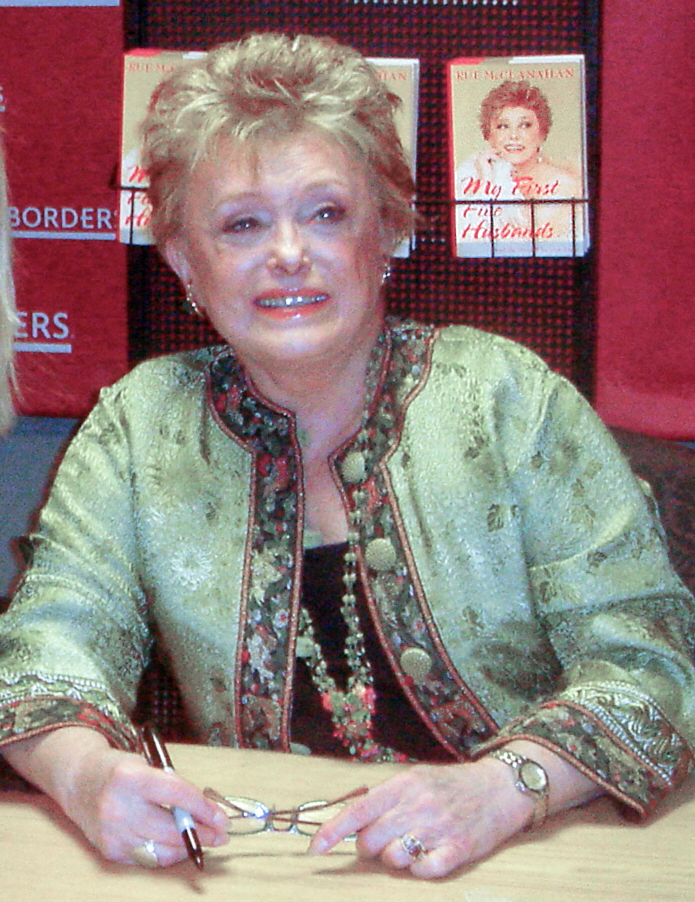
Rue McClanahan 2007

- 22. Februar: Sparky Anderson, US-amerikanischer Baseballspieler und -manager († 2010)
- 22. Februar: Walter A. Goffart, US-amerikanischer Mediävist († 2025)
- 23. Februar: Nele Hertling, deutsche Theaterdirektorin
- 24. Februar: Frank Brazier, australischer Radrennfahrer († 2021)
- 24. Februar: Bernard Chiarelli, französischer Fußballspieler und -trainer († 2024)
- 24. Februar: Bettino Craxi, italienischer Politiker († 2000)
- 24. Februar: Klaus Darga, deutscher Schachspieler
- 24. Februar: Bingu wa Mutharika, Präsident von Malawi († 2012)
- 24. Februar: Erich Pawlu, deutscher Autor († 2022)
- 24. Februar: George Ryan, US-amerikanischer Politiker, Gouverneur von Illinois († 2025)
- 25. Februar: Douglas Brinham, kanadischer Basketballspieler († 2020)
- 25. Februar: Christine Gloger, deutsche Schauspielerin († 2019)
- 25. Februar: John Wimber, US-amerikanischer Musiker († 1997)
- 26. Februar: Frank Bowling, britischer Künstler
- 26. Februar: José Luis Cuevas, mexikanischer Maler, Grafiker und Bildhauer († 2017)
- 26. Februar: Stig Engström, schwedischer Hauptverdächtiger im Mordfall Olof Palme († 2000)
- 26. Februar: Mohamed Lakhdar-Hamina, algerischer Filmregisseur und Drehbuchautor († 2025)
- 26. Februar: Manfred Poerschke, deutscher Leichtathlet
- 27. Februar: N. Scott Momaday, indianisch-amerikanischer Schriftsteller, Literaturwissenschaftler und Maler († 2024)
- 27. Februar: Ralph Nader, US-amerikanischer Verbraucheranwalt und Politiker
- 27. Februar: Inge Trisch, deutsche Fernsehautorin und Redakteurin († 2023)
- 28. Februar: Willie Bobo, US-amerikanischer Jazz-Perkussionist († 1983)
- 28. Februar: Bob Neyret, französischer Unternehmer und Automobilrennfahrer
- 28. Februar: Bodo Schulenburg, deutscher Fernsehregisseur und Schriftsteller († 2022)

### März
- 01. März: Jacques Chessex, Schweizer Schriftsteller († 2009)
- 01. März: Joan Hackett, US-amerikanische Schauspielerin († 1983)
- 02. März: Joseph Groussard, französischer Radrennfahrer
- 02. März: Heinz-Wolfgang Kuhn, deutscher Theologe († 2023)
- 03. März: Jacek Kuroń, polnischer Bürgerrechtler, Publizist, Historiker und Politiker († 2004)
- 04. März: Mario Davidovsky, argentinischer Komponist († 2019)
- 04. März: Hubert Gloger, deutscher Fußballspieler
- 04. März: Gleb Jakunin, russisch-orthodoxer Priester, sowjetischer Dissident und russischer Politiker († 2014)
- 04. März: Klaus Motschmann, deutscher Politikwissenschaftler († 2016)
- 05. März: Daniel Kahneman, israelisch-US-amerikanischer Psychologe, Nobelpreisträger († 2024)
- 05. März: Bob Skoronski, US-amerikanischer American-Football-Spieler († 2018)
- 06. März: Maurice Buffière, französischer Basketballspieler († 2021)
- 06. März: Lutz Mommartz, deutscher Experimentalfilmer († 2025)
- 06. März: Michail Studenezki, sowjetischer Basketballspieler († 2021)
- 07. März: Sonja Hörbing, deutsche Schauspielerin († 2010)
- 08. März: Kurt Mahr, deutscher Schriftsteller († 1993)
- 08. März: Rodrí, spanischer Fußballspieler († 2022)
- 08. März: Christian Wolff, US-amerikanischer Komponist
- 09. März: Dany Brawand, Schweizer Industrie-Designer († 2012)
- 09. März: Juri Gagarin, sowjetischer Kosmonaut und Oberst der Luftwaffe († 1968) Juri Gagarin

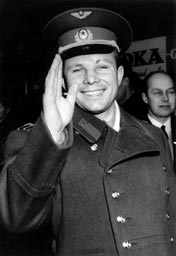
Juri Gagarin

- 09. März: Dietmar Grieser, österreichischer Schriftsteller
- 09. März: Lothar Zysk, Richter am deutschen Bundesgerichtshof († 2017)
- 10. März: José Gustavo Angel Ramírez, kolumbianischer Bischof († 2013)
- 11. März: Ingrid Lotz, deutsche Leichtathletin
- 12. März: Don Drummond, jamaikanischer Ska-Posaunist († 1969)
- 12. März: Adolf Frohner, österreichischer Maler und Grafiker († 2007)
- 14. März: Eugene Cernan, US-amerikanischer Astronaut († 2017)
- 14. März: Dionigi Tettamanzi, italienischer Erzbischof und Kardinal († 2017)
- 14. März: Volker von Törne, deutscher Lyriker und Schriftsteller († 1980)
- 15. März: Wolfgang Hufschmidt, deutscher Komponist und Kirchenmusiker († 2018)
- 15. März: Wolf Krisch, deutscher Politiker
- 15. März: Hermann Josef Schieffer, deutscher Mediziner († 2024)
- 16. März: Roger Norrington, britischer Dirigent († 2025)
- 17. März: Gloryette Clark, US-amerikanische Filmeditorin und Drehbuchautorin († 2014)
- 17. März: Erhard Grosskopf, deutscher Komponist († 2025)
- 17. März: Georg-Heinrich Roth, deutscher Brigadegeneral
- 17. März: Bernhard Waldenfels, deutscher Philosoph
- 18. März: Bob Hagestad, US-amerikanischer Automobilrennfahrer († 2019)
- 18. März: Josef Mattausch, deutscher Germanist und Goethe-Forscher († 2022)
- 18. März: Adolf Merckle, deutscher Unternehmer († 2009)
- 18. März: Charley Pride, US-amerikanischer Country-Sänger († 2020)
- 19. März: Walter Rempe, deutscher Politiker († 1993)
- 20. März: Peter Berling, deutscher Autor und Schauspieler († 2017)
- 20. März: David Malouf, australischer Autor
- 22. März: Bola Ajibola, nigerianischer Jurist († 2023)
- 22. März: Ekkehart Krippendorff, deutscher Politikwissenschaftler († 2018)
- 23. März: Joey Ambrose, US-amerikanischer Saxophonist († 2021)
- 23. März: Bill Dellinger, US-amerikanischer Leichtathlet († 2025)
- 24. März: Richard Leising, deutscher Lyriker († 1997)
- 24. März: Wilhelm Montag, deutscher Ruderer
- 24. März: Ryszard Zub, polnischer Säbelfechter und -trainer († 2015)
- 25. März: Bernard Boyer, französischer Rennwagenkonstrukteur und Automobilrennfahrer († 2018)
- 25. März: Johnny Burnette, US-amerikanischer Rockabilly-Musiker († 1964)
- 25. März: Karlheinz Schreiber, deutscher Waffenhändler
- 25. März: Gloria Steinem, US-amerikanische Feministin
- 26. März: Alan Arkin, US-amerikanischer Schauspieler und Regisseur († 2023)
- 26. März: Donald Bailey, US-amerikanischer Jazzschlagzeuger († 2013)
- 26. März: Masakazu Yamazaki, japanischer Dramatiker, Literaturkritiker und Philosoph († 2020)
- 27. März: Georges Amanieu, französischer Fußballspieler († 2016)
- 27. März: Jutta Limbach, deutsche Rechtswissenschaftlerin und SPD-Politikerin († 2016)
- 28. März: Guenter Ahlers, US-amerikanischer Physiker
- 28. März: Franco Antonelli, italienischer Langstreckenläufer († 2022)
- 28. März: Siegfried Thiele, deutscher Komponist († 2024)
- 30. März: Mahmut Atalay, türkischer Ringer († 2004)
- 30. März: Achim Freyer, deutscher Regisseur, Bühnenbildner und Maler
- 30. März: Hans Hollein, österreichischer Architekt und Designer († 2014)
- 31. März: Richard Chamberlain, US-amerikanischer Schauspieler († 2025)Richard Chamberlain

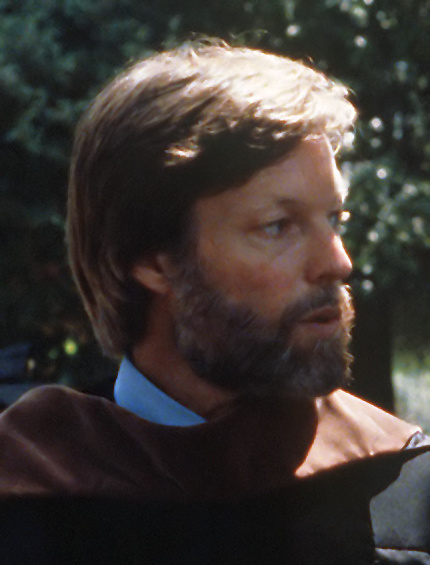
Richard Chamberlain

- 31. März: Shirley Jones, US-amerikanische Schauspielerin
- 31. März: Heinz Kautzleben, Wissenschaftler und Geophysiker aus der DDR
- 31. März: John D. Loudermilk, US-amerikanischer Country-Sänger und Songschreiber († 2016)
- 31. März: Carlo Rubbia, italienischer Physiker

### April
- 01. April: Jim Ed Brown, US-amerikanischer Country-Musiker († 2015)
- 01. April: Roberto Ciulli, italienischer Theaterregisseur
- 02. April: Paul Cohen, US-amerikanischer Mathematiker († 2007)
- 02. April: Shirley Douglas, kanadische Schauspielerin († 2020)

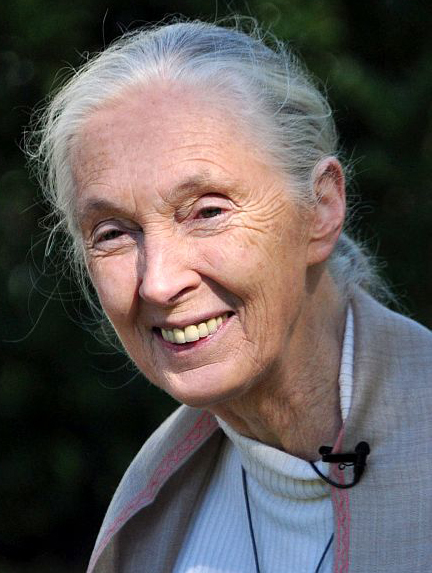
Jane Goodall (2010)

- 02. April: Umberto Orsini, italienischer Schauspieler
- 02. April: Hans-Jürgen Warnecke, deutscher Wissenschaftler († 2019)
- 02. April: David Zafer, kanadischer Geiger, Dirigent und Musikpädagoge († 2019)
- 03. April: Wolf Euba, deutscher Rezitator, Schauspieler, Regisseur und Autor († 2013)
- 03. April: Jane Goodall, britische Verhaltensforscherin
- 03. April: Jim Parker, US-amerikanischer American-Football-Spieler († 2005)
- 04. April: Joachim Latacz, deutscher Altphilologe
- 04. April: Anthony C. E. Quainton, US-amerikanischer Diplomat († 2023)
- 05. April: Horst Amann, deutscher Fußballspieler
- 05. April: Ursula Erber, deutsche Schauspielerin

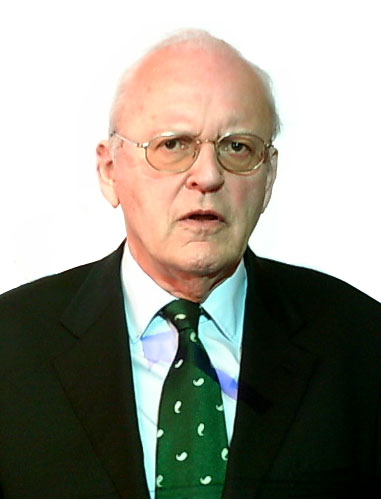
Roman Herzog (2006)

- 05. April: Roman Herzog, deutscher Bundespräsident und Präsident des Bundesverfassungsgerichts († 2017)
- 05. April: Ernst Zaugg, Schweizer Leichtathlet († 2016)
- 06. April: Anton Geesink, niederländischer Judoka († 2010)
- 06. April: Ingo Insterburg, deutscher Komödiant († 2018)
- 06. April: Mario Merola, italienischer Sänger († 2006)
- 06. April: Guy Peellaert, belgischer Illustrator und Comiczeichner († 2008)
- 06. April: Willie Toweel, südafrikanischer Boxer († 2017)
- 07. April: Victor Feldman, englischer Jazzmusiker († 1987)
- 07. April: Nina Grusinzewa, sowjetische Kanutin († 2021)
- 07. April: Antonio Ruiz-Pipó, spanischer Komponist und Pianist († 1997)
- 08. April: Kishō Kurokawa, japanischer Architekt († 2007)
- 09. April: Josef Arthold, österreichischer Politiker († 2002)
- 10. April: Zsolt Durkó, ungarischer Komponist († 1997)
- 10. April: Guido Venturoni, Generalstabschef der italienischen Streitkräfte
- 11. April: Norma Beecroft, kanadische Komponistin († 2024)
- 12. April: Michael Grzimek, deutscher Tierfilmer († 1959)
- 13. April: Klaus Beyreiss, deutscher Mediziner († 2013)
- 13. April: Heinrich Wilhelm Laufhütte, Richter am Bundesgerichtshof († 2023)
- 13. April: Siegfried Matthus, deutscher Komponist († 2021)
- 14. April: Fredric Jameson, US-amerikanischer Literaturkritiker († 2024)
- 16. April: Annelies Schulz, deutsche Autorin
- 16. April: Robert Stigwood, australischer Musik- und Filmproduzent († 2016)
- 16. April: Vicar, chilenischer Comiczeichner bei Disney († 2012)
- 17. April: Hermenegildo Candeias, portugiesischer Turner († 2023)
- 17. April: Wedig Kausch-Blecken von Schmeling, deutscher Forstwissenschaftler
- 18. April: Jessy Rameik, deutsche Schauspielerin und Diseuse († 2018)
- 18. April: Jochen Mehner, deutscher Flottillenadmiral und Unterabteilungsleiter im Bundesnachrichtendienst († 2024)
- 18. April: George Shirley, US-amerikanischer Opernsänger
- 19. April: Jean Ziegler, Schweizer Professor für Soziologie und Politiker
- 20. April: Ray Campi, US-amerikanischer Rockabilly-Musiker († 2021)
- 21. April: Kalilou Singhateh, Kalilou Singhateh († 2025)
- 22. April: Hilt Tatum, US-amerikanischer Zahnarzt († 2025)
- 23. April: Lore Tappe, deutsche Schauspielerin († 2014)
- 23. April: Coşkun Taş, türkischer Fußballspieler († 2024)

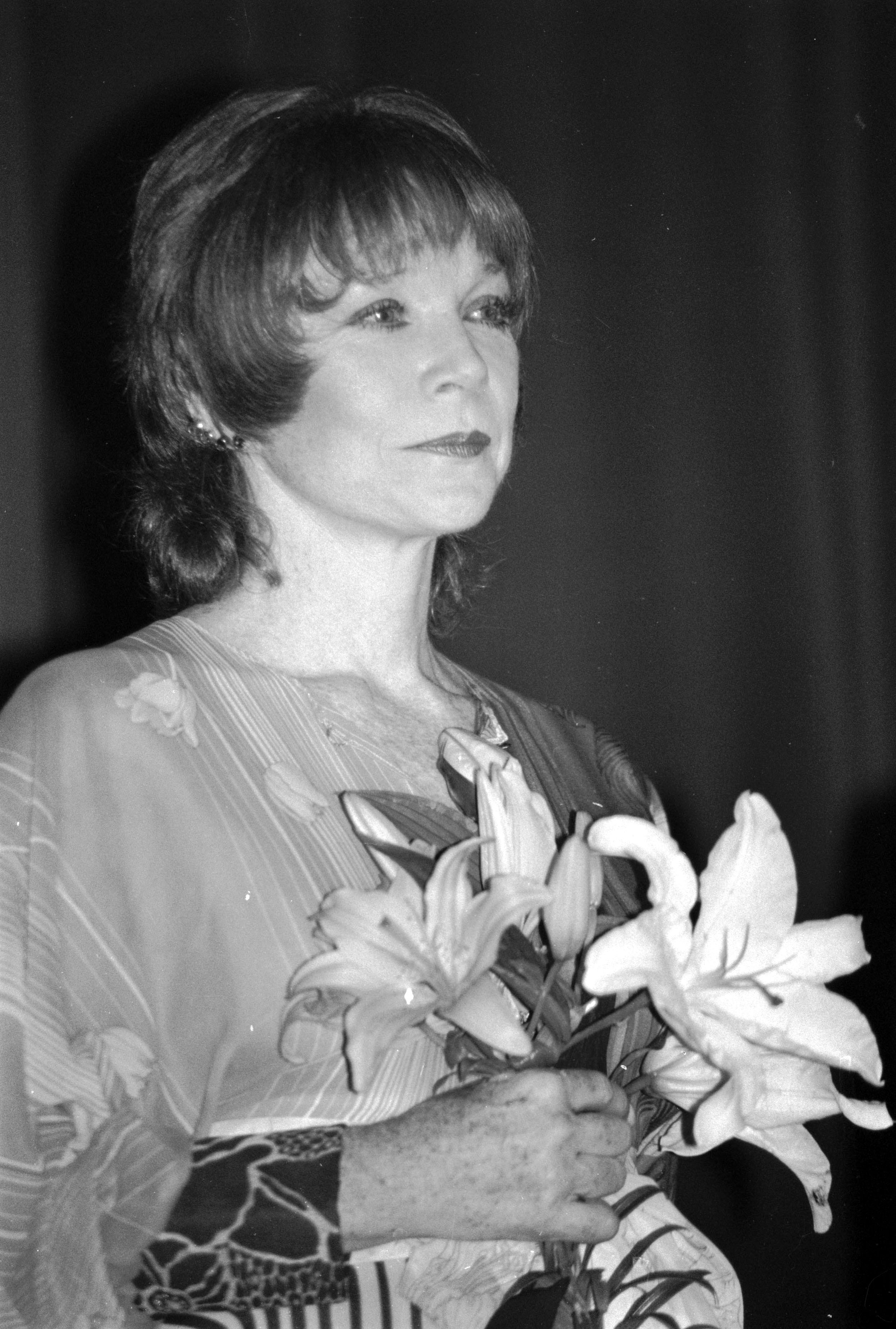
Shirley MacLaine (1987)

- 24. April: Shirley MacLaine, US-amerikanische Schauspielerin
- 24. April: Michael Taylor, britischer Automobilrennfahrer († 2017)
- 25. April: Kevin Aje, nigerianischer Geistlicher, Bischof von Sokoto († 2019)
- 26. April: Gerlind Ahnert, deutsche Moderatorin, Schauspielerin und Synchronsprecherin († 2007)
- 26. April: Josef Seiz, deutscher Tischtennisspieler († 2010)
- 26. April: Otto Karl Werckmeister, deutscher Kunsthistoriker und Autor († 2023)
- 27. April: Jürgen Kühling, Richter des Bundesverfassungsgerichts († 2019)
- 27. April: Brennan Manning, US-amerikanischer katholischer Theologe, Referent und Autor († 2013)
- 28. April: Max Amling, deutscher Politiker († 2017)
- 28. April: Lois Duncan, US-amerikanische Schriftstellerin († 2016)
- 28. April: Diane Johnson, US-amerikanische Schriftstellerin
- 29. April: Luis Aparicio, venezolanischer Baseballspieler
- 29. April: Erika Fisch, deutsche Leichtathletin († 2021)
- 29. April: Pedro Pires, Präsident von Kap Verde
- 30. April: Jürgen Schneider, deutscher Bauunternehmer und Pleitier

### Mai
- 01. Mai: Cuauhtémoc Cárdenas Solórzano, mexikanischer Politiker
- 03. Mai: Iwan Andonow, bulgarischer Schauspieler, Regisseur und Maler († 2011)
- 03. Mai: Otwin Massing, deutscher Politikwissenschaftler und Soziologe († 2019)
- 03. Mai: Georges Moustaki, französischer Sänger und Lyriker († 2013)
- 03. Mai: Frankie Valli, US-amerikanischer Rock- und Pop-Sänger
- 04. Mai: Erika Emmerich, deutsche Juristin und Managerin († 2022)
- 05. Mai: Henri Konan Bédié, Präsident der Elfenbeinküste († 2023)
- 05. Mai: Victor Garland, australischer Politiker († 2022)
- 05. Mai: Alfred Freiherr von Oppenheim, deutscher Privatbankier († 2005)
- 05. Mai: Johnnie Taylor, US-amerikanischer Soul- und R&B-Sänger († 2000)
- 06. Mai: Max Boyes, britischer Hürdenläufer († 2022)
- 06. Mai: Oskar Gottlieb Blarr, deutscher Komponist, Organist und Kirchenmusiker
- 06. Mai: Alois Glaubitz, deutscher Fußballspieler (DDR) († 2023)
- 06. Mai: Hennes Junkermann, deutscher Radrennfahrer († 2022)
- 06. Mai: Richard Shelby, US-amerikanischer Politiker
- 07. Mai: Günter Topmann, deutscher Politiker und MdB († 2024)
- 08. Mai: Walther Hadding, deutscher Zivilrechtswissenschaftler
- 08. Mai: Jan Paul Nagel, sorbischer Komponist und Domowina-Vorsitzender († 1997)
- 09. Mai: Bengt Anlert, schwedischer Fußballspieler und -trainer († 2018)
- 09. Mai: Björn Anlert, schwedischer Fußballspieler († 2018)
- 09. Mai: Alan Bennett, britischer Schriftsteller und Schauspieler
- 09. Mai: Hans-Helmuth Knütter, deutscher Politikwissenschaftler und Extremismusforscher
- 10. Mai: Jayne Cortez, US-amerikanische Dichterin und Improvisatorin († 2012)
- 11. Mai: Thomas Buergenthal, Mitglied des Internationalen Gerichtshofes in Den Haag († 2023)
- 11. Mai: André Gregory, US-amerikanischer Theaterregisseur, Autor und Schauspieler
- 11. Mai: Jack Twyman, US-amerikanischer Basketballspieler († 2012)
- 12. Mai: Werner Bräunig, deutscher Schriftsteller († 1976)
- 12. Mai: Gino Burrini, italienischer Skirennläufer († 2022)
- 13. Mai: Paddy Driver, südafrikanischer Motorrad- und Automobilrennfahrer
- 13. Mai: Peter Häberle, deutscher Staatsrechtslehrer
- 13. Mai: Adolf Muschg, Schweizer Schriftsteller und Literaturwissenschaftler
- 13. Mai: Hans-Peter Schwarz, deutscher Historiker und Politikwissenschaftler († 2017)
- 14. Mai: Abraham Ashkenasi, US-amerikanischer Politikwissenschaftler († 2016)
- 14. Mai: Aurelio Milani, italienischer Fußballspieler († 2014)
- 14. Mai: Siân Phillips, britische Schauspielerin
- 15. Mai: Bernard Ringeissen, französischer klassischer Pianist († 2025)
- 16. Mai: Georg Aigner, deutscher Ingenieur und Politiker († 2021)
- 16. Mai: Roy Kerr, neuseeländischer Mathematiker
- 16. Mai: Billy Sanders, britischer Sänger († 2001)
- 16. Mai: Ilse Seemann, deutsche Schauspielerin, Hörspielsprecherin, Hörfunkmoderatorin und Autorin († 2021)
- 17. Mai: Victor Arbez, französischer Skilangläufer und Biathlet († 2016)
- 17. Mai: Ron Wayne, Mitgründer von Apple
- 18. Mai: Alexander Herzog, deutscher Schauspieler und Synchronsprecher († 2009)
- 19. Mai: Ruskin Bond, indischer Schriftsteller
- 19. Mail:Eckhard Klewin, deutscher Brigadegeneral
- 20. Mai: Gerry Francis Ridsdale, australischer Theologe und Sexualstraftäter († 2025)
- 20. Mai: Alfons Schilling, Schweizer Künstler († 2013)
- 21. Mai: Bengt Ingemar Samuelsson, schwedischer Biochemiker, Nobelpreisträger († 2024)
- 21. Mai: Karl Schneider, deutscher Politiker († 2020)
- 22. Mai: Kristlieb Adloff, deutscher Theologe († 2023)
- 22. Mai: Don Cupitt, englischer Religionsphilosoph und Gelehrter der christlichen Theologie († 2025)
- 22. Mai: Merry Anders, US-amerikanische Schauspielerin († 2012)

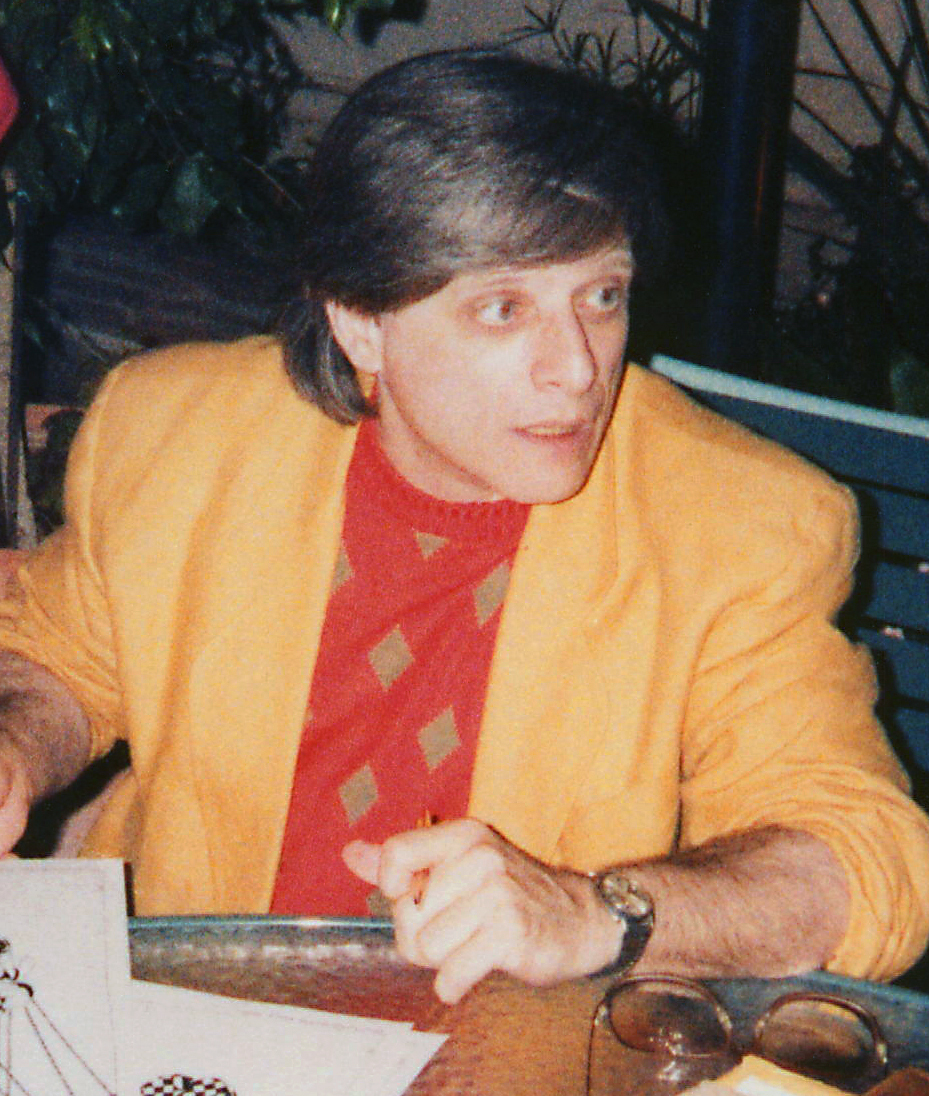
Harlan Ellison (1986)

- 23. Mai: Syd Millar, irischer Rugbyspieler und Vorsitzender des Weltverbands († 2023)
- 23. Mai: Robert Moog, Pionier der elektronischen Musik, Erfinder eines der ersten Synthesizer († 2005)
- 24. Mai: Edward Robert Adams, südafrikanischer Altbischof von Oudtshoorn
- 24. Mai: Nils Diederich, deutscher Politiker und Politikwissenschaftler
- 25. Mai: Eldar Asimsade, sowjetischer Fußballschiedsrichter († 2003)
- 25. Mai: Reinhard Franz, deutscher Fußballspieler († 2015)
- 26. Mai: Klaus König, deutscher Opernsänger († 2025)
- 27. Mai: Harlan Ellison, US-amerikanischer Autor († 2018)
- 27. Mai: Uwe Friedrichsen, deutscher Schauspieler, Hörbuch- und Synchronsprecher († 2016) Uwe Friedrichsen (2010)

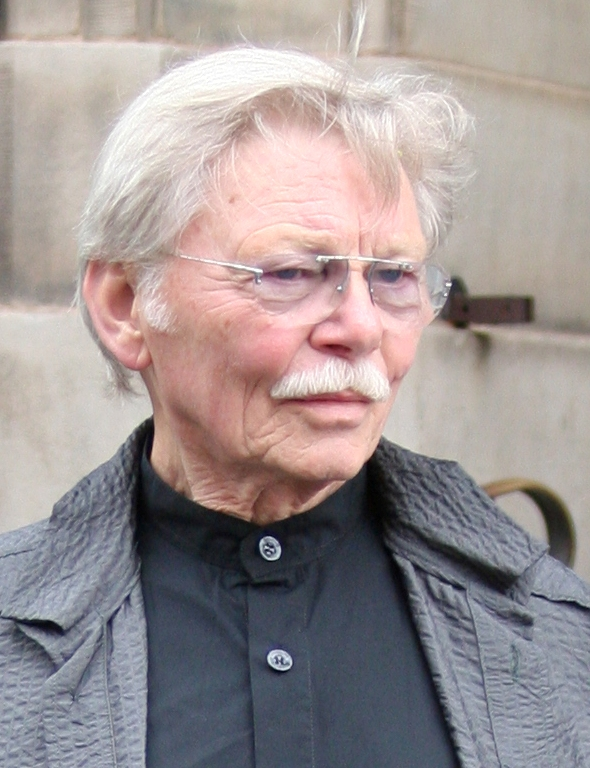
Uwe Friedrichsen (2010)

- 28. Mai: Gerhard Dahne, deutscher Publizist und Verleger († 2020)
- 28. Mai: Dionne-Fünflinge, die ersten bekannten überlebenden Fünflinge
- 29. Mai: Benjamin Patterson, US-amerikanischer Künstler († 2016)
- 29. Mai: Udo Proksch, deutscher Designer und Geschäftsmann, Krimineller († 2001)
- 29. Mai: Karl-Heinz Schäfer, deutscher Bauingenieur und Bauunternehmer († 2011)
- 29. Mai: Bill Vander Zalm, kanadischer Politiker
- 30. Mai: Alexei Leonow, sowjetischer Kosmonaut († 2019)
- 30. Mai: Kurt Arentz, deutscher Bildhauer († 2014)
- 30. Mai: Ekkehard Schneck, deutscher Kirchenmusiker († 2023)
- 30. Mai: Dieter Süverkrüp, deutscher Liedermacher († 2025)
- 31. Mai: Karl-Erik Welin, schwedischer Pianist, Organist und Komponist († 1992)

### Juni
- 01. Juni: Pat Boone, US-amerikanischer Sänger
- 01. Juni: Hermann Josef Pottmeyer, deutscher Fundamentaltheologe († 2023)
- 02. Juni: Josef Ammann, Schweizer Gegenwartskünstler
- 02. Juni: Karl-Heinz Feldkamp, deutscher Fußballspieler und Trainer
- 04. Juni: Vilhjálmur Einarsson, isländischer Leichtathlet († 2019)
- 04. Juni: Pierre Eyt, Erzbischof von Bordeaux und Kardinal († 2001)
- 04. Juni: Yaak Karsunke, deutscher Schriftsteller und Schauspieler († 2025)
- 05. Juni: Ulrich Immenga, deutscher Rechtswissenschaftler
- 05. Juni: Bill Moyers, US-amerikanischer Journalist († 2025)
- 05. Juni: Ralph Rumney, englischer Künstler († 2002)
- 06. Juni: Pedro Messone, chilenischer Sänger und Schauspieler († 2023)
- 06. Juni: Arto Salomaa, finnischer Informatiker und Mathematiker († 2025)
- 06. Juni: Taichi Yamada, japanischer Schriftsteller, Essayist und Drehbuchautor († 2023)

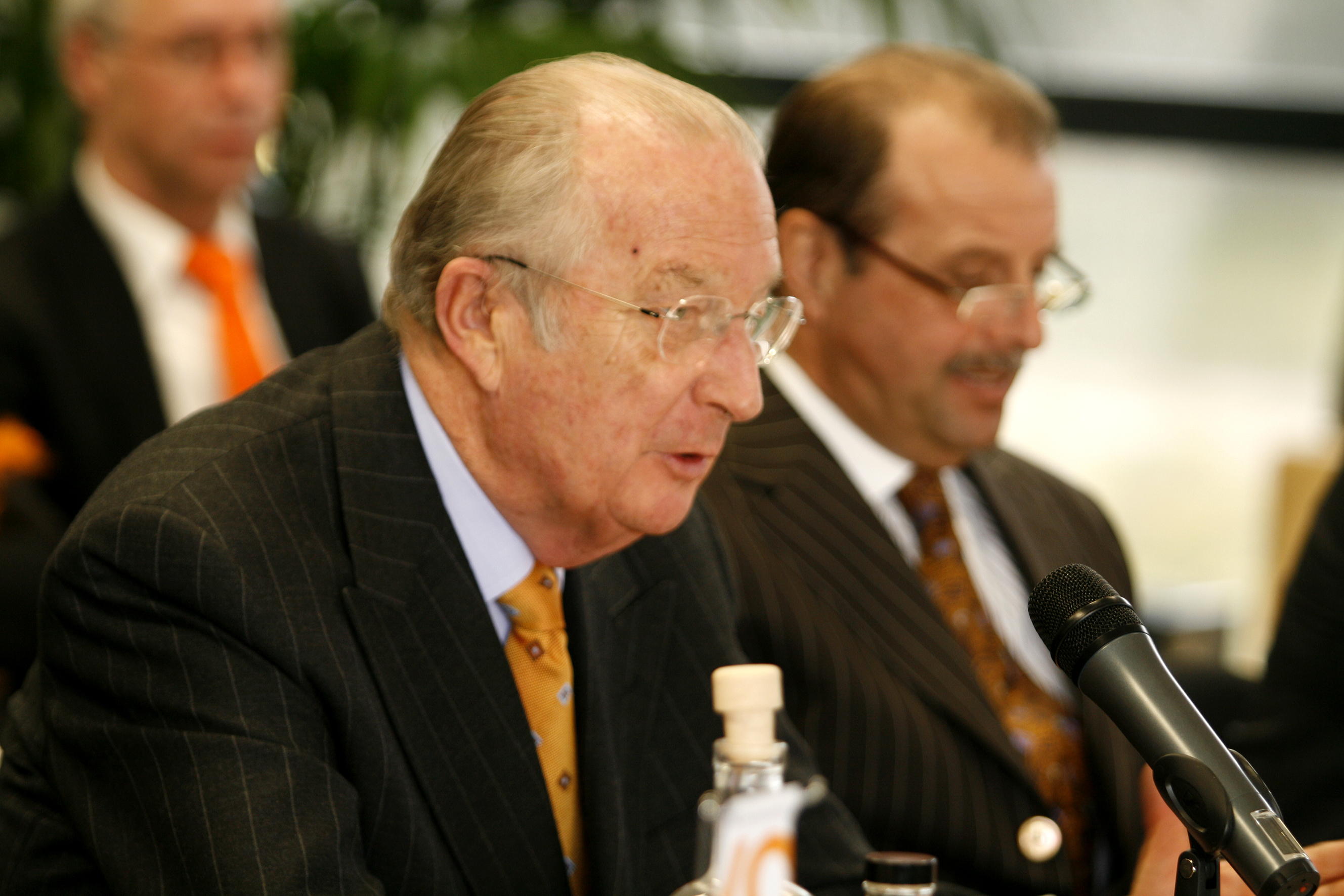
Albert II. von Belgien, 2010

- 06. Juni: Albert II., König von Belgien
- 07. Juni: Peter Monteverdi, Schweizer Autobauer und „Vater“ der Automarke Monteverdi († 1998)
- 07. Juni: Wynn Stewart, US-amerikanischer Country-Musiker († 1985)
- 08. Juni: Mikio Aoki, japanischer Politiker († 2023)
- 09. Juni: Dieter Haack, deutscher Politiker
- 09. Juni: Jackie Wilson, Rhythm-and-Blues- und Soul-Sänger († 1984)
- 10. Juni: Alois Mock, österreichischer Politiker († 2017)
- 10. Juni: Jürgen Spohn, deutscher Grafiker († 1992)
- 11. Juni: John da Silva, neuseeländischer Ringer und Boxer († 2021)
- 12. Juni: Winfried Scharlau, deutscher Journalist und Historiker († 2004)
- 13. Juni: Leonard Kleinrock, US-amerikanischer Computerwissenschaftler
- 14. Juni: Peter O. Chotjewitz, deutscher Schriftsteller und Jurist († 2010)
- 14. Juni: Gideon Rodan, US-amerikanischer Biochemiker und Osteopat († 2006)
- 14. Juni: Mieke Telkamp, niederländische Juristin und Sängerin († 2016)
- 15. Juni: Jan Berdyszak, polnischer Bildhauer, Maler, Installationskünstler, Kunsttheoretiker und -lehrer († 2014)

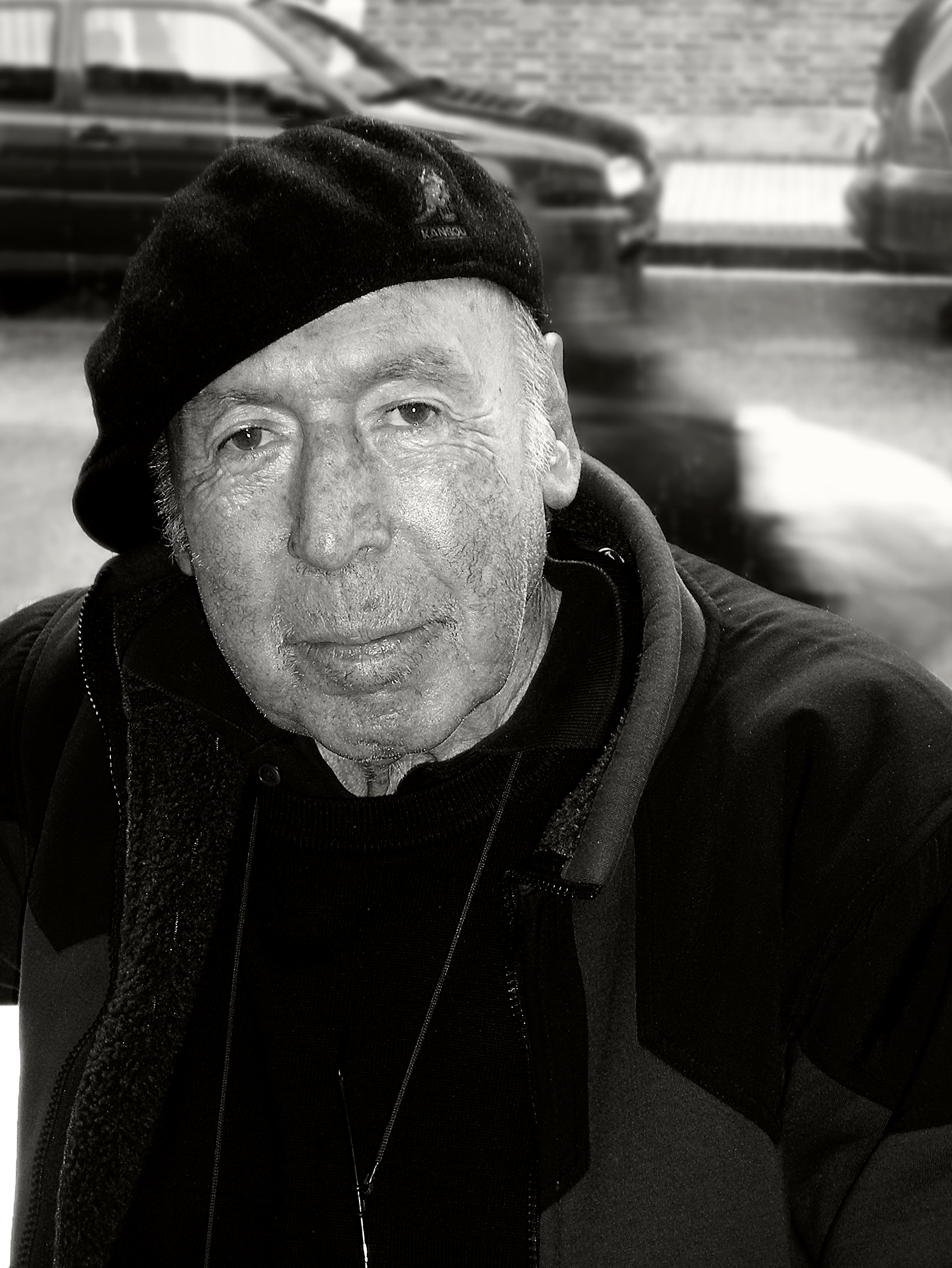
Mikel Laboa, 2007

- 15. Juni: Mikel Laboa, spanisch-baskischer Liedermacher und Gitarrist († 2008)
- 16. Juni: Eileen Atkins, britische Schauspielerin und Drehbuchautorin
- 16. Juni: Bill Cobbs, US-amerikanischer Schauspieler († 2024)
- 16. Juni: William F. Sharpe, US-amerikanischer Wirtschaftswissenschaftler
- 17. Juni: Peter Janssens, deutscher Komponist, Erfinder des Sacro Pop († 1998)
- 18. Juni: George Hearn, US-amerikanischer Musicaldarsteller
- 18. Juni: Mitsuteru Yokoyama, japanischer Manga-Zeichner († 2004)
- 19. Juni: Donald Bell, kanadischer Sänger und Gesangspädagoge
- 19. Juni: F. J. Bogner, deutscher Kabarettist und Schriftsteller († 2020)
- 19. Juni: Thomas Dieterich, Richter des Bundesverfassungsgerichts und Präsident des Bundesarbeitsgerichts († 2016)
- 20. Juni: Theodore M. Andersson, US-amerikanischer Mediävist
- 20. Juni: Wendy Craig, britische Schauspielerin
- 20. Juni: Heinz Edelmann, deutscher Illustrator und Grafikdesigner († 2009)
- 20. Juni: Wilhelm Kewenig, deutscher Politiker († 1993)
- 20. Juni: Georges Lemoine, französischer Politiker († 2025)
- 20. Juni: Kid Thomas, US-amerikanischer Blues- und Rock-’n’-Roll-Musiker
- 20. Juni: Rossana Podestà, italienische Filmschauspielerin († 2013)
- 20. Juni: Anne Sylvestre, französische Liedermacherin († 2020)
- 20. Juni: Cornel Țăranu, rumänischer Komponist († 2023)
- 21. Juni: Ken Matthews, britischer Leichtathlet († 2019)
- 22. Juni: Willie Adams, kanadischer Politiker
- 22. Juni: Paul Ambros, deutscher Eishockeyspieler († 2015)
- 22. Juni: Günter Ashauer, Leiter der Deutschen Sparkassenakademie († 2007)
- 22. Juni: Gerhard Neumann, deutscher Germanist († 2017)
- 22. Juni: Herbert Schimansky, Richter am Bundesgerichtshof von 1982 bis 1999
- 23. Juni: Ingrid Kötter, deutsche Kinder- und Jugendbuchautorin
- 24. Juni: Tommy Bridger, britischer Automobilrennfahrer († 1991)
- 24. Juni: Maria Carta, italienische Schauspielerin und Sängerin († 1994)
- 25. Juni: Rudolf Mühleisen, deutscher Fußballspieler
- 26. Juni: Dave Grusin, US-amerikanischer Filmkomponist und Jazzmusiker
- 26. Juni: Anatoli Iwanow, russischer Solo-Schlagzeuger, Komponist und Dirigent († 2012)
- 26. Juni: Josef Sommer, deutschamerikanischer Schauspieler
- 27. Juni: Peter Shaw Ashton, britischer Forstwissenschaftler und Hochschullehrer
- 27. Juni: Alberto Bevilacqua, italienischer Schriftsteller, Drehbuchautor und Filmregisseur († 2013)
- 28. Juni: Michael Artin, US-amerikanischer Mathematiker
- 28. Juni: Helmut Hesse, deutscher Ökonom († 2016)
- 29. Juni: Rudolf Dannhauer, deutscher Skilangläufer
- 30. Juni: Claus Anshof, deutscher Pädagoge und Historiker
- 30. Juni: C. N. R. Rao, indischer Chemiker
- 30. Juni: Ildegarda Taffra, italienische Skilangläuferin († 2020)

### Juli
- 01. Juli: Jamie Farr, US-amerikanischer Schauspieler
- 01. Juli: Sarah Jones, britische Tänzerin
- 01. Juli: Jean Marsh, britische Schauspielerin († 2025)
- 01. Juli: Sydney Pollack, US-amerikanischer Filmregisseur, -produzent und Schauspieler († 2008) Sydney Pollack, 2006

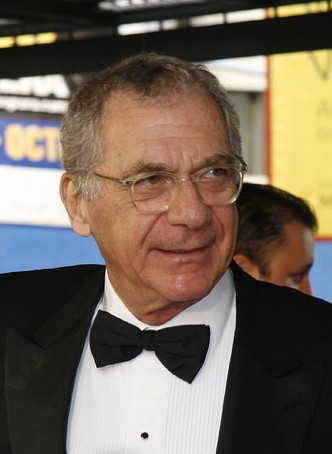
Sydney Pollack, 2006

- 01. Juli: Alicia Terzian, argentinische Komponistin
- 02. Juli: Camille Liénard, belgischer Bobfahrer († 2021)
- 02. Juli: Gio Batta Morassi, italienischer Geigenbauer († 2018)
- 03. Juli: Stefan Abadschiew, bulgarischer Fußballspieler und -trainer († 2024)
- 03. Juli: Manfred Bieler, deutscher Schriftsteller, Hörspiel- und Fernsehspielautor († 2002)
- 03. Juli: Sieghart Dittmann, deutscher Epidemiologe und Schachspieler
- 03. Juli: Christian Manen, französischer Komponist und Musikpädagoge († 2020)
- 03. Juli: Wolfgang Milde, deutscher Handschriftenwissenschaftler und Bibliotheksdirektor († 2011)
- 06. Juli: Günther Domenig, österreichischer Architekt († 2012)
- 06. Juli: Franz Xaver Kohlschein, deutscher römisch-katholischer Theologe († 2025)
- 06. Juli: René Urtreger, französischer Jazzpianist
- 06. Juli: Marta Valdés, kubanische Sängerin und Komponistin († 2024)
- 07. Juli: Vinko Globokar, jugoslawischer Posaunist und Komponist
- 07. Juli: Richard Taylor, britischer Politiker († 2024)
- 08. Juli: Edward D. DiPrete, US-amerikanischer Politiker († 2025)

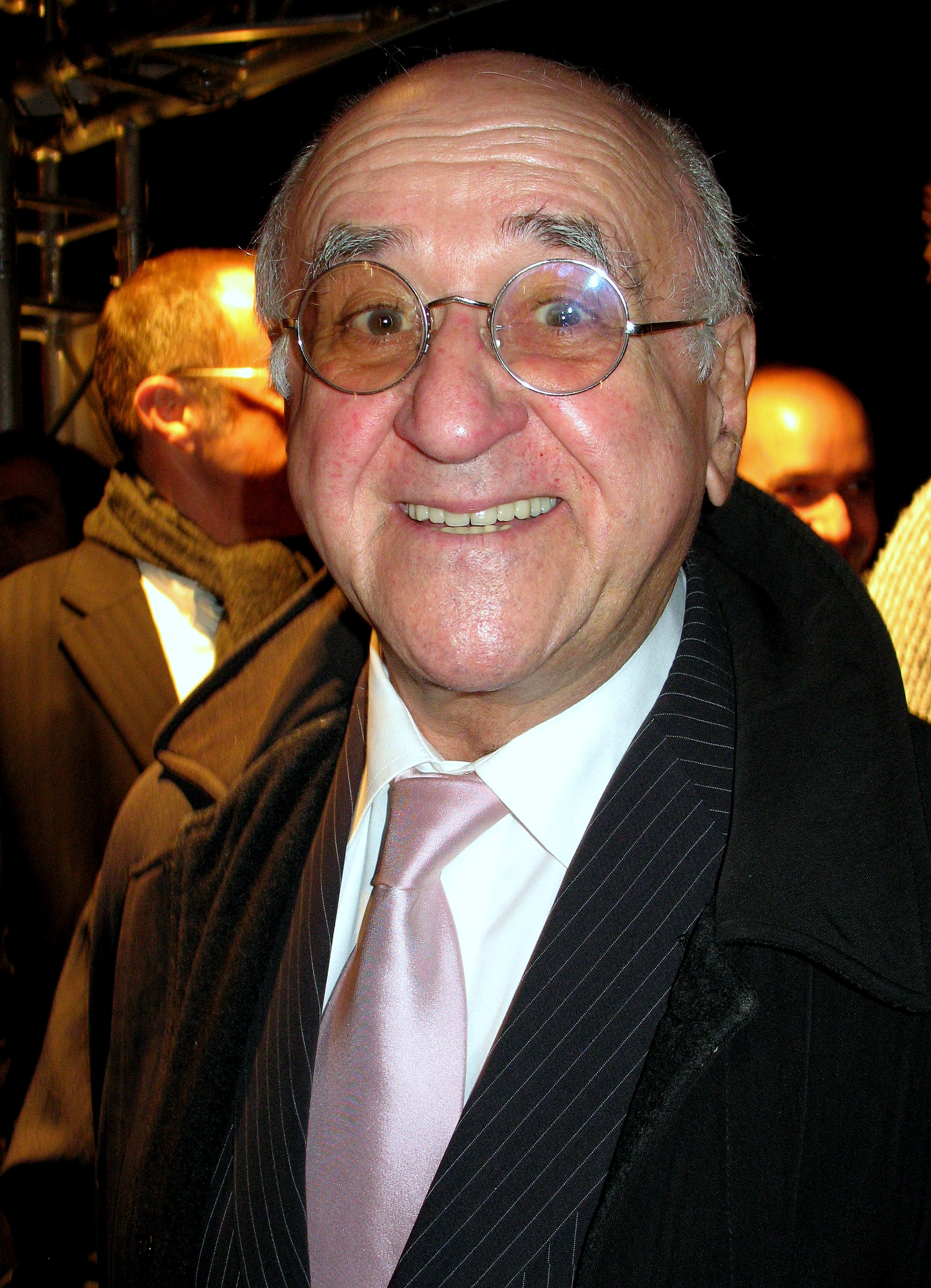
Alfred Biolek (2009)

- 08. Juli: Marty Feldman, britisch-US-amerikanischer Autor, Schauspieler und Regisseur († 1982)
- 08. Juli: Hinrich Schwenker, deutscher Handballspieler († 2005)
- 08. Juli: Rodney Stark, US-amerikanischer Religionssoziologe († 2022)
- 08. Juli: Walter Tilgner, deutscher Biologe, Naturfotograf und Tontechniker
- 09. Juli: Michael Graves, US-amerikanischer Architekt und Designer († 2015)
- 09. Juli: Pierre Perret, französischer Autor und Sänger
- 09. Juli: Arno Reinfrank, deutscher Schriftsteller, Publizist und Übersetzer († 2001)
- 10. Juli: Alfred Biolek, deutscher Talkshow-Moderator († 2021)
- 10. Juli: Lois Lilienstein, US-amerikanisch-kanadische Schauspielerin, Sängerin und Pianistin († 2015)
- 11. Juli: Giorgio Armani, italienischer Modeschöpfer Giorgio Armani, 2009

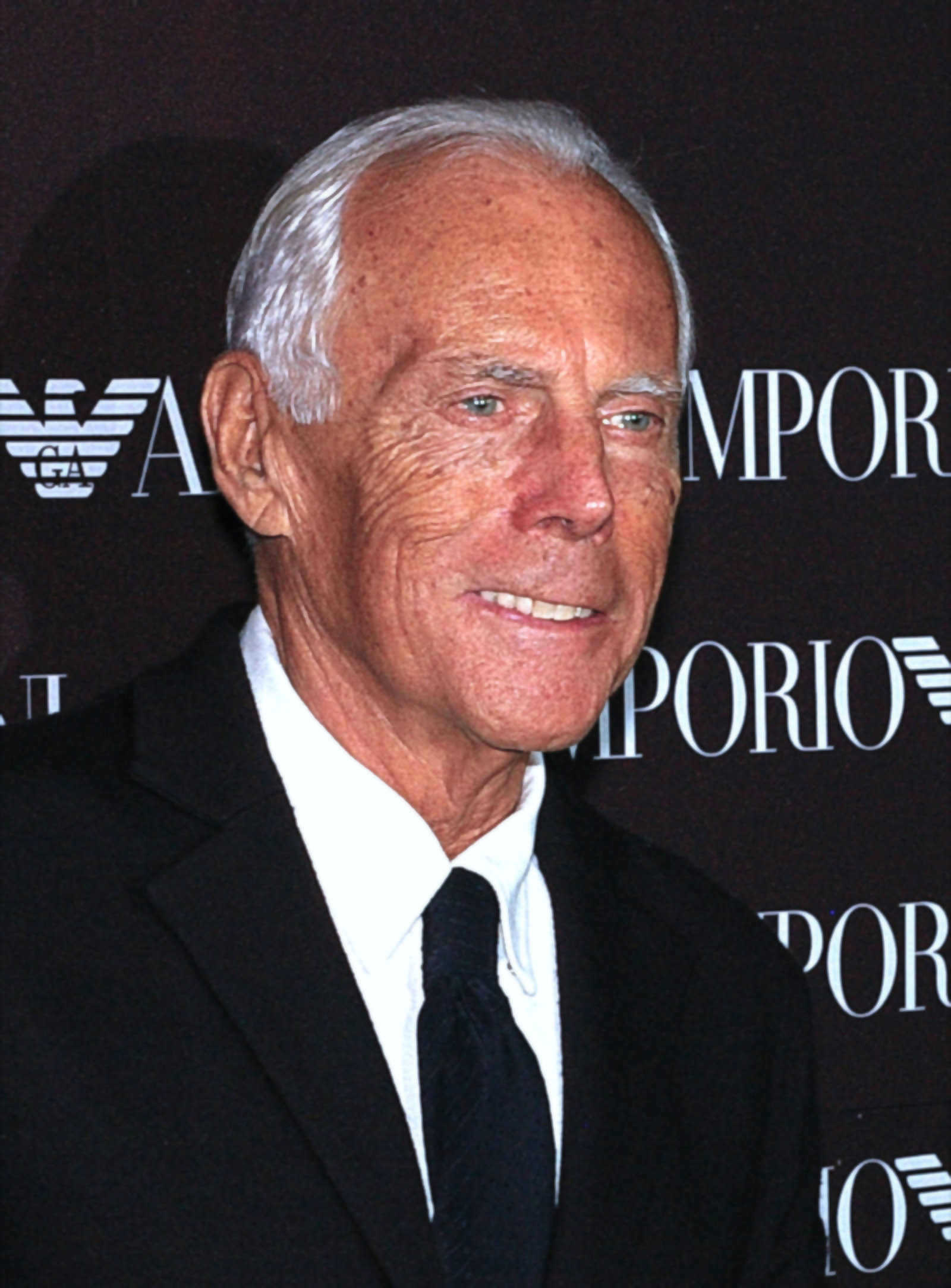
Giorgio Armani, 2009

- 11. Juli: Helen Cresswell, britische Schriftstellerin († 2005)
- 11. Juli: Teuvo Kohonen, finnischer Informatiker, Erfinder der Self-Organizing Maps († 2021)
- 11. Juli: Horst F. Pampel, badischer Heimatforscher († 2010)
- 12. Juli: Van Cliburn, US-amerikanischer Pianist († 2013)
- 13. Juli: Agnes Auffinger, deutsche Malerin und Bildhauerin († 2014)
- 13. Juli: Peter Bulthaup, deutscher Philosoph und Chemiker († 2004)
- 13. Juli: Wole Soyinka, nigerianischer Schriftsteller und Literaturnobelpreisträger
- 14. Juli: Lee Friedlander, US-amerikanischer Fotograf
- 14. Juli: Marcel Gotlieb, französischer Comiczeichner († 2016)
- 14. Juli: Ángel del Pozo, spanischer Schauspieler († 2025)
- 15. Juli: Harrison Birtwistle, britischer Komponist († 2022)
- 16. Juli: Albert Aguayo, argentinisch-kanadischer Neurowissenschaftler
- 16. Juli: Jean-François Leuba, Schweizer Jurist und Politiker († 2004)
- 17. Juli: Horst Auer, deutscher Architekt, Medailleur und Professor († 2007)
- 17. Juli: Philippe Capdenat, französischer Komponist und Musikpädagoge
- 17. Juli: Johanna Grund, deutsche Politikerin und Publizistin († 2017)
- 17. Juli: Gundolf Keil, deutscher Medizinhistoriker
- 17. Juli: Rainer Kirsch, deutscher Schriftsteller und Lyriker († 2015)
- 17. Juli: Hans-Joachim Rudolphi, deutscher Rechtswissenschaftler († 2009)
- 18. Juli: Edward Bond, britischer Dramatiker, Librettist, Sach- und Drehbuchautor († 2024)
- 18. Juli: Roger Reynolds, US-amerikanischer Komponist
- 20. Juli: Uwe Johnson, deutscher Schriftsteller († 1984)
- 20. Juli: Horst Stark, deutscher Schauspieler und Synchronsprecher
- 21. Juli: Américo Amorim, portugiesischer Unternehmer († 2017)
- 21. Juli: Jonathan Miller, britischer Theater- und Opernregisseur († 2019)
- 21. Juli: Ulrich Müther, deutscher Architekt († 2007)
- 21. Juli: Veronika Petrovici, plastische Chirurgin († 2023)
- 21. Juli: Ed Towns, US-amerikanischer Politiker
- 22. Juli: Raniero Cantalamessa, italienischer Ordenspriester und Kardinal
- 22. Juli: Louise Fletcher, US-amerikanische Schauspielerin († 2022)
- 22. Juli: Peter Selmer, deutscher Rechtswissenschaftler († 2022)
- 23. Juli: Héctor De Bourgoing, argentinisch-französischer Fußballer († 1993)
- 23. Juli: Steve Lacy, US-amerikanischer Jazz-Musiker und Sopransaxophonist († 2004)
- 23. Juli: Vlado Stenzel, jugoslawischer Handballspieler und -trainer
- 23. Juli: Tom Tjaarda, US-amerikanischer Fahrzeugdesigner († 2017)
- 24. Juli: Willie Davis, US-amerikanischer American-Football-Spieler und Unternehmer († 2020)
- 24. Juli: Horst Floth, deutscher Bobsportler († 2005)
- 26. Juli: Alpo Aho, finnischer Bandyspieler († 1983)
- 26. Juli: Anthony Gilbert, englischer Komponist und Musikpädagoge († 2023)
- 26. Juli: italienischer Geistlicher und römisch-katholischer Bischof († 2024)
- 26. Juli: Tommy McDonald, US-amerikanischer American-Football-Spieler († 2018)
- 27. Juli: Fabio de Jesús Morales Grisales, kolumbianischer römisch-katholischer Bischof († 2025)
- 27. Juli: Salvatore Rabbio, US-amerikanischer Perkussionist und Musikpädagoge
- 28. Juli: Brian May, australischer Komponist für Filmmusik († 1997)
- 29. Juli: Geert-Hinrich Ahrens, deutscher Rechtsanwalt und Diplomat
- 29. Juli: Bernard Aubertin, französischer Künstler († 2015)
- 29. Juli: Reiner Maria Gohlke, deutscher Manager
- 29. Juli: Albert Speer junior, deutscher Architekt und Stadtplaner († 2017)
- 30. Juli: Jürgen Haese, deutscher Regisseur und Drehbuchautor († 2025)
- 30. Juli: Engelbert Kraus, deutscher Fußballspieler († 2016)
- 30. Juli: André Prévost, kanadischer Komponist († 2001)
- 30. Juli: Siegfried Thiele, deutscher Lehrer, Autor und Publizist

### August
- 01. August: Hermann Baumann, deutscher Hornist († 2023)
- 01. August: Pit Krüger, deutscher Komiker, Sänger und Schauspieler († 2003)
- 01. August: Oskar Negt, deutscher Soziologe und Sozialphilosoph († 2024)
- 02. August: Waleri Bykowski, sowjetischer Kosmonaut († 2019)Waleri Bykowski (2008)

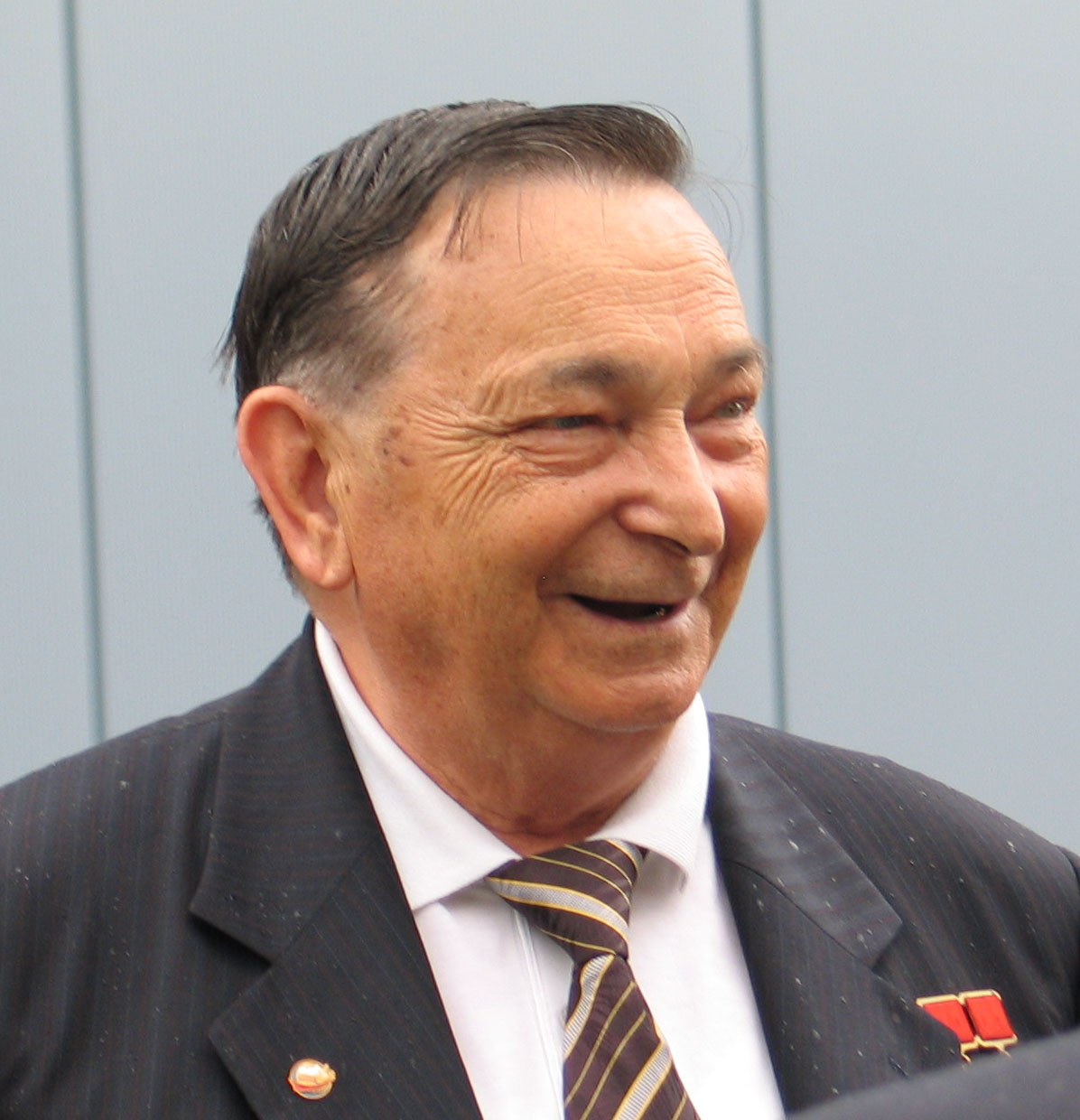
Waleri Bykowski (2008)

- 03. August: Jonas Savimbi, angolanischer Politiker und Gründer und Anführer der UNITA-Rebellen († 2002)
- 04. August: Andrea Bodó, ungarische Turnerin († 2022)
- 05. August: Giovanni Anselmo, italienischer Bildhauer und Objektkünstler († 2023)
- 05. August: Wendell Berry, US-amerikanischer Dichter, Landwirt und Umweltaktivist
- 05. August: Vern Gosdin, US-amerikanischer Country-Sänger († 2009)
- 06. August: Piers Anthony, englischer Schriftsteller
- 06. August: Chris Bonington, britischer Bergsteiger
- 06. August: Diane DiPrima, US-amerikanische Schriftstellerin († 2020)
- 07. August: Steve Ihnat, US-amerikanischer Schauspieler, Drehbuchautor und Regisseur († 1972)
- 07. August: Richard Levinson, US-amerikanischer Filmproduzent und Drehbuchautor († 1987)
- 07. August: Dieter Schlesak, deutscher Schriftsteller († 2019)
- 08. August: Kaplan Burović, albanischer Schriftsteller und Journalist († 2022)
- 08. August: Cláudio Hummes, Erzbischof von São Paulo und Kardinal der römisch-katholischen Kirche († 2022)
- 09. August: Colin Buchanan, britischer anglikanischer Bischof und Theologe († 2023)
- 10. August: Ludwig Elm, deutscher Politiker, MdB
- 11. August: Erika Áts, ungarische Dichterin, Übersetzerin und Redakteurin († 2020)
- 11. August: Carmelo Mesa-Lago, kubanisch-US-amerikanischer Wirtschaftswissenschaftler
- 12. August: Arnold Angenendt, deutscher Theologe und Kirchenhistoriker († 2021)
- 14. August: Franco Costa, italienischer Maler und Kostümbildner († 2015)
- 14. August: Vernon Dobtcheff, französischer Schauspieler
- 14. August: Gábor Novák, ungarischer Kanute († 2021)
- 16. August: Donnie Dunagan, US-amerikanischer Kinderdarsteller
- 16. August: Carl-Åke Ljung, schwedischer Kanute († 2023)
- 16. August: Jean Löring, deutscher Fußballfunktionär und Mäzen († 2005)
- 16. August: Gottfried Müller, Minister für Medienpolitik der DDR
- 16. August: Pierre Richard, französischer Schauspieler
- 17. August: Marian Borkowski, polnischer Komponist, Pianist, Musikwissenschaftler und -pädagoge
- 17. August: Dako Radošević, jugoslawischer Leichtathlet († 2021)
- 18. August: Louis Giani, US-amerikanischer Ringer († 2021)
- 18. August: Rafer Johnson, US-amerikanischer Leichtathlet († 2020)
- 18. August: Michael May, Schweizer Automobilrennfahrer
- 19. August: David Durenberger, US-amerikanischer Politiker († 2023)
- 19. August: Ronald Jones, britischer Sprinter und Fußballfunktionär († 2021)
- 19. August: Renée Richards, US-amerikanische Tennisspielerin
- 20. August: Ernst-Jürgen Dreyer, deutscher Schriftsteller, Dramatiker, Übersetzer und Musikwissenschaftler († 2011)
- 20. August: Frieda Grafe, deutsche Filmkritikerin, Filmessayistin und Übersetzerin († 2002)
- 20. August: Armi Kuusela, finnisches Model und Schauspielerin

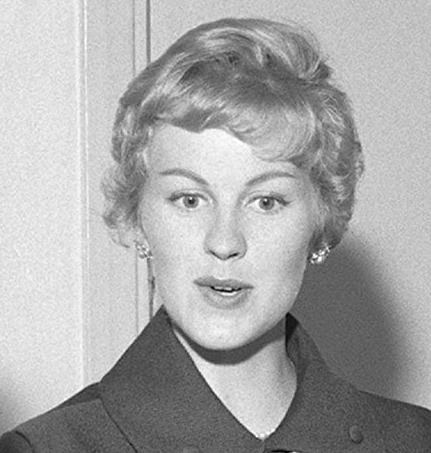
Armi Kuusela (1959)

- 20. August: Arno Surminski, deutscher Schriftsteller
- 21. August: Gennadi Aigi, tschuwaschischer Lyriker († 2006)
- 21. August: John Lewis Hall, US-amerikanischer Physiker
- 21. August: Simon Phillips, britischer Automobilrennfahrer († 2013)
- 21. August: Ferenc Stámusz, ungarischer Radrennfahrer († 2022)
- 22. August: Volker Beuthien, deutscher Rechtswissenschaftler
- 22. August: Hartmut Boockmann, deutscher Historiker († 1998)
- 22. August: John Chowning, US-amerikanischer Komponist und Musikpädagoge und Pionier der digitalen Musik
- 22. August: Norman Schwarzkopf, US-amerikanischer General († 2012)Norman Schwarzkopf (1988)

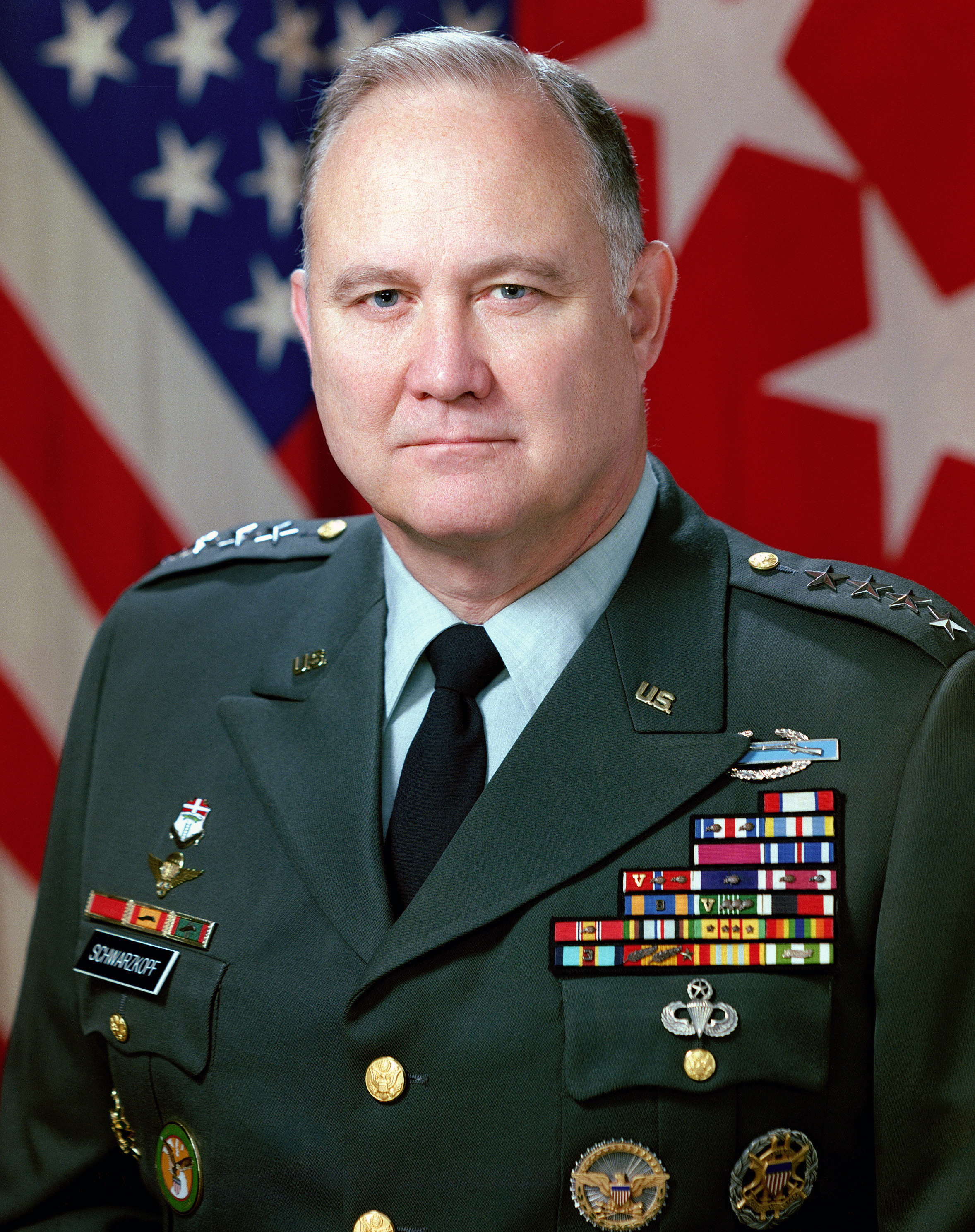
Norman Schwarzkopf (1988)

- 23. August: Carlos Amigo Vallejo, Erzbischof von Sevilla und Kardinal († 2022)
- 23. August: Flavio Emoli, italienischer Fußballspieler († 2015)
- 23. August: Sonny Jurgensen, US-amerikanischer American-Football-Spieler
- 23. August: Raul de Souza, brasilianischer Jazz-Musiker († 2021)
- 24. August: Kenny Baker, britischer Schauspieler († 2016)
- 25. August: Zilda Arns, brasilianische Medizinerin († 2010)
- 25. August: Ali Akbar Hāschemi Rafsandschāni, iranischer Geistlicher und Politiker († 2017)
- 25. August: Dietrich Unkrodt, deutscher Tubist und Kontrabassist († 2006)
- 26. August: Ugo Amaldi, italienischer experimenteller Physiker
- 26. August: Paul Gauselmann, deutscher Unternehmer
- 26. August: Peter Wolf, deutscher Jurist und Bundeswehrdisziplinaranwalt
- 28. August: Michele Di Ruberto, italienischer römisch-katholischer Kurienerzbischof († 2025)
- 28. August: Leander Petzoldt, deutscher Volkskundler († 2024)
- 29. August: Steve Arneil, britischer Budoka († 2021)
- 29. August: Henrique de Curitiba, polnisch-brasilianischer Komponist († 2008)
- 29. August: Horst Szymaniak, deutscher Fußballspieler († 2009)
- 30. August: Richard Grathoff, Phänomenologe und Professor Emeritus für Soziologie († 2013)
- 30. August: Baloo Gupte, indischer Cricketspieler († 2005)
- 31. August: Helmut Wahler, deutscher Fußballspieler

### September
- 01. September: Paolo Sardi, italienischer Kurienkardinal († 2019)
- 01. September: Horst Callies, deutscher Althistoriker
- 02. September: Allen Carr, britischer Schriftsteller († 2006)
- 02. September: Dieter Clauß, deutscher General
- 03. September: Mundito Espinal, dominikanischer Journalist, Moderator und Komponist († 2015)
- 03. September: Freddie King, US-amerikanischer Bluesmusiker († 1976)
- 04. September: Guy-Claude Burger, Schweizer Musiker und Physiker
- 04. September: Clive W. J. Granger, britischer Wirtschaftswissenschaftler († 2009)
- 04. September: Engelbert Kliemstein, österreichischer Künstler († 1961)
- 04. September: Jan Švankmajer, tschechischer Filmemacher
- 05. September: Juri Afanassjew, russischer Historiker und Politiker († 2015)
- 05. September: Don Chandler, US-amerikanischer American-Football-Spieler († 2011)
- 05. September: Paul Josef Cordes, deutscher Erzbischof und Präsident des päpstlichen Rates Cor Unum († 2024)Paul Josef Kardinal Cordes

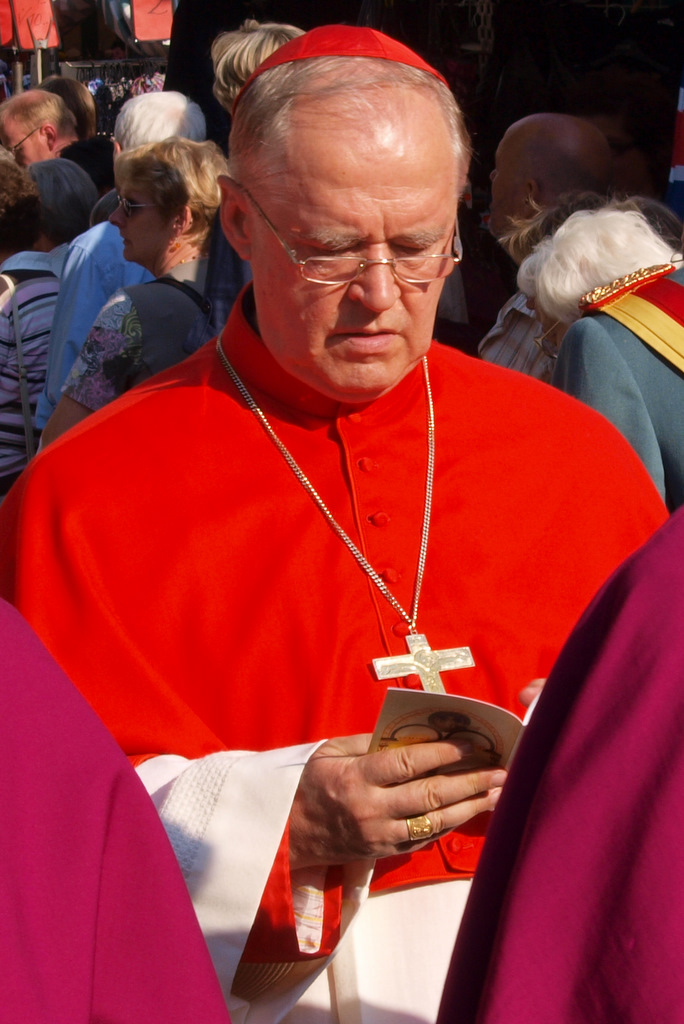
Paul Josef Kardinal Cordes

- 05. September: Ricardo de la Espriella Toral, 37. Präsident von Panama
- 07. September: Mary Bauermeister, deutsche Künstlerin († 2023)
- 07. September: Omar Karami, libanesischer Politiker († 2015)
- 07. September: Waldo de los Ríos, argentinischer Pianist, Orchesterleiter, Arrangeur und Komponist († 1977)
- 07. September: Little Milton, US-amerikanischer Blues-Musiker († 2005)
- 07. September: Wolfgang Unterzaucher, österreichischer Schauspieler († 2021)
- 08. September: Peter Maxwell Davies, britischer Komponist († 2016)
- 09. September: Arnim Basche, deutscher Sportjournalist und Moderator († 2021)
- 10. September: Roger Maris, US-amerikanischer Baseballspieler († 1985)
- 11. September: Norma Croker, australische Leichtathletin († 2019)
- 12. September: Tesfamariam Bedho, eritreischer Bischof († 2002)
- 12. September: Glenn Davis, US-amerikanischer Leichtathlet († 2009)
- 13. September: William Woolsey, US-amerikanischer Schwimmer († 2022)
- 14. September: Sarah Kofman, französische Philosophin († 1994)
- 14. September: Kate Millett, US-amerikanische Schriftstellerin und Feministin († 2017)
- 14. September: Don Walser, US-amerikanischer Countrymusiker († 2006)
- 15. September: Fob James, US-amerikanischer Politiker
- 16. September: Elgin Baylor, US-amerikanischer Basketballspieler († 2021)
- 16. September: Pierre Bergé, französischer Experimentalphysiker († 1997)
- 16. September: Reinhard Döhl, deutscher Literatur- und Medienwissenschaftler, Autor und Künstler († 2004)
- 16. September: Ronnie Drew, irischer Sänger und Gitarrist († 2008)

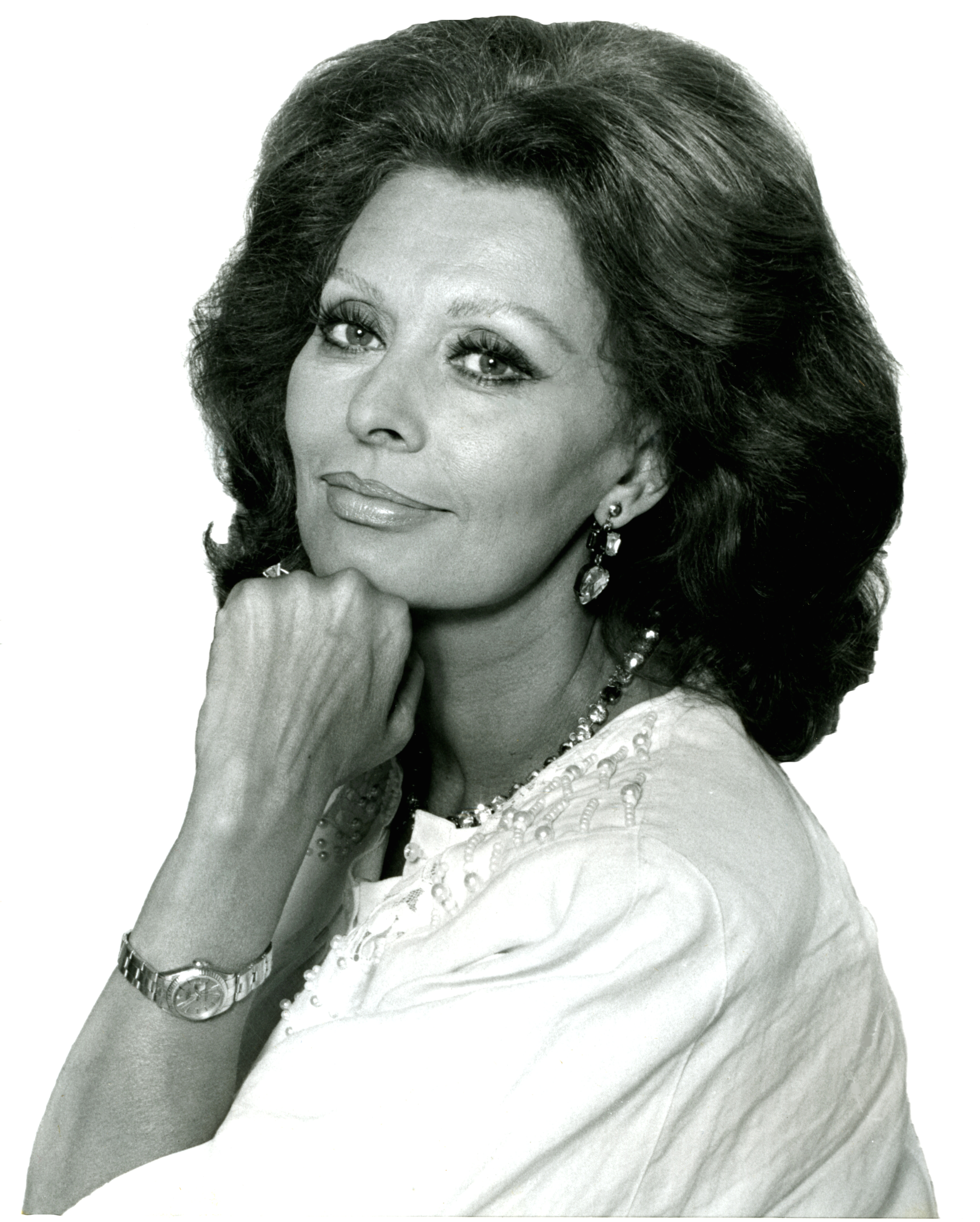
Sophia Loren, 1986

- 16. September: Hans A. Engelhard, deutscher Politiker († 2008)
- 16. September: Jakup Mato, albanischer Literaturkritiker († 2005)
- 17. September: Maureen Connolly, US-amerikanische Tennisspielerin († 1969)
- 17. September: Valda Osborn, britische Eiskunstläuferin († 2022)
- 18. September: Dieter Stolte, deutscher Journalist und TV-Intendant († 2023)
- 19. September: Horst Arndt, deutscher Ruderer († 2014)
- 19. September: Brian Epstein, britischer Geschäftsmann, Manager der Beatles († 1967)
- 20. September: John Earls Dalton, australischer Professor für Kultur- und Sozialanthropologie
- 20. September: Sophia Loren, italienische Filmschauspielerin

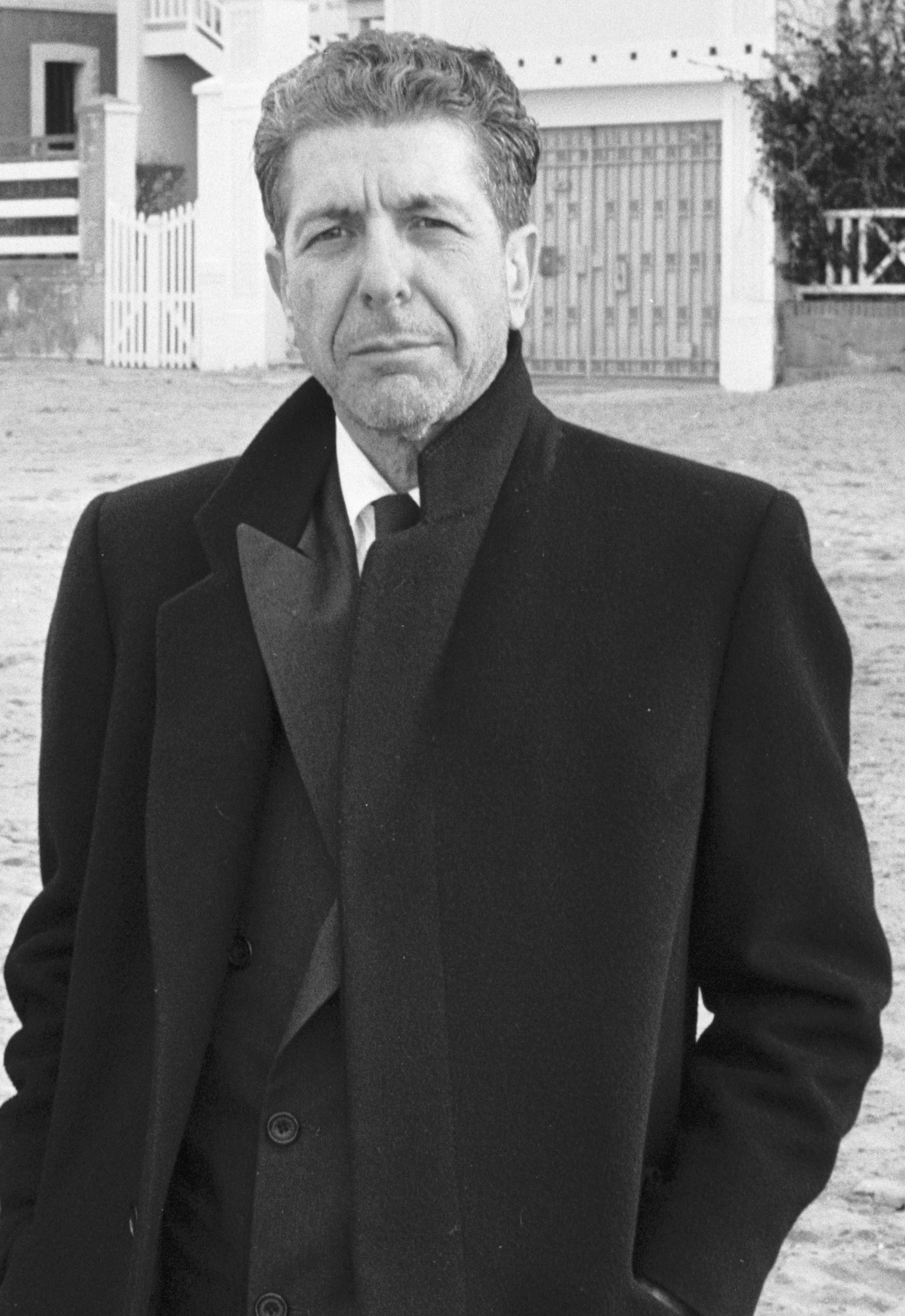
Leonard Cohen, 1988

- 20. September: Eberhard Stanjek, deutscher Sportjournalist, Moderator der ARD-Sportschau († 2001)
- 21. September: Jean Spencer Ashbrook, US-amerikanische Politikerin
- 21. September: Leonard Cohen, kanadischer Schriftsteller, Komponist und Sänger († 2016)
- 22. September: Akira Abe, japanischer Schriftsteller († 1989)
- 22. September: Nuscha de Archer, deutsche Kostümbildnerin
- 22. September: Lute Olson, US-amerikanischer Basketballtrainer († 2020)
- 22. September: Ornella Vanoni, italienische Schauspielerin und Sängerin
- 22. September: Rolf Zischeck, deutscher Fußball- und Handballspieler († 2012)
- 23. September: Per Olov Enquist, schwedischer Schriftsteller und Journalist († 2020)
- 23. September: Rolf Kosiek, deutscher Naturwissenschaftler, Publizist und Politiker († 2023)
- 23. September: Gino Paoli, italienischer Cantautore
- 23. September: Franc Kardinal Rodé, slowenischer Kurienkardinal
- 23. September: Fisher Tull, US-amerikanischer Komponist und Musikpädagoge († 1994)

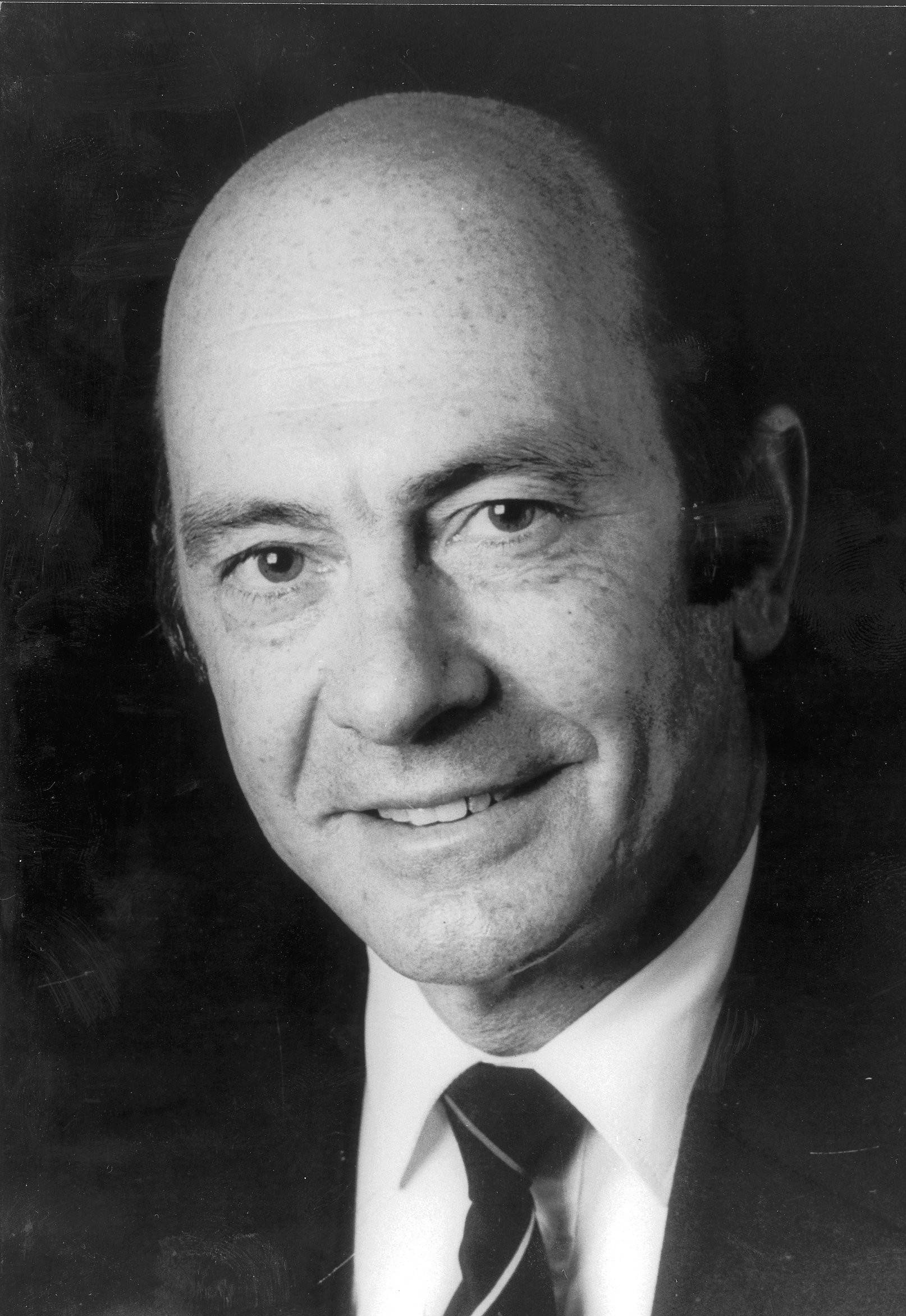
Manfred Wörner, 1982

- 24. September: Edgardo Angara, philippinischer Politiker († 2018)
- 24. September: John Brunner, britischer Science-Fiction-Autor († 1995)
- 24. September: Arne Carlson, US-amerikanischer Politiker
- 24. September: Yasutaka Tsutsui, japanischer Schriftsteller
- 24. September: Manfred Wörner, deutscher Politiker († 1994)
- 25. September: John S. Bull, US-amerikanischer Raumfahreranwärter († 2008)
- 26. September: Dick Heckstall-Smith, britischer Musiker, Saxophonist († 2004)
- 27. September: Wilford Brimley, US-amerikanischer Schauspieler († 2020)
- 27. September: Claude Jarman junior, US-amerikanischer Filmschauspieler († 2025)
- 27. September: Edward Meeks, französischer Schauspieler († 2022)
- 28. September: Brigitte Bardot, französische SchauspielerinBrigitte Bardot, 1968

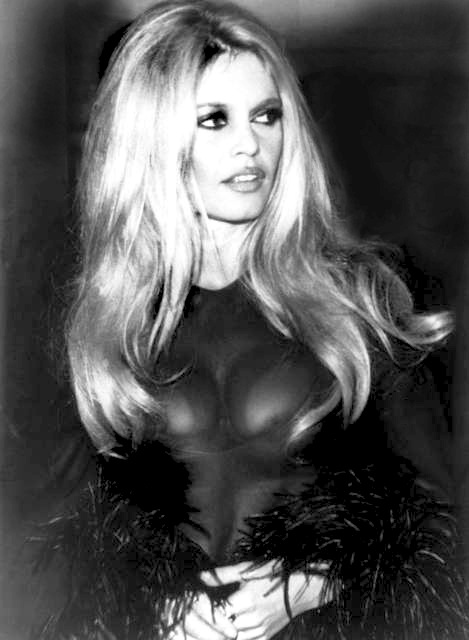
Brigitte Bardot, 1968

- 28. September: René Libeer, französischer Boxer († 2006)
- 29. September: Helmut Kapitulski, deutscher Fußballspieler
- 30. September: Alan A’Court, englischer Fußballspieler († 2009)
- 30. September: Zdena Frýbová, tschechische Schriftstellerin († 2010)
- 30. September: Udo Jürgens, österreichischer Sänger und Liedermacher († 2014)

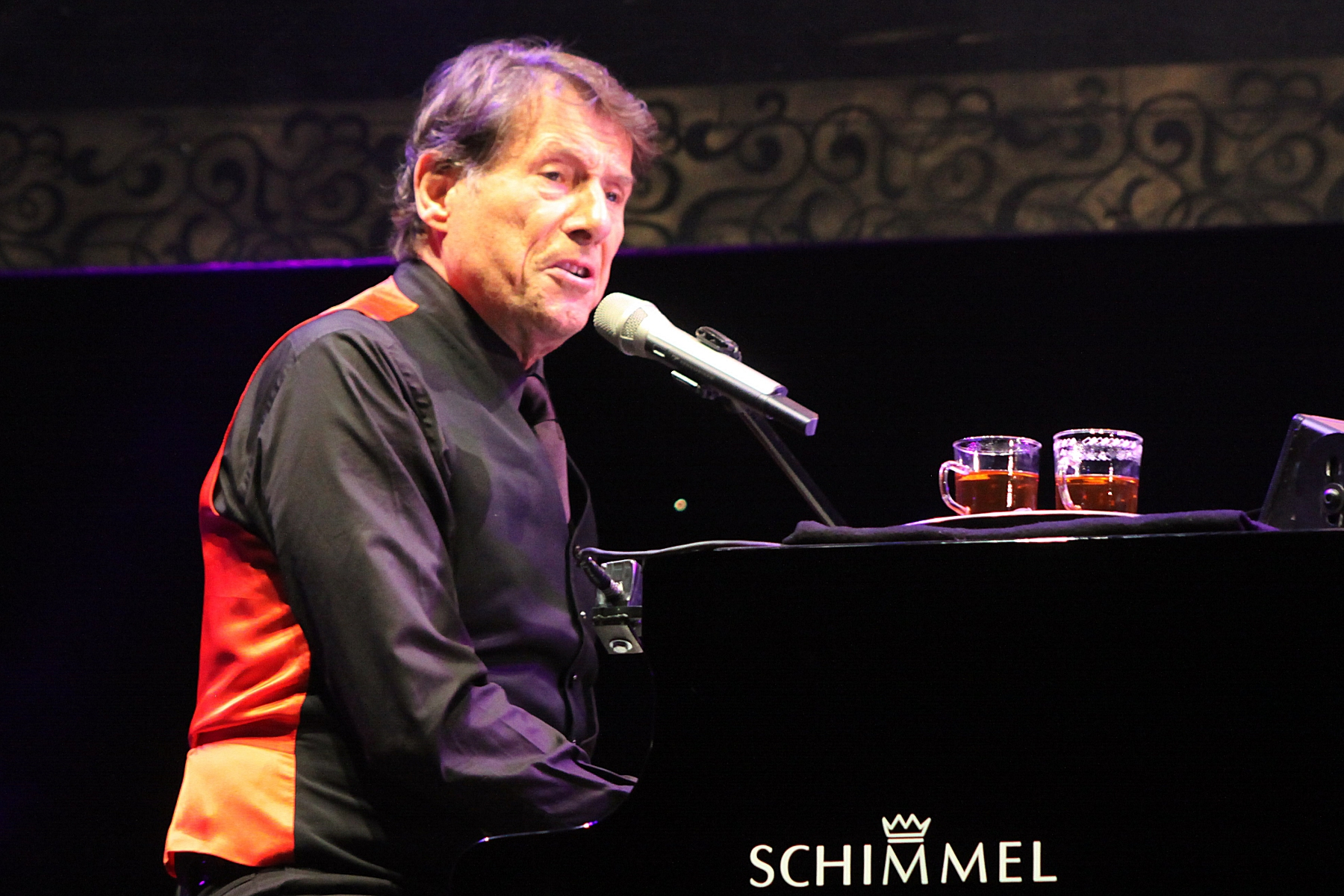
Udo Jürgens, 2006

- 30. September: Anna Kashfi, US-amerikanische Filmschauspielerin († 2015)

### Oktober
- 01. Oktober: Petar Radenković, serbischer Fußballtorwart
- 02. Oktober: Klaus Schnädelbach, deutscher Geodät
- 03. Oktober: Eugene Koffi Adoboli, togoischer Politiker († 2025)
- 03. Oktober: Jerry Apodaca, US-amerikanischer Politiker († 2023)
- 03. Oktober: Benjamin Boretz, US-amerikanischer Komponist und Musikpädagoge, -theoretiker und -kritiker
- 04. Oktober: Sam Huff, US-amerikanischer American-Football-Spieler († 2021)
- 05. Oktober: Robert T. Anderson, US-amerikanischer Organist und Musikpädagoge († 2009)
- 05. Oktober: Nikolai Durakow, russischer Bandyspieler († 2024)
- 06. Oktober: Bernd-Jürgen Wendt, deutscher Historiker († 2025)
- 07. Oktober: Feliksas Bajoras, litauischer Komponist
- 07. Oktober: Amiri Baraka, US-amerikanischer Lyriker, Dramatiker, Musikkritiker und Prosaautor († 2014) Amiri Baraka (Mitte)

Amiri Baraka (Mitte)

- 07. Oktober: Jean-Claude Briavoine, französischer Automobilrennfahrer
- 07. Oktober: Ulrike Meinhof, deutsche Journalistin und Terroristin, Mitbegründerin der RAF († 1976)
- 08. Oktober: Dietrich Höffler, deutscher Mediziner und Professor († 2020)
- 09. Oktober: Abdullah Ibrahim, südafrikanischer Pianist und Komponist
- 09. Oktober: Johnny Jay, US-amerikanischer Rockabilly-Musiker
- 10. Oktober: Karl Clauss Dietel, deutscher Künstler und Präsident des Verbandes Bildender Künstler der DDR († 2022)
- 10. Oktober: Kunie Iwahashi, japanische Schriftstellerin († 2014)
- 11. Oktober: Luis Héctor Villalba, argentinischer Erzbischof
- 11. Oktober: Paul Vollmar, deutscher Ordensgeistlicher, Weihbischof († 2021)
- 12. Oktober: Oğuz Atay, türkischer Schriftsteller († 1977)
- 12. Oktober: Richard Meier, US-amerikanischer Architekt
- 12. Oktober: Klaus Offerhaus, Präsident des Bundesfinanzhofs (1994–1999) († 2019)
- 12. Oktober: Gregorio Pérez Companc, argentinischer Unternehmer († 2024)
- 13. Oktober: Roland Gräf, deutscher Regisseur der DEFA († 2017)
- 13. Oktober: Alain Margoni, französischer Komponist
- 13. Oktober: Nana Mouskouri, griechische Sängerin Nana Mouskouri, 2012

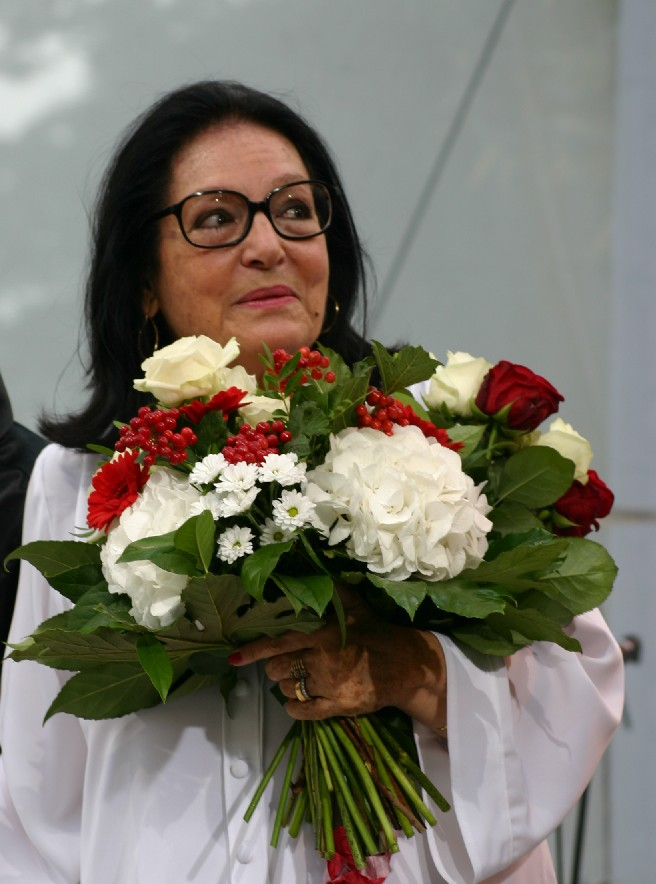
Nana Mouskouri, 2012

- 13. Oktober: Dieter Wien, deutscher Schauspieler
- 13. Oktober: Dieter Franke, deutscher Schauspieler († 1982)
- 16. Oktober: Peter Ashdown, britischer Automobilrennfahrer
- 16. Oktober: Dave Heinz, US-amerikanischer Automobilrennfahrer († 1992)
- 16. Oktober: Rolf Geiger, deutscher Fußballspieler († 2023)
- 17. Oktober: Christian Bruhn, deutscher Komponist, Arrangeur und Songschreiber
- 17. Oktober: Alan Garner, britischer Fantasyautor
- 17. Oktober: Shirley Cotton, australische Leichtathletin († 2022)
- 17. Oktober: Johnny Haynes, englischer Fußballspieler († 2005)
- 17. Oktober: Digne Meller Marcovicz, deutsche Fotografin und Fotojournalistin († 2014)
- 17. Oktober: Rico Rodriguez, jamaikanischer Posaunist und Komponist († 2015)
- 17. Oktober: Jörg Schlaich, deutscher Bauingenieur und Hochschullehrer († 2021)
- 18. Oktober: Leticia Daneri, argentinische Cantautora
- 18. Oktober: Renna Kellaway, britische Pianistin und Musikpädagogin († 2024)
- 18. Oktober: Berit Lindholm, schwedische Opernsängerin, Sopran († 2023)
- 18. Oktober: Dorothea Rockburne, kanadische Malerin
- 19. Oktober: John Clarke, kanadischer Segler († 2022)
- 19. Oktober: Yakubu Gowon, nigerianischer Staatspräsident
- 19. Oktober: Eva-Maria Hagen, deutsche Schauspielerin, Sängerin, Malerin und Autorin († 2022)
- 20. Oktober: Karl-Eduard von Kospoth, deutscher Brigadegeneral der Luftwaffe der Bundeswehr
- 20. Oktober: Michiko Shōda, emeritierte Kaiserin von Japan
- 22. Oktober: Zoltán Friedmanszky, ungarischer Fußballspieler und -trainer († 2022)
- 22. Oktober: Julio Jiménez, spanischer Radrennfahrer († 2022)
- 24. Oktober: Samuel Bonis, US-amerikanischer Geologe und Vulkanologe
- 24. Oktober: Jean-Baptiste Gourion, algerischer römisch-katholischer Weihbischof († 2005)
- 24. Oktober: Ute Quast, deutsche Medizinerin und Sachbuchautorin
- 25. Oktober: Carlos Sherman, belarussisch-spanischer Übersetzer und Schriftsteller († 2005)
- 26. Oktober: Karl-Heinz Bleiel, deutscher Brigadegeneral der Bundeswehr und Militärgeograph († 2008)
- 26. Oktober: Erika Karasek, deutsche Volkskundlerin
- 26. Oktober: Jacques Loussier, französischer Pianist und Komponist († 2019)
- 26. Oktober: Peter Marginter, österreichischer Autor und Übersetzer († 2008)
- 26. Oktober: Ulrich Plenzdorf, deutscher Schriftsteller, Drehbuchautor und Dramaturg († 2007)
- 26. Oktober: Ferenc Rados, ungarischer Pianist († 2025)
- 26. Oktober: Hans-Joachim Roedelius, deutscher Musiker
- 26. Oktober: Karl Senne, deutscher Fernsehmoderator († 2022)
- 27. Oktober: Barre Phillips, US-amerikanischer Jazz-Bassist († 2024)
- 28. Oktober: Douglas Tate, britischer Mundharmonikaspieler, Mundharmonikahersteller, -händler und Fachbuchautor († 2005)
- 29. Oktober: Yves Cornière, französischer Kirchenmusiker und Komponist († 2011)
- 30. Oktober: Frans Brüggen, niederländischer Dirigent und Flötist († 2014)
- 30. Oktober: Hamilton Camp, US-amerikanischer Schauspieler, Sänger und Songschreiber († 2005)
- 31. Oktober: Margaretha Ambler, schwedische Prinzessin
- 31. Oktober: Wilhelm Buckermann, deutscher Kommunalpolitiker († 2004)

### November
- 01. November: Umberto Agnelli, italienischer Unternehmer († 2004)
- 01. November: Herbert Binder, deutscher Fußballspieler
- 01. November: Klaus Richtzenhain, deutscher Leichtathlet Klaus Richtzenhain († 2025)

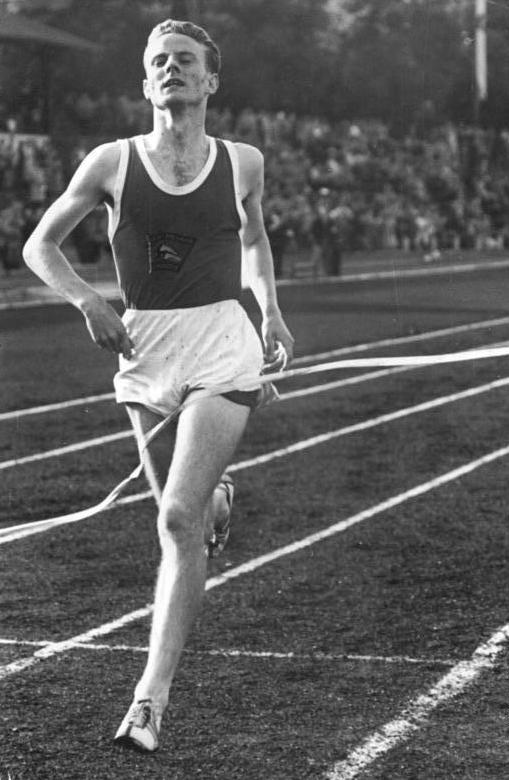
Klaus Richtzenhain

- 02. November: Joseph E. Brennan, US-amerikanischer Politiker († 2024)
- 02. November: Ken Rosewall, australischer Tennisspieler
- 03. November: Raul Donazar Calvet, brasilianischer Fußballspieler († 2008)
- 04. November: Judith Herzberg, niederländische Schriftstellerin
- 05. November: Simon Achidi Achu, kamerunischer Premierminister († 2021)
- 05. November: Peter van Rensen, deutscher Brigadegeneral
- 05. November: Stephan Thernstrom, US-amerikanischer Historiker († 2025)
- 06. November: Björn Walden, schwedischer Rennrodler und Sportfunktionär († 2009)
- 07. November: Annemarie Brodhagen, deutsche Fernsehmoderatorin
- 08. November: Friedrich Adolphi, deutscher Politiker († 2014)
- 08. November: Hans Antonsson, schwedischer Ringer († 2021)
- 08. November: Ursel Fiedler, deutsche Tischtennisspielerin
- 08. November: Lothar Milde, deutscher Leichtathlet
- 08. November: Melitón Sánchez Rivas, panamaischer Sportfunktionär
- 09. November: Juan Luis Buñuel, Film- und Fernsehregisseur († 2017)
- 09. November: Ingvar Carlsson, schwedischer Premierminister
- 09. November: Elmar Pieroth, deutscher Politiker und Berliner Wirtschaftssenator (CDU) († 2018)
- 09. November: Carl Sagan, US-amerikanischer Astronom und Schriftsteller († 1996)

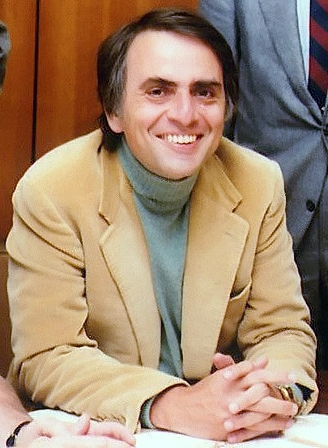
Carl Sagan, 1980

- 10. November: Lucien Bianchi, belgischer Automobilrennfahrer († 1969)
- 11. November: Margarethe Bacher, saarländische Spitzenköchin († 2005)
- 11. November: Cornelia Schmalz-Jacobsen, deutsche Politikerin
- 11. November: Hermann Sodermanns, deutscher Fußballspieler († 2008)
- 12. November: Al Hendrix, US-amerikanischer Rock-’n’-Roll- und Country-Sänger († 2021)
- 12. November: Charles Manson, US-amerikanischer Musiker und Mörder († 2017)
- 12. November: Subramaniam Narayan, indischer Fußballtorwart († 2021)
- 12. November: Leonid Stein, sowjetischer Schachspieler († 1973)
- 12. November: Vavá, brasilianischer Fußballspieler († 2002)
- 13. November: Peter Arnett, US-amerikanischer Kriegsberichterstatter
- 13. November: Hans Barth, deutscher Publizist und Wissenschaftsautor († 2011)
- 14. November: Carlo De Benedetti, italienischer Unternehmer
- 15. November: Martin Bangemann, deutscher Politiker und Bundesminister († 2022)
- 15. November: Joanna Barnes, US-amerikanische Schauspielerin und Schriftstellerin († 2022)
- 15. November: Peter Dickinson, britischer Komponist, Pianist und Musikkritiker († 2023)
- 15. November: Adolf Katzenmeier, Physiotherapeut der deutschen Fußballnationalmannschaft († 2016)
- 17. November: Llyn Foulkes, US-amerikanischer Künstler
- 19. November: Roland Ducke, deutscher Fußballspieler († 2005)
- 19. November: Kurt Hamrin, schwedischer Fußball- und Eishockeyspieler († 2024)
- 20. November: Fairuz, libanesische Sängerin
- 20. November: Lew Polugajewski, russisch-sowjetischer Schachmeister († 1995)
- 21. November: Freda Adler, US-amerikanische Soziologin und Kriminologin
- 21. November: Laurence Luckinbill, US-amerikanischer Schauspieler
- 21. November: Dietrich Weise, deutscher Fußballtrainer († 2020)
- 22. November: Muniruddin Ahmed, pakistanischer Islamwissenschaftler und Schriftsteller († 2019)
- 22. November: William Arveson, US-amerikanischer Mathematiker († 2011)
- 22. November: Jackie Pretorius, südafrikanischer Automobilrennfahrer († 2009)
- 22. November: Hildegard Sennlaub, deutsche Pädagogin, Journalistin und Schriftstellerin
- 23. November: Lew Hoad, australischer Tennisspieler († 1994)
- 24. November: Wolfgang Rademann, deutscher Fernsehproduzent († 2016)
- 24. November: Yvonne Rainer, US-amerikanische Choreografin
- 24. November: Alfred Schnittke, deutsch-russischer Komponist und Pianist († 1998)
- 24. November: Sven-Bertil Taube, schwedischer Sänger und Schauspieler († 2022)
- 24. November: Dieter E. Zimmer, deutscher Schriftsteller, Übersetzer und Publizist († 2020)
- 25. November: Joachim Adamietz, deutscher Altphilologe († 1996)
- 27. November: Antoine Abel, seychellischer Schriftsteller und Poet († 2004)
- 27. November: Franz-Josef Antwerpes, deutscher Regionalpolitiker
- 27. November: Gilbert Strang, US-amerikanischer Mathematiker
- 28. November: Carlos Fariñas, kubanischer Komponist († 2002)
- 29. November: Hans-Joachim Blau, deutscher Mediziner und Hochschullehrer († 2014)
- 29. November: Mary Carter Reitano, australische Tennisspielerin
- 29. November: Nicéphore Dieudonné Soglo, Präsident von Benin
- 29. November: Günter Wewel, deutscher Kammersänger († 2023)
- 30. November: Lansana Conté, Präsident von Guinea († 2008)
- 30. November: Björn Gustafson, schwedischer Schauspieler
- 30. November: Jürgen Kühl, deutscher Sprinter († 2020)
- 30. November: Heinz-Otto Rehage, deutscher Biologe, Naturpädagoge und Museumsmitarbeiter
- 30. November: Werner Schwuchow, deutscher Schauspieler

### Dezember
- 01. Dezember: Wilhelm Keim, deutscher Chemiker († 2018)
- 02. Dezember: Dieter Baacke, deutscher Erziehungswissenschaftler († 1999)
- 02. Dezember: Tarcisio Bertone, Erzbischof von Genua und Kardinal Tarcisio Bertone

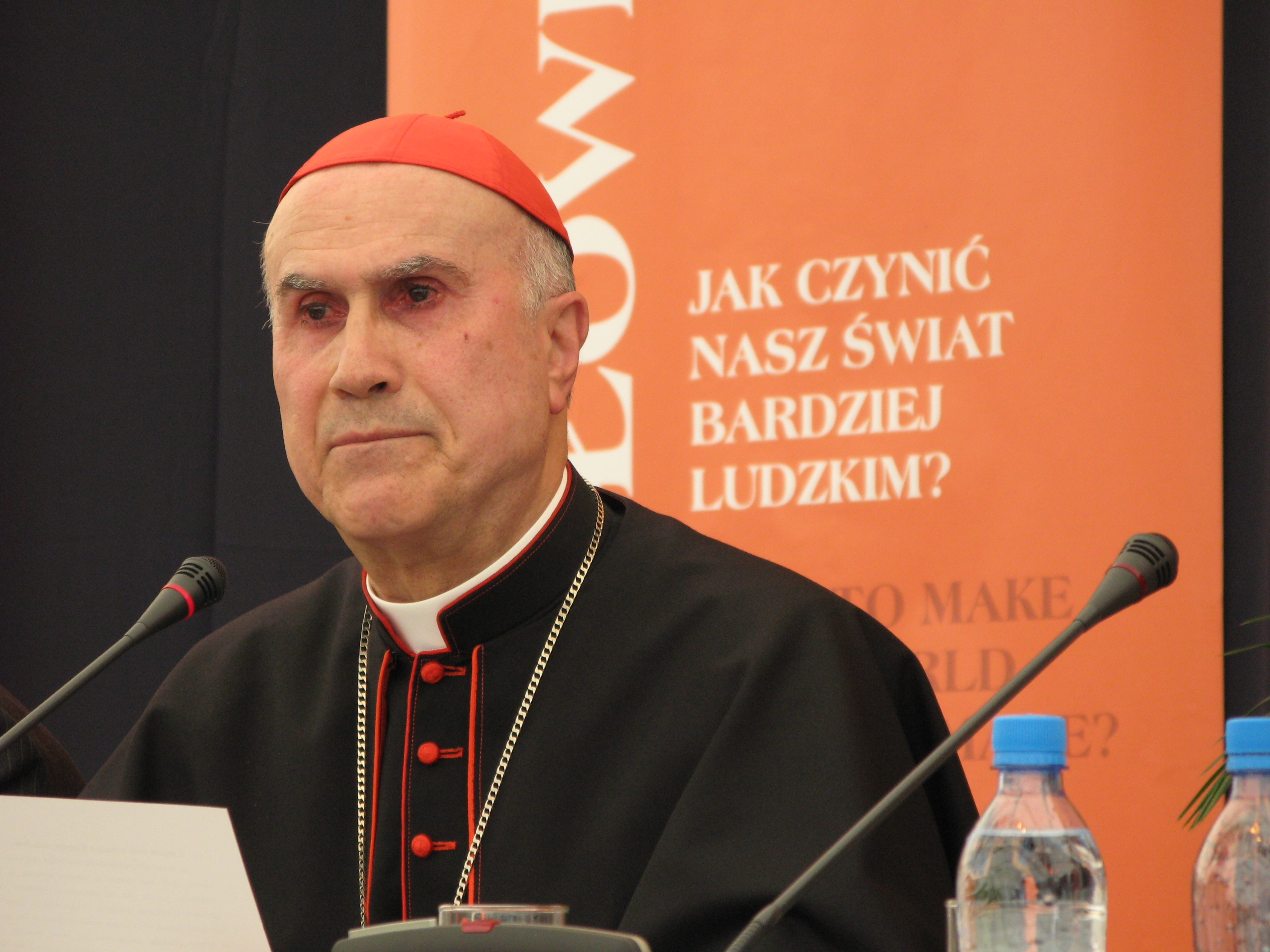
Tarcisio Bertone

- 02. Dezember: Henry Perry, irischer Boxer († 2021)
- 03. Dezember: Wiktor Gorbatko, sowjetischer Kosmonaut († 2017)
- 03. Dezember: Abimael Guzmán, Anführer der maoistischen Guerilla-Bewegung „Leuchtender Pfad“ in Peru († 2021)
- 03. Dezember: Hans Saner, Schweizer Philosoph († 2017)
- 03. Dezember: Fred Alan Wolf, US-amerikanischer theoretischer Physiker
- 04. Dezember: Victor French, US-amerikanischer Schauspieler und Regisseur († 1989)
- 05. Dezember: Fayza Ahmed, ägyptische Sängerin und Schauspielerin († 1983)
- 05. Dezember: Hassan Akesbi, marokkanischer Fußballspieler († 2024)
- 05. Dezember: Joseph Banowetz, US-amerikanischer Pianist und Musikpädagoge († 2022)
- 05. Dezember: Joan Didion, US-amerikanische Buchautorin und Essayistin († 2021)
- 05. Dezember: Eberhard Jüngel, deutscher Theologe und Hochschullehrer († 2021)
- 05. Dezember: Julius Wess, österreichischer theoretischer Physiker († 2007)
- 06. Dezember: Ingolf Metze, deutscher Finanzwissenschaftler
- 07. Dezember: Leonhard Neidhart, Schweizer Politikwissenschaftler
- 07. Dezember: Frank País, Revolutionär im kubanischen Untergrund († 1957)
- 07. Dezember: Masami Tanabu, japanischer Politiker († 2025)
- 07. Dezember: Jan Wornar, sorbischsprachiger deutscher Schriftsteller († 1999)
- 08. Dezember: Horst Räcke, deutscher Maler († 2007)
- 09. Dezember: Judi Dench, britische Schauspielerin Judi Dench, 2007

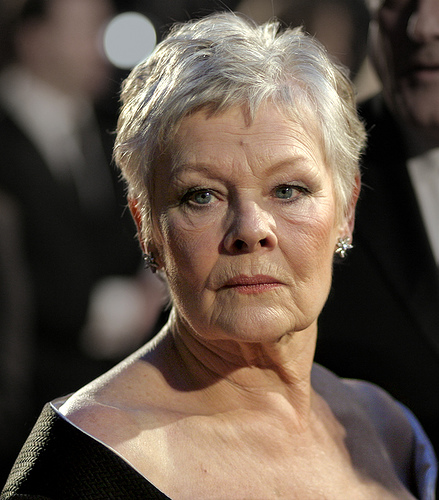
Judi Dench, 2007

- 09. Dezember: Morten Grunwald, dänischer Schauspieler und Regisseur († 2018)
- 09. Dezember: Wayne Weiler, US-amerikanischer Automobilrennfahrer († 2005)
- 09. Dezember: Junior Wells, US-amerikanischer Blues-Musiker († 1998)
- 10. Dezember: Ireneo A. Amantillo, philippinischer Altbischof von Tandag († 2018)
- 10. Dezember: Howard M. Temin, US-amerikanischer Biologe († 1994)
- 11. Dezember: Jürgen Becker, deutscher Theologe
- 11. Dezember: Hans Daniels, deutscher Politiker und MdB
- 11. Dezember: Del Shofner, US-amerikanischer American-Football-Spieler († 2020)
- 12. Dezember: Hilla Limann, Präsident von Ghana († 1998)
- 12. Dezember: Ramón Marsal, spanischer Fußballspieler († 2007)
- 13. Dezember: Gary Hemming, US-amerikanischer Bergsteiger († 1969)
- 13. Dezember: Richard Isay, US-amerikanischer Psychiater († 2012)
- 14. Dezember: Shyam Benegal, indischer Filmregisseur († 2024)
- 15. Dezember: Abdullahi Yusuf Ahmed, somalischer Politiker († 2012)
- 15. Dezember: Mohammed Farah Aidid, somalischer Politiker († 1996)
- 15. Dezember: Guremu Demboba, äthiopischer Radsportler († 2023)
- 15. Dezember: Curtis Fuller, US-amerikanischer Jazzposaunist († 2021)
- 15. Dezember: Hans-Peter Lehmann, deutscher Regisseur und Intendant († 2025)
- 15. Dezember: Stanislau Schuschkewitsch, belarussischer Wissenschaftler und Politiker († 2022)
- 16. Dezember: Nobuyuki Aihara, japanischer Geräteturner († 2013)
- 19. Dezember: Rudi Carrell, niederländischer Showmaster († 2006) Rudi Carrell, 1980

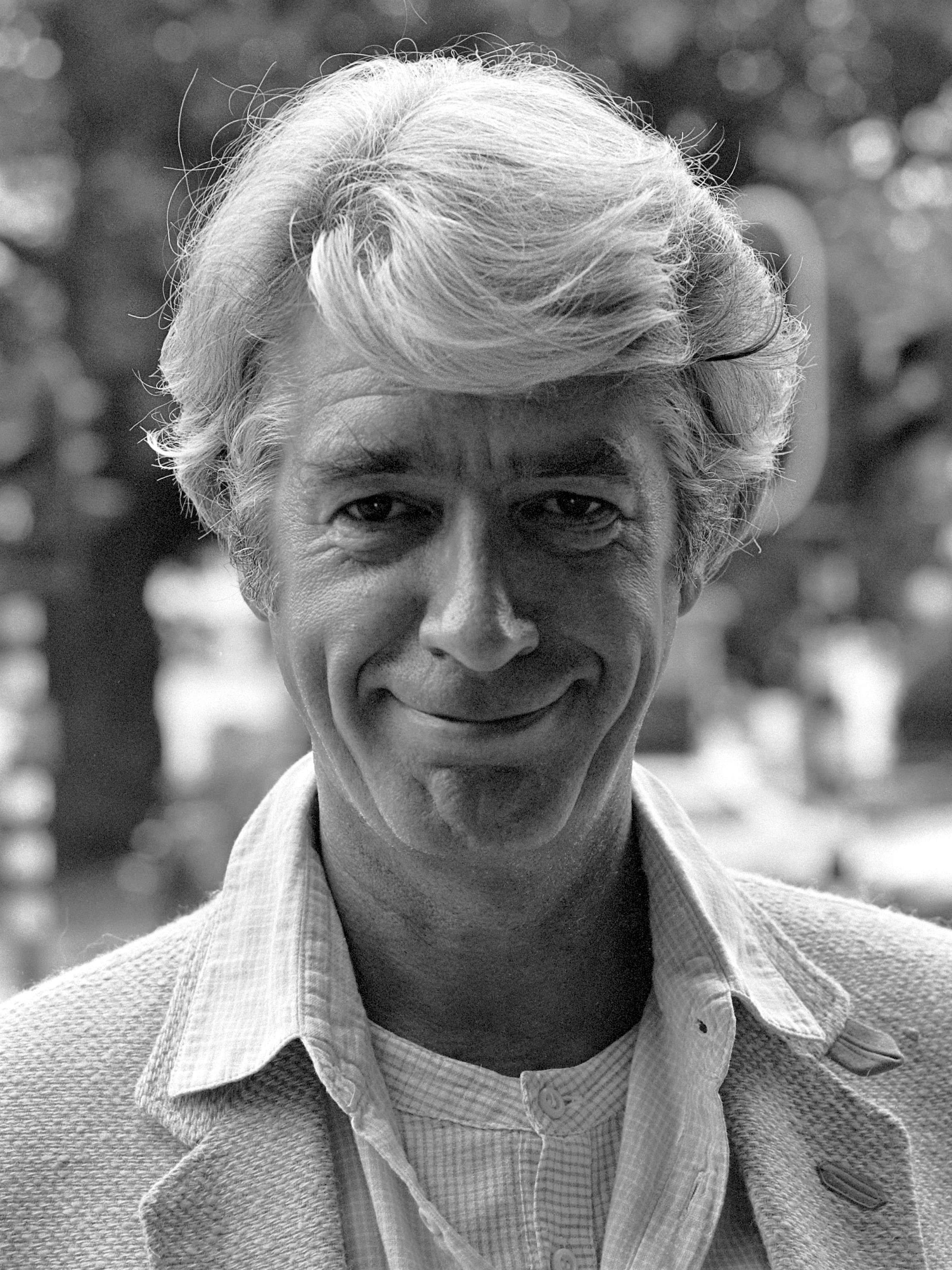
Rudi Carrell, 1980

- 19. Dezember: Pratibha Patil, 13. Präsidentin Indiens
- 20. Dezember: Julius Riyadi Darmaatmadja, Erzbischof von Jakarta und Kardinal
- 21. Dezember: Hank Crawford, US-amerikanischer Alt-Saxophonist († 2009)
- 21. Dezember: Giuseppina Leone, italienische Leichtathletin
- 21. Dezember: Petra Pascal, deutsche Sängerin
- 21. Dezember: Rudy Solari, US-amerikanischer Schauspieler († 1991)
- 23. Dezember: Evelin Matt, deutsche Fernsehproduzentin († 2024)
- 23. Dezember: Chuck Mayfield, US-amerikanischer Country-Musiker († 2015)
- 24. Dezember: Enrique Dussel, argentinischer Philosoph, Historiker und Theologe († 2023)
- 24. Dezember: Noël Lancien, französischer Komponist und Dirigent († 1999)
- 24. Dezember: Stjepan Mesić, kroatischer Staatspräsident
- 24. Dezember: Beda Vickermann OFM, deutscher Missionar († 2015)
- 25. Dezember: John Ashley, US-amerikanischer Schauspieler und Sänger († 1997)
- 25. Dezember: Giancarlo Baghetti, italienischer Automobilrennfahrer († 1995)
- 25. Dezember: Bob Martinez, US-amerikanischer Politiker
- 25. Dezember: Nelson Nieves, venezolanischer Fechter († 2021)
- 25. Dezember: Peter Weidenbach, deutscher Forstmann
- 27. Dezember: Aidan Chambers, britischer Autor und Herausgeber († 2025)
- 27. Dezember: Larissa Latynina, sowjetische KunstturnerinLarissa Latynina

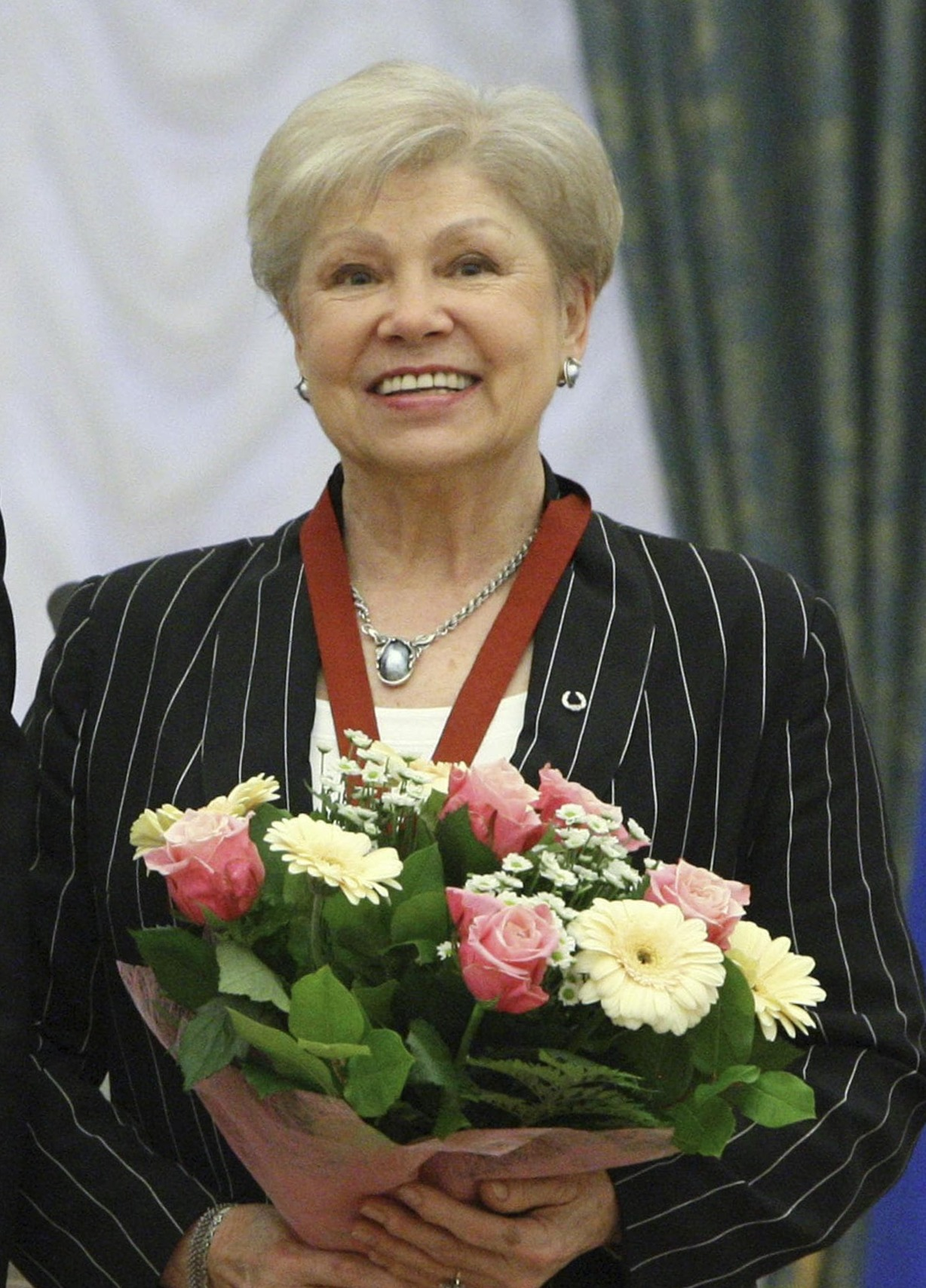
Larissa Latynina

- 27. Dezember: Pat Moss, britische Rallyefahrerin († 2008)
- 28. Dezember: John Fellows Akers, US-amerikanischer Manager († 2014)
- 28. Dezember: Rudi Faßnacht, deutscher Fußballtrainer († 2000)
- 28. Dezember: Dieter Goltzsche, deutscher Maler, Zeichner und Grafiker
- 28. Dezember: Maggie Smith, britische Schauspielerin († 2024)
- 30. Dezember: John N. Bahcall, US-amerikanischer Astrophysiker († 2005) John N. Bahcall

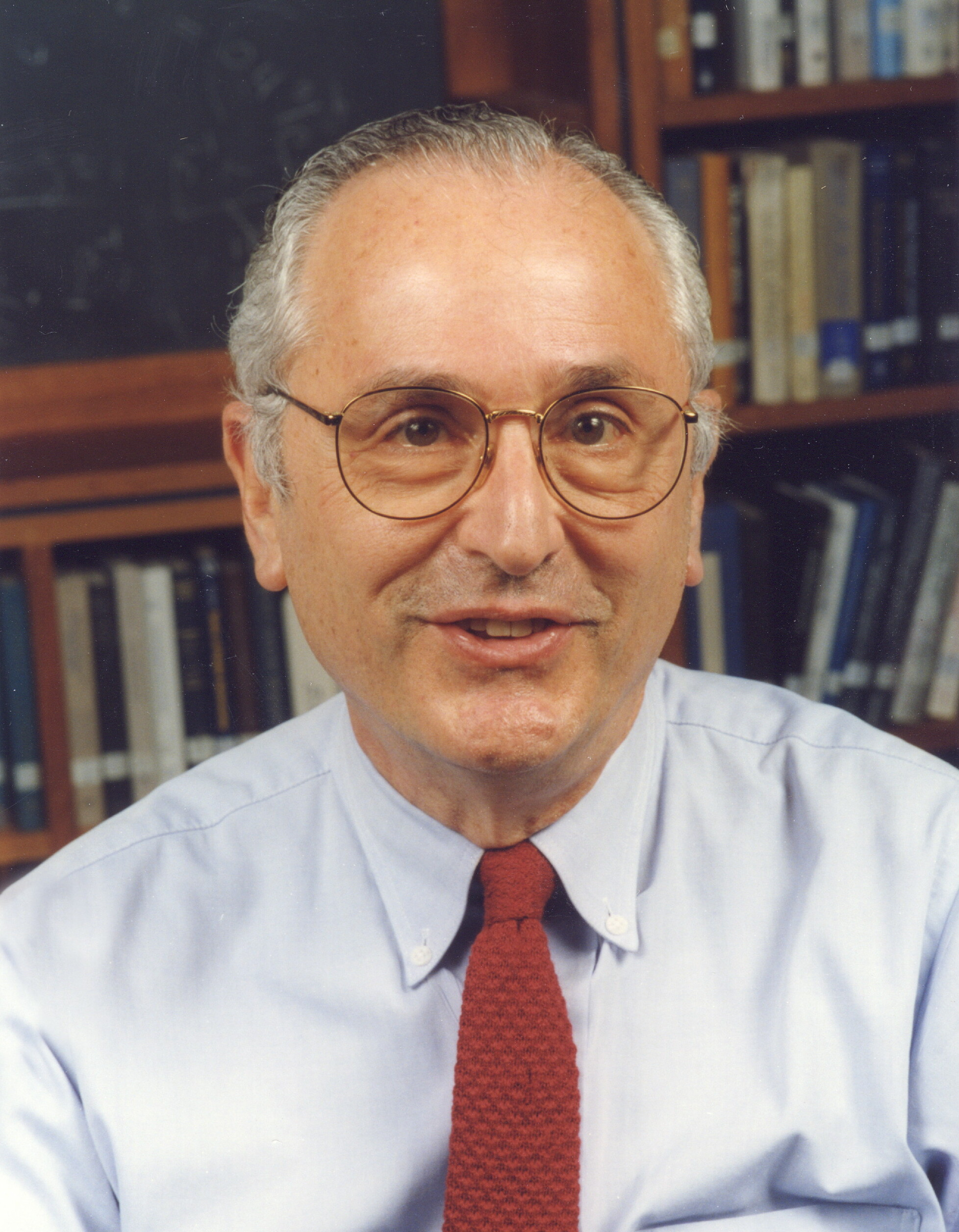
John N. Bahcall

- 30. Dezember: Colin Booth, englischer Fußballspieler († 2025)
- 30. Dezember: Barry Briggs, neuseeländischer Bahnsportler
- 30. Dezember: Jean-Claude Henry, französischer Komponist († 2024)
- 30. Dezember: Del Shannon, US-amerikanischer Rock 'n' Roll-Sänger († 1990)
- 30. Dezember: Russ Tamblyn, US-amerikanischer Schauspieler
- 31. Dezember: Inge Auerbacher, US-amerikanische Chemikerin

### Genaues Geburtsdatum unbekannt
- Ammar Al-Talibi, algerischer Hochschullehrer und Politiker
- Clay Margrave Armstrong, US-amerikanischer Physiologe
- Dave Ashman, US-amerikanischer Gewichtheber († 1984)
- Turan Dursun, türkischer Religionskritiker und Bürgerrechtler († 1990)
- Samuel Escobar, peruanischer Theologe († 2025)
- Efraim Halevy, früherer Direktor des Mossad
- Johannes Holey, deutscher Autor
- Henry Holt, US-amerikanischer Dirigent, Operndirektor und Musikpädagoge († 1997)
- Tony Jordan, englischer Badmintonspieler († 2025)
- Erhard D. Klinke, deutscher Beamter und Universitätspräsident († 2007)
- Horst Lateika, deutscher Schauspieler und Puppenspieler
- Abraham Maciques, kubanischer Wirtschafts-Manager († 2025)
- Allan Miller, US-amerikanischer Dirigent, Dokumentarfilmregisseur und -produzent
- Dan Miron, israelischer Literaturwissenschaftler und -kritiker
- Abdelkader Moukhtatif, marokkanischer Fußballspieler († 2022)

## Gestorben

### Januar/Februar
- 01. Januar: Blagoje Bersa, kroatischer Komponist (* 1873)
- 01. Januar: Max Sauerlandt, deutscher Kunsthistoriker (* 1880)
- 01. Januar: Jakob Wassermann, deutschsprachiger Schriftsteller (* 1873)

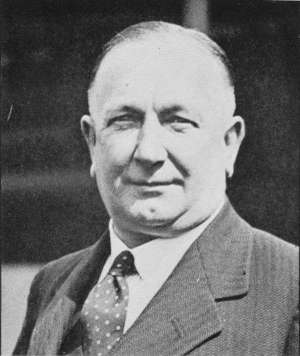
Herbert Chapman

- 06. Januar: Herbert Chapman, englischer Fußballspieler und Trainer (* 1878)
- 06. Januar: Eucarpio Espinosa, chilenischer Maler (* 1867)
- 08. Januar: Andrei Bely, russischer Dichter und Theoretiker (* 1880)
- 08. Januar: Adolf Rettelbusch, deutscher Maler (* 1858)
- 10. Januar: Marinus van der Lubbe, niederländischer Arbeiter, angeblicher Brandstifter des Reichstages in Berlin (* 1909)
- 10. Januar: Vincenzo Ferroni, italienischer Komponist und Musikpädagoge (* 1858)
- 15. Januar: Hermann Bahr, österreichischer Schriftsteller und Dramatiker (* 1863)
- 19. Januar: Karl Arnsperger, deutscher Verwaltungsbeamter (* 1870)
- 19. Januar: Georg Capellen, deutscher Komponist und Musikwissenschaftler (* 1869)
- 24. Januar: Felix Knubben, deutscher Kirchenmusiker und Komponist (* 1880)

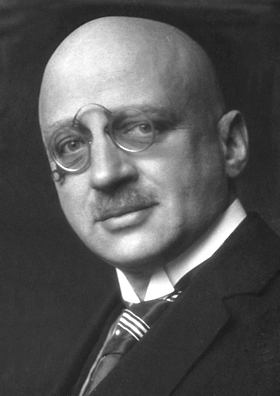
Fritz Haber, 1918

- 29. Januar: Fritz Haber, deutscher Chemiker und Nobelpreisträger (* 1868)
- 02. Februar: James Hartness, US-amerikanischer Politiker (* 1861)
- 03. Februar: Aussie Elliott, US-amerikanischer Verbrecher (* 1914)
- 05. Februar: William Morris Davis, US-amerikanischer Geologe, Meteorologe und Geograph (* 1850)
- 07. Februar: Ernesto Quesada, argentinischer Soziologe, Jurist, Publizist, Historiker und Sprachwissenschaftler (* 1858)
- 07. Februar: Heinrich Rippler, deutscher Schriftsteller, Journalist und Politiker (* 1866)
- 09. Februar: Giuseppe Carboni, kanadischer Gesangspädagoge, Dirigent und Komponist (* 1866)
- 10. Februar: Ossip Schubin, tschechisch-deutsche Schriftstellerin (* 1854)
- 10. Februar: Fedor von Zobeltitz, deutscher Journalist und Schriftsteller (* 1857)
- 11. Februar: Fritz Klatte, deutscher Chemiker (* 1880)
- 12. Februar: Jacques Joseph, deutscher Chirurg, Pionier der Rhinoplastik (* 1865)
- 13. Februar: Carl Appel, deutscher Romanist und Hochschullehrer (* 1857)
- 14. Februar: Gustav Kirstein, deutscher Verleger (* 1870)
- 14. Februar: Karl Münichreiter, österreichischer Widerstandskämpfer und Mitglied des Republikanischen Schutzbundes (* 1891)
- 15. Februar: Ai Xia, chinesische Schauspielerin (* 1912)
- 15. Februar: Ignaz Petschek, tschechoslowakischer Bankier und Großindustrieller (* 1857)
- 15. Februar: Emil Swoboda, österreichischer Widerstandskämpfer und Mitglied des Republikanischen Schutzbundes (* 1898)
- 15. Februar: Georg Weissel, österreichischer Widerstandskämpfer (* 1899)
- 15. Februar: Richard Zoozmann, deutscher Dichter und Schriftsteller (* 1863)
- 17. Februar: Sepp Ahrer, österreichischer Sozialdemokrat und Revolutionär (* 1908)
- 17. Februar: Albert I., belgischer König (* 1875)
- 17. Februar: Fernando de Arteaga y Pereira, spanischer Dichter, Romanist und Hispanist (* 1851)
- 17. Februar: Josef Stanek, österreichischer Politiker und Gewerkschafter (* 1883)
- 17. Februar: Siegbert Tarrasch, deutscher Schachgroßmeister (* 1862)
- 19. Februar: Koloman Wallisch, sozialdemokratischer Arbeiterführer in Österreich (* 1889)
- 21. Februar: Edouard Montet, französisch-schweizerischer evangelischer Geistlicher und Hochschullehrer (* 1856)
- 22. Februar: Anton Bulgari, österreichischer Schildermaler und Revolutionär (* 1877)
- 23. Februar: Edward Elgar, englischer Komponist (* 1857)
- 24. Februar: Naoki Sanjūgo, japanischer Schriftsteller (* 1891)
- 26. Februar: Kârale Andreassen, grönländischer Maler, Zeichner und Katechet (* 1890)
- 27. Februar: Berthe Constance Ursule Art, belgische Pastell- und Stilllebenmalerin (* 1857)

### März/April
- 01. März: Toros Toramanian, armenischer Architekt und Historiker (* 1864)
- 04. März: Marie Guillot, französische Gewerkschafterin und Feministin (* 1880)
- 12. März: Harry Green, britischer Langstreckenläufer (* 1886)
- 14. März: João do Canto e Castro, portugiesischer Admiral und Politiker, Staatspräsident (* 1862)
- 17. März: Wilhelm Meyer-Förster, deutscher Schriftsteller (* 1862)
- 19. März: Hugo Prinz, deutscher Althistoriker (* 1883)
- 19. März: Anthony Johannes Blok, niederländischer Strafrechtler (* 1868)
- 19. März: Edward Montagu-Stuart-Wortley, britischer General (* 1857)
- 21. März: Otto Baumgarten, deutscher evangelischer Theologe (* 1858)
- 21. März: Franz Schreker, österreichischer Komponist (* 1878)
- 23. März: Wenzel Hablik, deutscher Maler, Graphiker und Kunsthandwerker (* 1881)
- 26. März: Franz Josef Swoboda, österreichischer Orgelbauer (* 1870)
- 27. März: Francis William Reitz, Präsident des Oranje-Freistaats und Außenminister der Südafrikanischen Republik (* 1844)
- 29. März: Ludwig Marum, Rechtsanwalt und SPD-Politiker (* 1882)
- 31. März: René Guisan, Schweizer evangelischer Geistlicher und Hochschullehrer (* 1874)
- 04. April: Braulio Dueño Colón, puerto-ricanischer Komponist (* 1854)
- 04. April: Pierantonio Tasca, italienischer Komponist (* 1864)
- 04. April: Johanna Niese, österreichische Schauspielerin (* 1875)
- 07. April: Karl von Einem, preußischer Kriegsminister (* 1853)
- 07. April: Ludwig Roebel, deutscher Ingenieur und Erfinder (* 1878)
- 08. April: Frank C. Mars, US-amerikanischer Unternehmer (* 1883)
- 09. April: Gustav Aufschläger, deutscher Sprengstoffchemiker und Unternehmensführer (* 1853)
- 09. April: Rudolf Koch, Schriftentwerfer, Kalligraf, Typograf und Lehrer (* 1876)
- 09. April: Oskar von Miller, deutscher Ingenieur und Begründer des Deutschen Museums (* 1855)
- 11. April: John Collier, britischer Maler und Schriftsteller (* 1850)
- 14. April: Gustav Voigts, deutscher Landwirt, Händler und Bürgermeister (* 1866)
- 18. April: August Amrhein, deutscher Geistlicher (* 1847)
- 21. April: Eduard Gustav Adolf von Bonin, Gutsbesitzer und preußischer Politiker (* 1846)
- 22. April: Josef Auer, deutscher Holzbildhauer (* 1867)
- 22. April: Nahum J. Bachelder, US-amerikanischer Politiker (* 1854)
- 23. April: Carsten Egeberg Borchgrevink, norwegischer Polarforscher (* 1864)
- 24. April: Émile Chautard, französischer Schauspieler und Regisseur (* 1881)
- 26. April: Broncia Koller-Pinell, österreichische Malerin (* 1863)

### Mai/Juni
- 01. Mai: Viktor Apfelbeck, österreichisch-jugoslawischer Entomologe und Museumskurator (* 1859)
- 05. Mai: Nakamura Kenkichi, japanischer Lyriker (* 1889)
- 06. Mai: Maurice Boutmy, französischer Automobilrennfahrer (* 1877)
- 07. Mai: Charly Jellen, österreichischer Automobilrennfahrer und Unternehmer (* 1909)
- 13. Mai: Albert Sleeper, US-amerikanischer Politiker (* 1862)
- 16. Mai: Auguste Hertzer, deutsche Krankenschwester (* 1855)
- 23. Mai: Bonnie Parker und Clyde Barrow (Bonnie und Clyde)
- 25. Mai: Gustav Holst, britischer Komponist (* 1874)
- 25. Mai: Anani Jawaschow, bulgarischer Pädagoge, Botaniker und Archäologe (* 1855)
- 25. Mai: William B. Wilson, US-amerikanischer Politiker (* 1862)
- 28. Mai: Leonhard Angerer, österreichischer Naturforscher (* 1861)
- 02. Juni: James Rolph junior, US-amerikanischer Politiker (* 1869)
- 03. Juni: Robert Schmid, Schweizer Jurist und Politiker (* 1867)
- 05. Juni: Corrado Ricci, italienischer Archäologe und Kunsthistoriker (* 1858)
- 07. Juni: Nicanor González Méndez, chilenischer Maler (* 1864)
- 08. Juni: Felix Maria Ghebre Amlak, äthiopischer Priester (* 1895)
- 09. Juni: Ján Kvačala, slowakischer evangelisch-lutherischer Theologe, Religionshistoriker und Hochschullehrer (* 1862)
- 10. Juni: Plácido António Cunha de Abreu, portugiesischer Kunstflieger (* 1903)
- 10. Juni: Frederick Delius, englischer Komponist (* 1862)
- 13. Juni: Syd Crabtree, britischer Motorradrennfahrer (* 1903 oder 1904)
- 13. Juni: Theodor Däubler, deutscher Schriftsteller (* 1876)

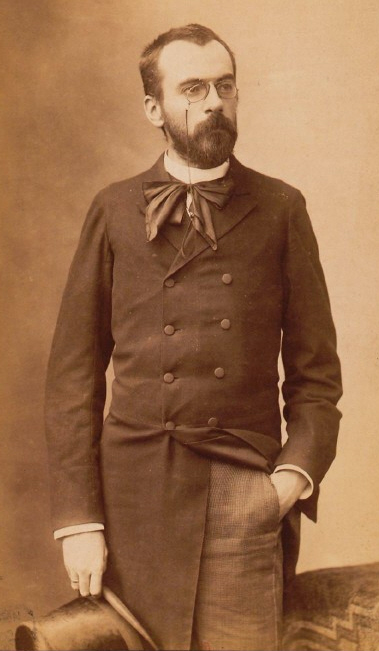
Alfred Bruneau

- 15. Juni: Alfred Bruneau, französischer Komponist und Musikkritiker (* 1857)
- 17. Juni: Samuel Shaw Ulysses Arentz, US-amerikanischer Politiker (* 1879)
- 22. Juni: Friedrich Winkelmann, deutscher Prähistoriker, Archäologe, Streckenkommissar der Reichs-Limeskommission, Gutsbesitzer und Kommunalpolitiker (* 1852)
- 24. Juni: Dirk Meints Agena, deutscher Jurist, Landwirt und Politiker (* 1889)
- 24. Juni: Franz Eibel, österreichischer Geistlicher und Opfer der Nationalsozialisten (* 1904)
- 24. Juni: Charles Spalding Thomas, US-amerikanischer Politiker (* 1849)
- 26. Juni: Nathaniel Lord Britton, US-amerikanischer Geologe und Botaniker (* 1859)
- 26. Juni: Max Pallenberg, österreichischer Sänger, Schauspieler und Komiker (* 1877)
- 28. Juni: Erich Hirth, deutscher Motorradrennfahrer (* unbekannt)
- 29. Juni: Adolf Kašpar, tschechischer Maler und Illustrator (* 1877)
- 29. Juni: Otto Petschek, böhmischer bzw. tschechoslowakischer Unternehmer (* 1882)
- 30. Juni: Gustav Ritter von Kahr, bayerischer Ministerpräsident (* 1862)
- 30. Juni: Kurt von Schleicher, Generalleutnant und Reichskanzler der Weimarer Republik (* 1882)
- 30. Juni: Gregor Strasser, deutscher nationalsozialistischer Politiker (* 1892)
- 30. Juni: Erich Klausener, Vorsitzender der Katholischen Aktion im Bistum Berlin (* 1885)

### Juli/August
- 01. Juli: Julius Adler, deutscher Rechtsanwalt (* 1882)
- 01. Juli: Fritz Gerlich, deutscher Journalist und Archivar (* 1883)
- 01. Juli: Erik Haps, belgischer Motorradrennfahrer (* 1909)
- 01. Juli: Gunnar Kalén, schwedischer Motorradrennfahrer (* 1901)
- 01. Juli: Ernst Röhm, nationalsozialistischer Politiker und SA-Führer (* 1887)
- 02. Juli: Pol Demeuter, belgischer Motorradrennfahrer (* 1904)
- 02. Juli: Henry Hollis Horton, US-amerikanischer Politiker (* 1866)
- 03. Juli: Ludwig Sütterlin, deutscher Linguist und Germanist (* 1863)
- 04. Juli: Chaim Nachman Bialik, jüdischer Dichter, Autor und Journalist (* 1873)
- 04. Juli: Abelardo Bustamante, chilenischer Maler und Bildhauer (* 1888)

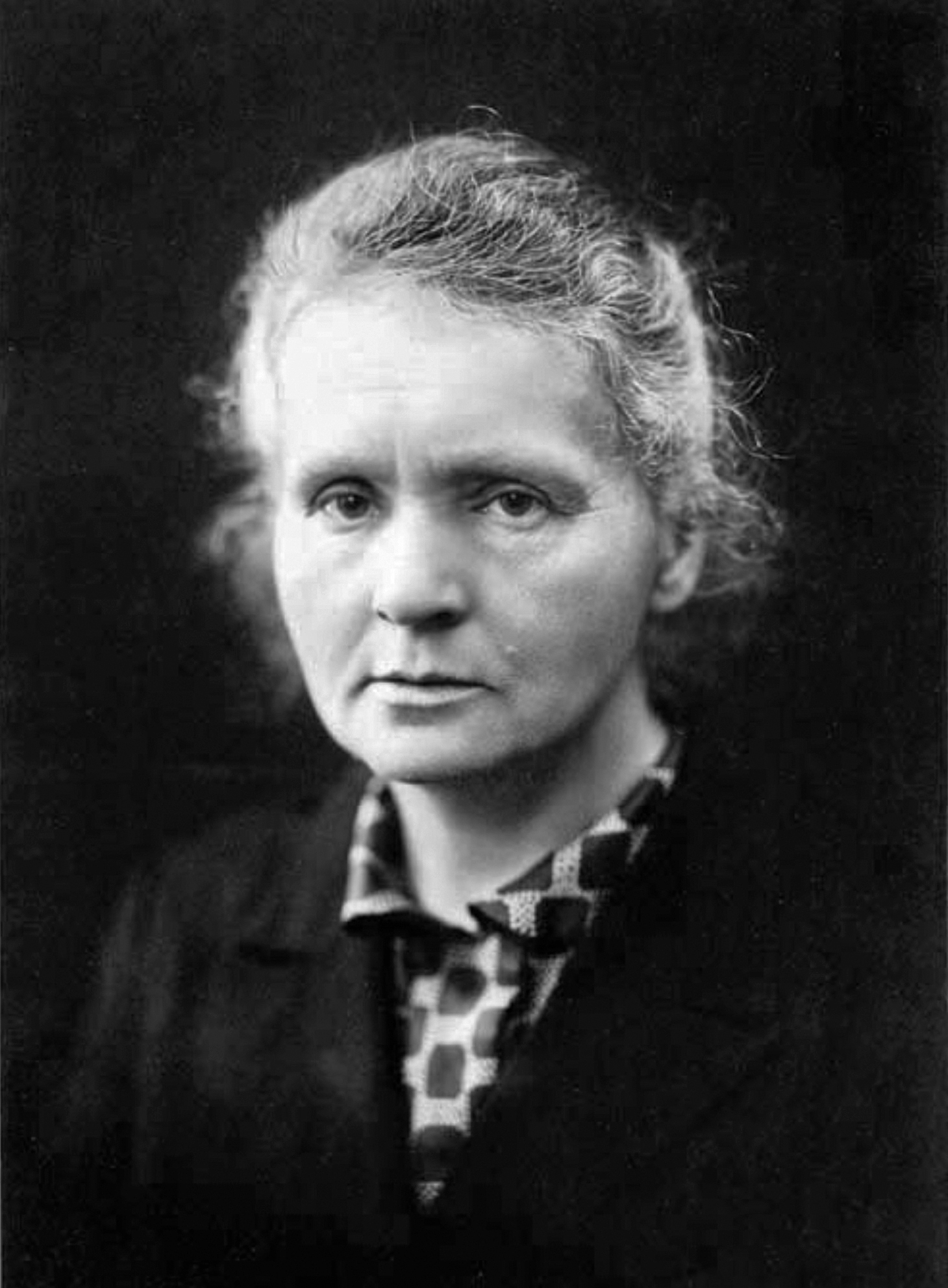
Marie Curie, 1920

- 04. Juli: Marie Curie, polnisch-französische Chemikerin und Physikerin (* 1867)
- 05. Juli: Cäsar Ahrens, deutscher Chemiker (* 1868)
- 06. Juli: Franklin MacVeagh, US-amerikanischer Politiker (* 1837)
- 06. Juli: Harry A. Pollard, US-amerikanischer Schauspieler und Regisseur (* 1879)
- 06. Juli: Kurt Sethe, deutscher Ägyptologe (* 1869)
- 08. Juli: Johann Friedrich Ahlhorn, deutscher Politiker (* 1855)
- 10. Juli: Erich Mühsam, deutscher Schriftsteller und Anarchist (* 1878)
- 11. Juli: Julius Schwarz, deutscher Orgelbauer (* 1862)
- 14. Juli: Willo Welzenbach, deutscher Bergsteiger (* 1899)
- 15. Juli: Antonina Leonardowna Rschewskaja, russische bzw. sowjetische Malerin (* 1861)
- 15. Juli: Arie van der Pluym, niederländischer Motorradrennfahrer (* 1906)
- 22. Juli: John Dillinger, erster Mensch, den das FBI als Staatsfeind Nr. 1 bezeichnete (* 1903)
- 23. Juli: Jean Gaupillat, französischer Unternehmer und Automobilrennfahrer (* 1891)
- 24. Juli: Hans Hahn, österreichischer Mathematiker (* 1879)
- 25. Juli: Engelbert Dollfuß, österreichischer Politiker und Bundeskanzler (* 1892)
- 25. Juli: Nestor Machno, ukrainischer Anarchist, Anführer der nach ihm benannten Machnowschtschina (* 1888)
- 26. Juli: William F. Kirby, US-amerikanischer Politiker (* 1867)
- 26. Juli: Winsor McCay, US-amerikanischer Karikaturist und Comiczeichner (* 1871)
- 27. Juli: Nelly Diener, Schweizer Flugbegleiterin (* 1912)
- 29. Juli: Eduard Philipp Arnold, deutscher Architekt, Dozent und Autor (* 1866)
- 29. Juli: John L. McLaurin, US-amerikanischer Politiker (* 1860)
- 30. Juli: Ernst von Wolzogen, deutscher Schriftsteller (* 1855)

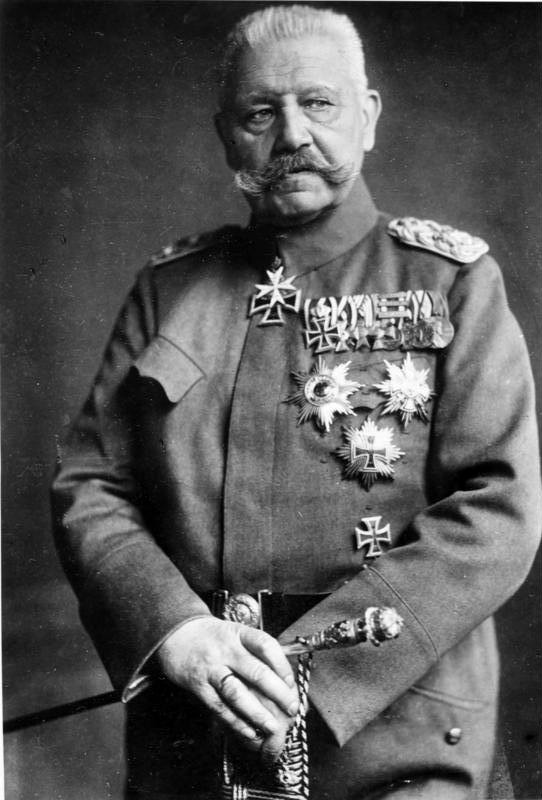
Paul von Hindenburg

- 02. August: Paul von Hindenburg, Generalfeldmarschall und zweiter Reichspräsident (* 1847)
- 09. August: Arnaldo Galliera, italienischer Komponist und Musikpädagoge (* 1871)
- 10. August: Ulrich Maag, Schweizer Automobilrennfahrer (* 1910)
- 12. August: Hendrik Petrus Berlage, niederländischer Architekt (* 1856)
- 13. August: Mary Hunter Austin, US-amerikanische Schriftstellerin und Dramatikerin (* 1868)
- 14. August: Pjotr Iwanowitsch Tschardynin, russischer Schauspieler und Stummfilmregisseur (* 1871 oder 1873)
- 15. August: Guy Moll, algerischer Automobilrennfahrer (* 1910)
- 18. August: Oskar Prochnow, deutscher Pädagoge, Naturforscher, Naturphilosoph und Publizist (* 1884)
- 19. August: Henry T. Rainey, US-amerikanischer Politiker (* 1860)
- 20. August: Gabriel Zelger, Schweizer Bischof (* 1867)
- 23. August: Viktor Kaplan, österreichischer Ingenieur (* 1876)
- 25. August: Martin Seydel, deutscher Musikwissenschaftler, Stimmbildner und Philosoph (* 1871)
- 26. August: Hugh Caulfield Hamilton, nordirischer Automobilrennfahrer (* 1905)

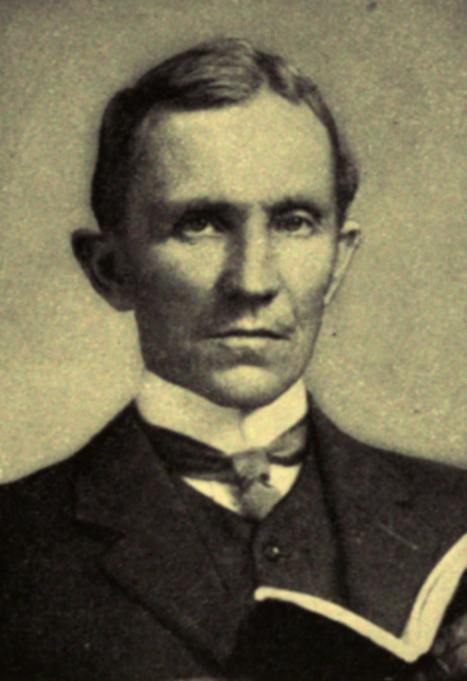
Tannatt William Edgeworth David

- 28. August: Tannatt William Edgeworth David, australischer Geologe, Landvermesser und Polarforscher (* 1858)

### September/Oktober
- 04. September: Paul Aust, deutscher Landschaftsmaler, Grafiker und Schriftsteller (* 1866)
- 09. September: Edward Theodore England, US-amerikanischer Politiker (* 1869)
- 13. September: William Lorimer, US-amerikanischer Politiker (* 1861)
- 15. September: Jean Bungartz, deutscher Tiermaler und Autor (* 1854)
- 16. September: Otto Schanz, deutscher Motorradrennfahrer (* unbekannt)
- 19. September: Brito Camacho, portugiesischer Politiker (* 1862)
- 20. September: Víctor Mercante, argentinischer Pädagoge und Schriftsteller (* 1870)
- 26. September: Inoue Kenkabō, japanischer Schriftsteller (* 1870)
- 30. September: John K. Shields, US-amerikanischer Politiker (* 1858)
- 01. Oktober: Luis Amigó, spanischer Kapuziner, Bischof und Ordensgründer (* 1854)
- 06. Oktober: James Taliaferro, US-amerikanischer Politiker (* 1847)
- 07. Oktober: Ludwig Freiherr von Stein zu Lausnitz, deutscher Offizier und Forschungsreisender (* 1868)
- 08. Oktober: Krikor Balakian, armenischer Bischof (* 1875)
- 09. Oktober: Alexander I., König der Serben, Kroaten und Slowenen (* 1888)
- 09. Oktober: Abu al-Qasim asch-Schabbi, tunesischer Dichter (* 1909)
- 09. Oktober: Louis Barthou, französischer Politiker (* 1862)
- 10. Oktober: Takamura Kōun, japanischer Bildhauer (* 1852)
- 12. Oktober: Michael O’Shaughnessy, irischstämmiger Bauingenieur und Stadtplaner von San Francisco (* 1864)
- 12. Oktober: Anna Winistörfer-Ruepp, Schweizer Lehrerin, Zeitungsgründerin, Redakteurin und Frauenrechtlerin (* 1852)
- 14. Oktober: Leonid Sobinow, russischer Opernsänger (* 1872)

Santiago Ramón y Cajal

- 15. Oktober: Samuel Fischer, deutscher Verleger (* 1859)
- 15. Oktober: Raymond Poincaré, französischer Staatsmann (* 1860)
- 17. Oktober: Santiago Ramón y Cajal, spanischer Mediziner und Nobelpreisträger (* 1852)
- 18. Oktober: Thies Hinrich Engelbrecht, deutscher Agrargeograph (* 1853)
- 18. Oktober: Franc-Nohain, französischer Schriftsteller und Librettist (* 1872)
- 18. Oktober: Rudolf von Tavel, Schweizer Journalist und Schriftsteller (* 1866)
- 19. Oktober: Johan Joseph Aarts, niederländischer Maler und Grafiker (* 1871)
- 29. Oktober: Wilhelm IV. Anthes, deutscher Politiker (* 1877)
- 29. Oktober: Gustavo E. Campa, mexikanischer Komponist (* 1863)
- 29. Oktober: Kurt Floericke, deutscher Naturwissenschaftler (* 1869)

### November/Dezember

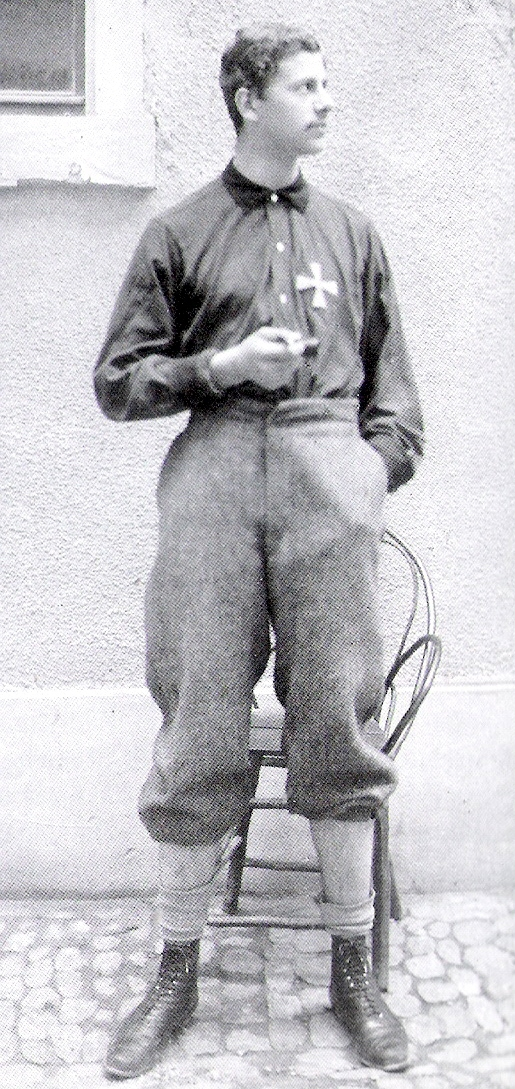
Walther Bensemann 1896

- 12. November: Walther Bensemann, deutscher Philologe, Mitbegründer des DFB (* 1873)
- 12. November: Henri Verbrugghen, belgischer Dirigent, Geiger und Musikpädagoge (* 1873)
- 13. November: Fritz Wrampe, deutscher Bildhauer (* 1893)
- 16. November: Carl von Linde, deutscher Ingenieur (* 1842)

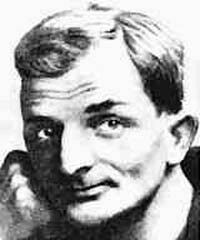
Joachim Ringelnatz, vor 1925

- 17. November: Joachim Ringelnatz, deutscher Schriftsteller (* 1883)
- 23. November: Ernst Steinmann, deutscher Kunsthistoriker (* 1866)
- 24. November: Mychajlo Hruschewskyj, Historiker, Politiker und Aktivist in der ukrainischen Nationalbewegung (* 1866)
- 30. November: Florian Berndl, österreichischer Naturheilkundler (* 1856)
- 30. November: Hélène Boucher, französische Pilotin (* 1908)
- 30. November: Philip Hale, US-amerikanischer Organist und Musikkritiker (* 1854)

- 01. Dezember: Heinrich Kielhorn, deutscher Pionier der Sonderschulpädagogik (* 1847)
- 01. Dezember: Sergei Kirow, sowjetischer Staats- und Parteifunktionär (* 1886)
- 02. Dezember: Jakob Meisenheimer, deutscher Chemiker (* 1876)
- 04. Dezember: Adrien de Gerlache de Gomery, belgischer Polarforscher (* 1866)
- 08. Dezember: Bernhard Sekles, deutscher Komponist und Musikpädagoge (* 1872)
- 11. Dezember: Raoul Bachmann, französischer Automobilrennfahrer (* 1884)
- 12. Dezember: Oscar Goerke, US-amerikanischer Radrennfahrer (* 1883)
- 12. Dezember: Arthur Keller, deutscher Mediziner (* 1868)
- 17. Dezember: William L. Harding, US-amerikanischer Politiker (* 1877)
- 19. Dezember: Arria Ly, französische Feministin (* 1881)
- 19. Dezember: Françis Planté, französischer Pianist (* 1839)
- 20. Dezember: Nikolai Jakowlewitsch Marr, georgischer Sprachwissenschaftler (* 1865)
- 21. Dezember: August Anton Hieronymus Gärtner, deutscher Mediziner und Mikrobiologe (* 1848)
- 23. Dezember: Henri Dallier, französischer Komponist und Organist (* 1849)
- 24. Dezember: George W. P. Hunt, US-amerikanischer Politiker (* 1859)
- 25. Dezember: Max Grube, deutscher Schauspieler, Theaterleiter und Schriftsteller (* 1854)
- 26. Dezember: John Emory Andrus, US-amerikanischer Politiker (* 1841)
- 28. Dezember: Pablo Gargallo, spanischer Bildhauer (* 1881)
- 28. Dezember: Adachi Mineichirō, japanischer Jurist und Diplomat (* 1870)
- 29. Dezember: Willy Seidel, deutscher Schriftsteller (* 1887)
- 30. Dezember: Josef Autrith, österreichischer Politiker (* 1896)
- 31. Dezember: Cəfər Cabbarlı, aserbaidschanischer Dramatiker, Lyriker, Übersetzer, Regisseur und Drehbuchautor (* 1899)

### Genaues Todesdatum unbekannt
- Oskar Herrfurth, deutscher Maler und Illustrator (* 1862)
- Fritz Köster, deutscher Redakteur und Anarchosyndikalist (* 1855)
- Frederick Maxson, US-amerikanischer Komponist und Organist (* 1862)
- César Stiattesi, argentinischer Komponist, Dirigent und Musikpädagoge (* 1881)